# Histoire de l'Éthiopie

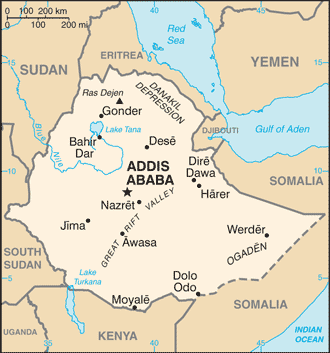
Éthiopie actuelle

La Corne de l'Afrique, et en particulier le territoire de l'actuelle Éthiopie (1 127 127 km2 et environ 128 millions d'habitants en 2023, contre 63 en 2000, 10 vers 1900 et 6 vers 1500), se trouve au cœur de l'histoire de l'humanité : on y trouve les restes de certains des plus anciens hominidés connus (entre autres, Dinknesh, appelée généralement « Lucy », âgée de 3,18 millions d'années, et Ardipithecus kadabba, un hominidé de 5,2 à 5,8 millions d'années) mais également les plus anciennes traces de l'homo sapiens moderne,, après le Maroc depuis mai 2017 (Djebel Irhoud, 300 000 ans).
L'existence d'un royaume qualifié d'« éthiopien » au sud de l'Égypte est très tôt évoquée dans l'Antiquité par les sources grecques et égyptiennes, sans que sa localisation précise soit clairement identifiée.
Le royaume d'Aksoum, connu comme l'une des quatre puissances[précision nécessaire]  de l'époque, qui apparaît vers le Ier siècle, unifie des royaumes antérieurs. Des sources locales deviennent ensuite disponibles avec l'apparition du guèze vers le IVe siècle.
Au XIe siècle, l'installation de la dynastie Zagwe crée une entité politique au nord du territoire avec Lalibela comme capitale. Elle est renversée par la dynastie salomonienne qui lui succède à partir du XIIIe siècle. Le XIXe siècle est marqué par une lutte permanente pour la sauvegarde de l'indépendance du pays face aux ambitions des puissances coloniales, la victoire d'Adoua sous Menelik II mettant fin en 1896 à ces prétentions. L'Éthiopie s'étend alors au sud et à l'est pour prendre sa forme moderne. La préservation, au moins relative, de son indépendance caractérise l'Éthiopie durant la période coloniale de l'Afrique.
Le XXe siècle est marqué par le règne d'Haïlé Sélassié Ier (de 1930 à 1974), interrompu par l'occupation italienne entre 1936 et 1941. Son règne et la monarchie prennent fin lors de la révolution de 1974. Elle est rapidement récupérée par la junte militaire du Derg, dirigée par Mengistu Haile Mariam. C'est la lutte indépendantiste érythréenne, commencée en 1962, qui amène à la chute du régime en 1991. Le pays est marqué par des conflits internes et avec ses voisins jusqu'en 2018, où de nouveaux dirigeants favorisent l'apaisement, contribuant ainsi à restaurer la paix et les conditions favorables au développement dans toute la région.
Une tradition historiographique ancienne tend à mettre en évidence une continuité entre toutes ces constructions politiques, au-delà des périodes peu ou pas connues qui les séparent et des variations entre les territoires concernés.

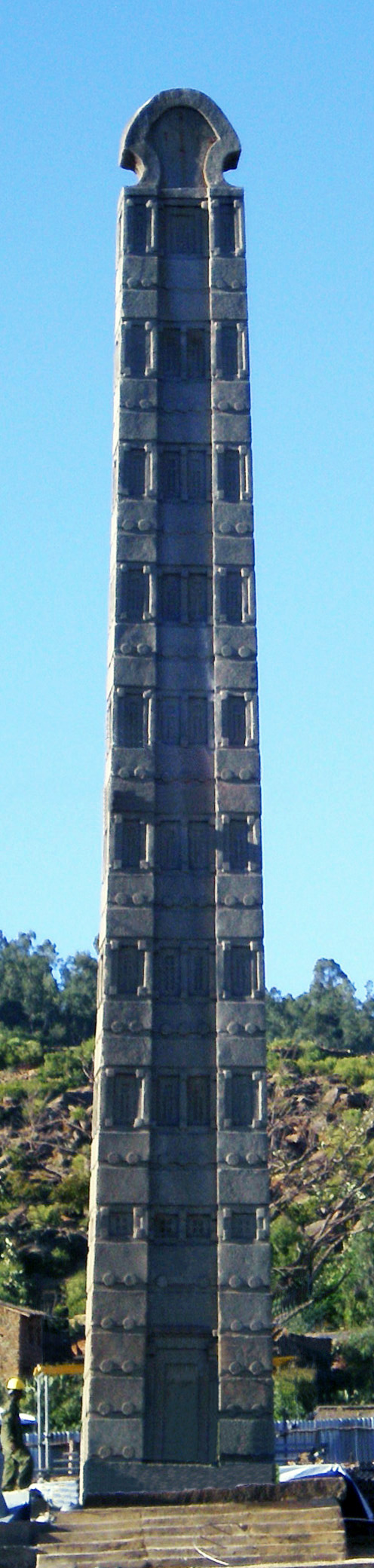
Stèle monolithique d'Ezana, Aksoum, Éthiopie. Patrimoine mondial de l'UNESCO.

Vallée du Grand Rift (pointillée) traversant l'Éthiopie, terminée au nord par la dépression de l'Afar (triangulaire), au point de rencontre des plaques africaine, arabique et somalienne.

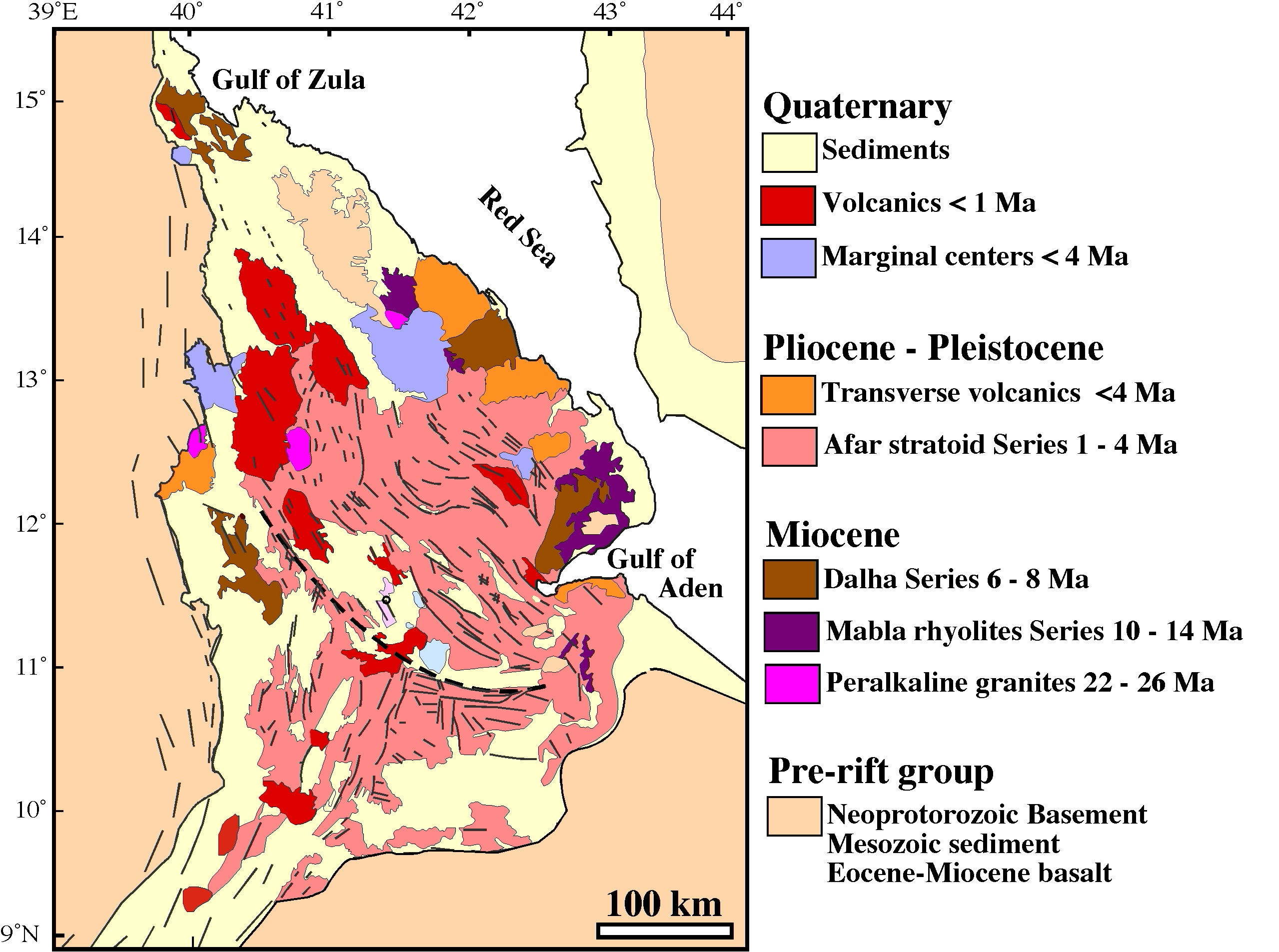
Carte géologique de la dépression de l'Afar.

## Périodisation
Richard Pankhurst, historien britannique professeur à l'université d'Addis-Abeba, distingue huit périodes principales dans l'histoire de l'Éthiopie :
- la Préhistoire (avant 3000 av. J.-C.) ;
- l'Antiquité (de 3000 av. J.-C. à 1270) ;
- le Moyen Âge (de 1270 au début du XVIe siècle) ;
- le XVIe siècle ;
- la période gonderienne (1632-1769) ;
- le Zemene Mesafent (1769-1855) ;
- l'époque moderne (1855-1991) ;
- l'époque contemporaine (de 1991 à nos jours).

La Préhistoire s'achève vers le milieu du IVe millénaire av. J.-C. L'Antiquité éthiopienne s'étend ainsi sur plusieurs millénaires puisqu'elle prend fin en 1270 avec la chute de la dynastie Zagwe et la restauration salomonide. L'inclusion des Zagwés dans la période antique est acceptée aussi bien par Richard Pankhurst que Berhanou Abebe dans son Histoire de l'Éthiopie : d'Axoum à la Révolution. Au début de son ouvrage A history of Ethiopia, Harold G. Marcus consacre son premier chapitre à toute la période allant des « débuts » (beginnings) à 1270, confirmant ainsi cette coupure.
Le Moyen Âge éthiopien comprend environ deux siècles et demi de 1270 au début du XVIe siècle. Il marque une période d'expansion et de développement qui est stoppée vers les années 1520-1530. Le XVIe siècle est perçu comme plus instable, Berhanou Abebe parle d'une « ère des collisions et des brassages ». Harold Marcus évoque un « déclin » qui se poursuit jusqu'à 1769 et qui s'oppose à l'« âge d'or » qu'aurait constitué le Moyen Âge.
Vers 1635, la période gonderienne est inaugurée avec la fondation de la ville de Gondar. Cette phase de l'histoire éthiopienne dure un peu plus d'un siècle. Elle se distingue avec l'établissement de cette capitale fixe. Elle s'achève en 1769 avec l'assassinat de Yoas Ier par Mikael Sehul. Ainsi commence le Zemene Mesafent, l'Ère des Princes, un nom qui indique la montée en puissance des pouvoirs locaux par rapport à l'autorité impériale.
En 1853-1855, avec l'avènement de Téwodros II, l'Éthiopie entre dans sa période moderne. Cette délimitation s'appuie notamment sur l'ouvrage de Bahru Zewde A history of modern Ethiopia (1855 - 1991) ; l'année 1855 est également considérée par les autres historiens, Pankhurst et Berhanou Abebe compris, comme le début de l'époque moderne.
Enfin, la chute du Derg en 1991 marque le commencement de l'ère contemporaine.

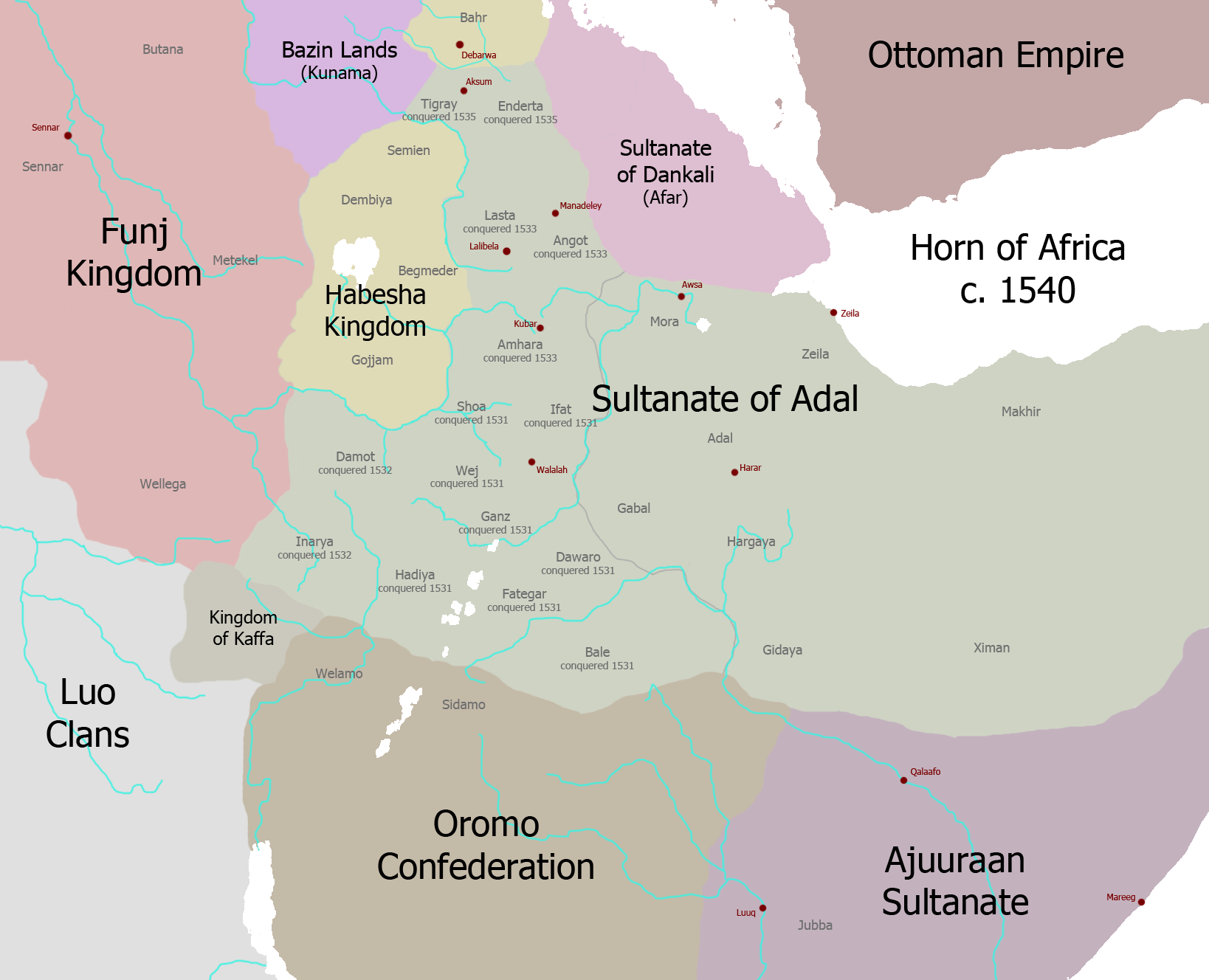
Éthiopie vers 1540.
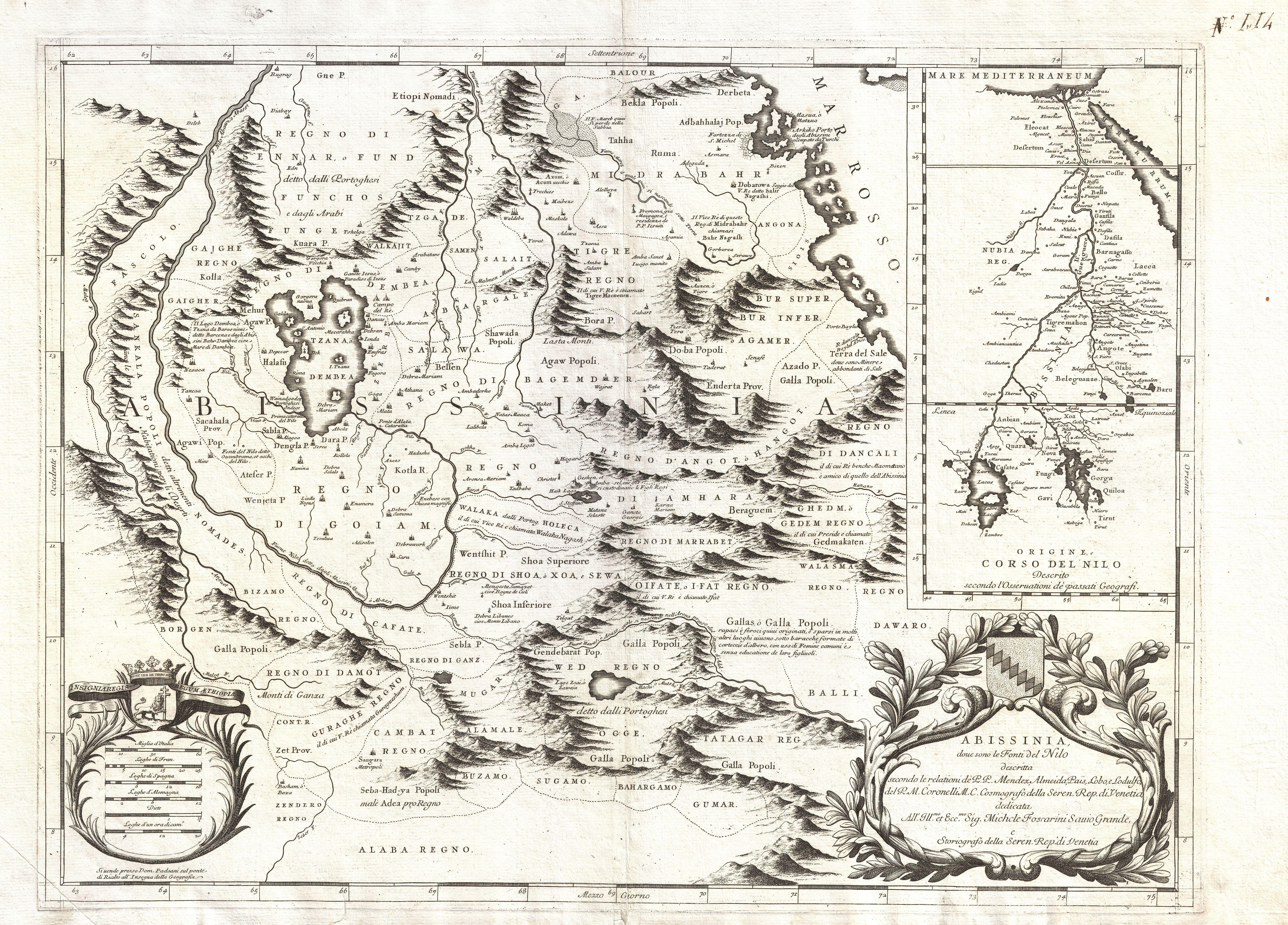
Carte Éthiopie-Abyssinie de Vincenzo Coronelli, 1690, Regno di Cafate.
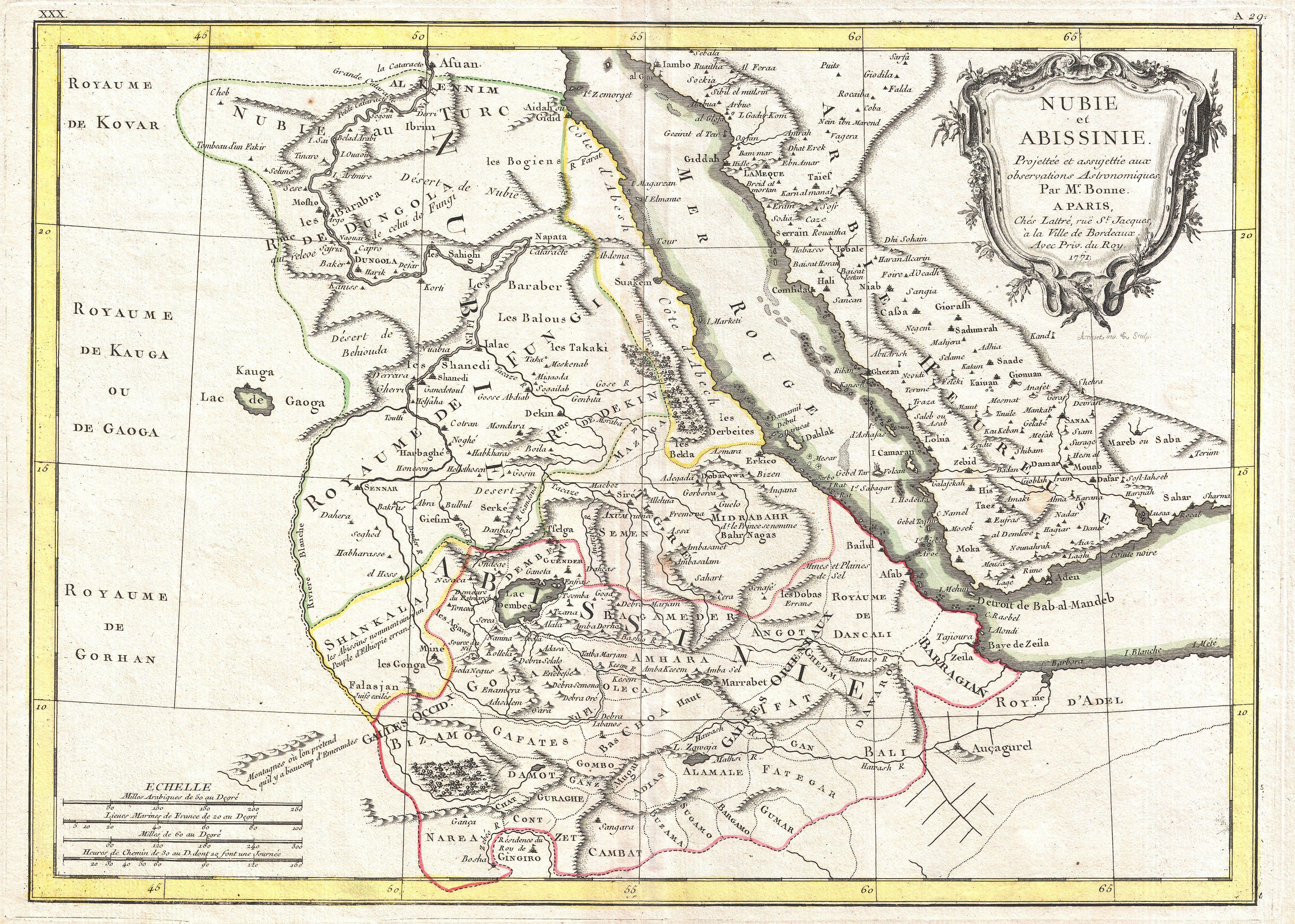
Abyssinie, 1771.
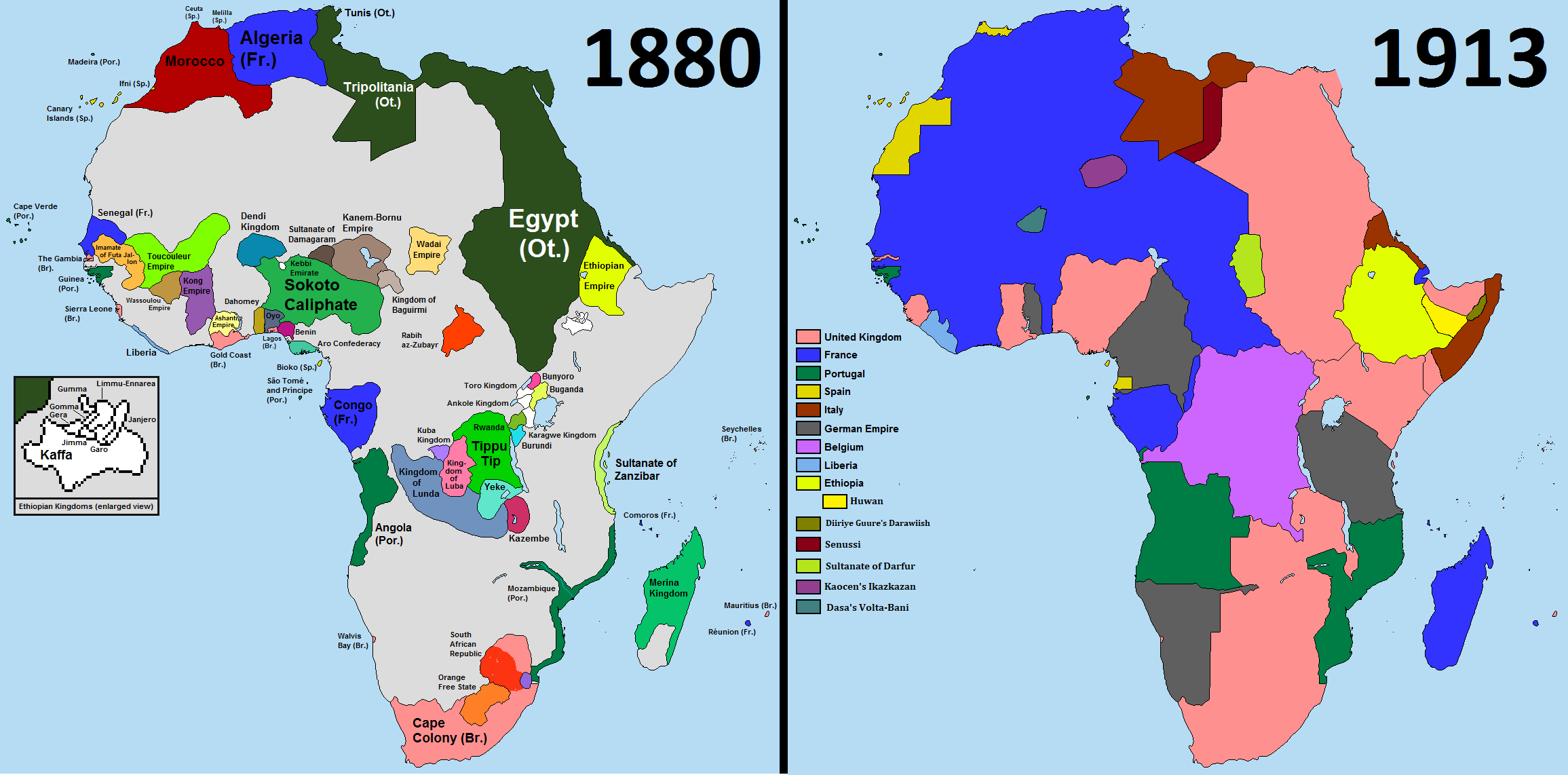
Expansion coloniale européenne de 1880 à 1913.
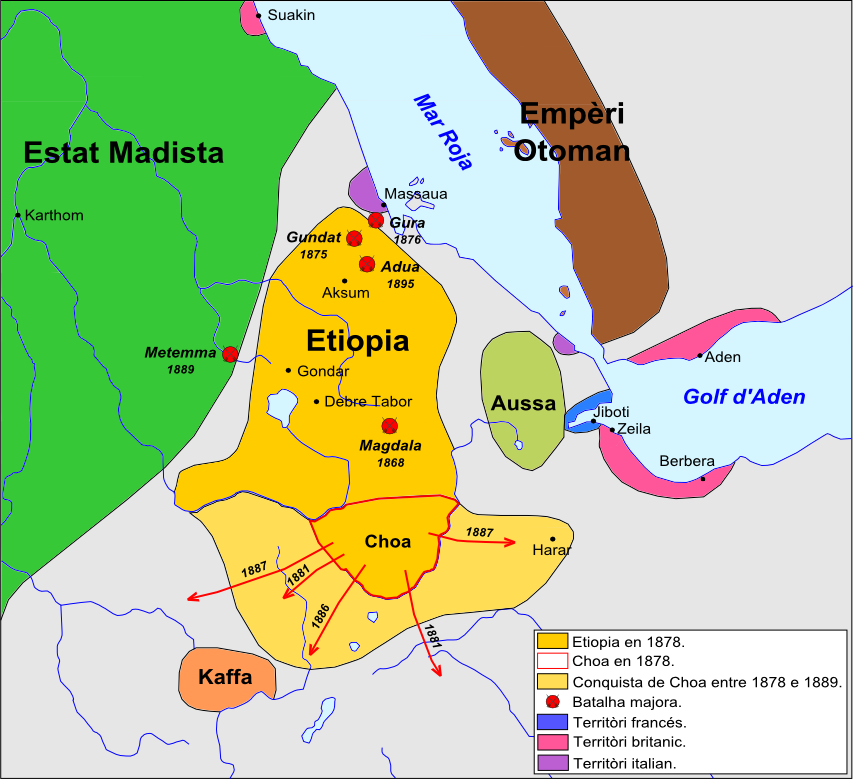
Environnement, 1889.
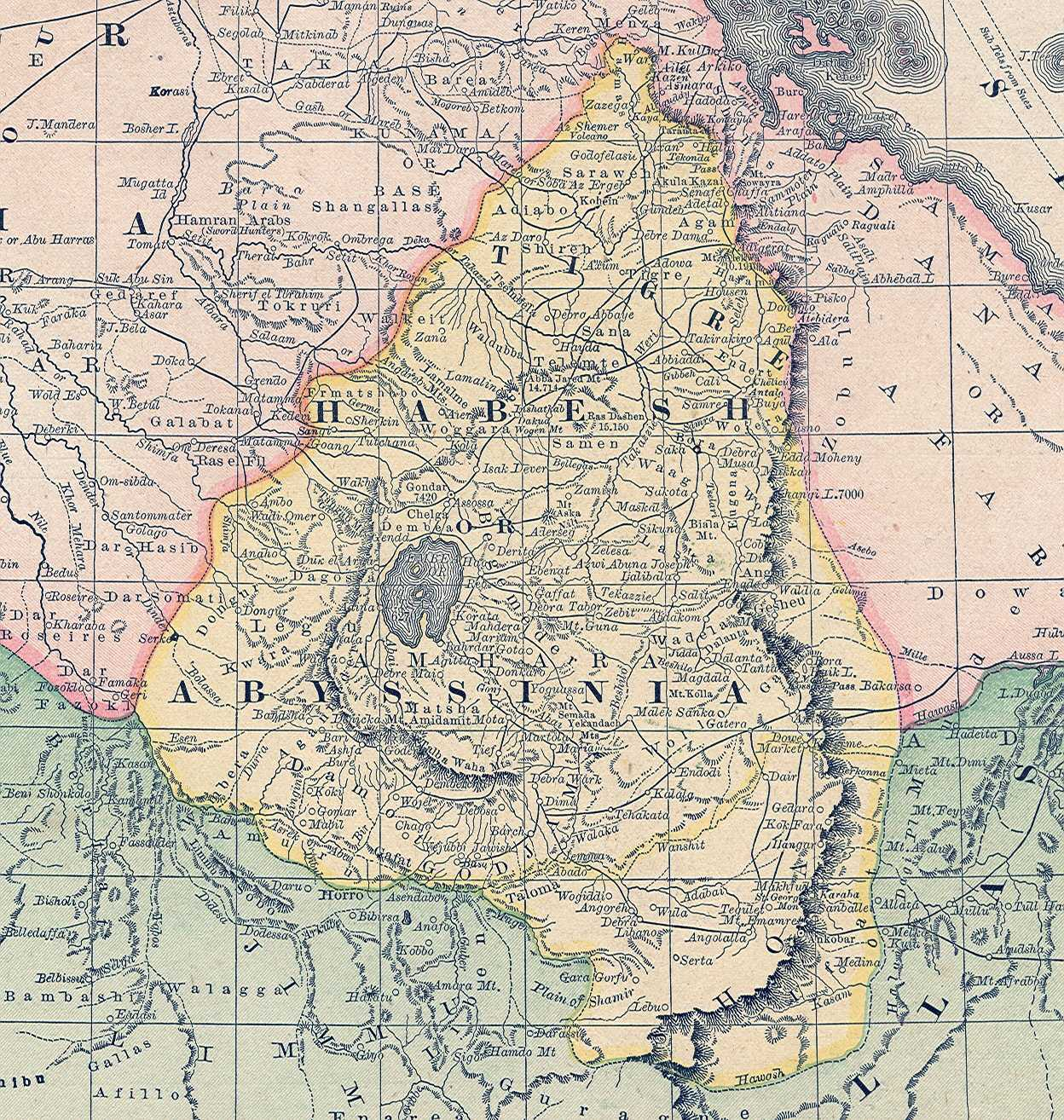
Abyssinie, 1891.
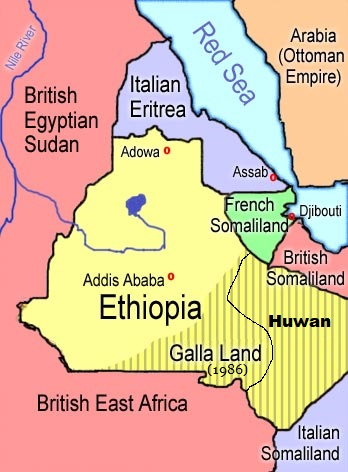
Éthiopie, 1908.
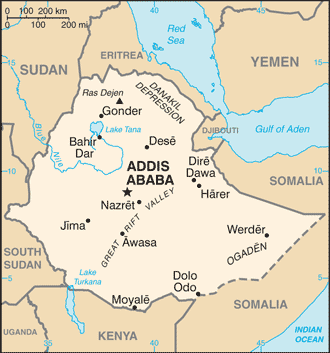
Carte, 2011.
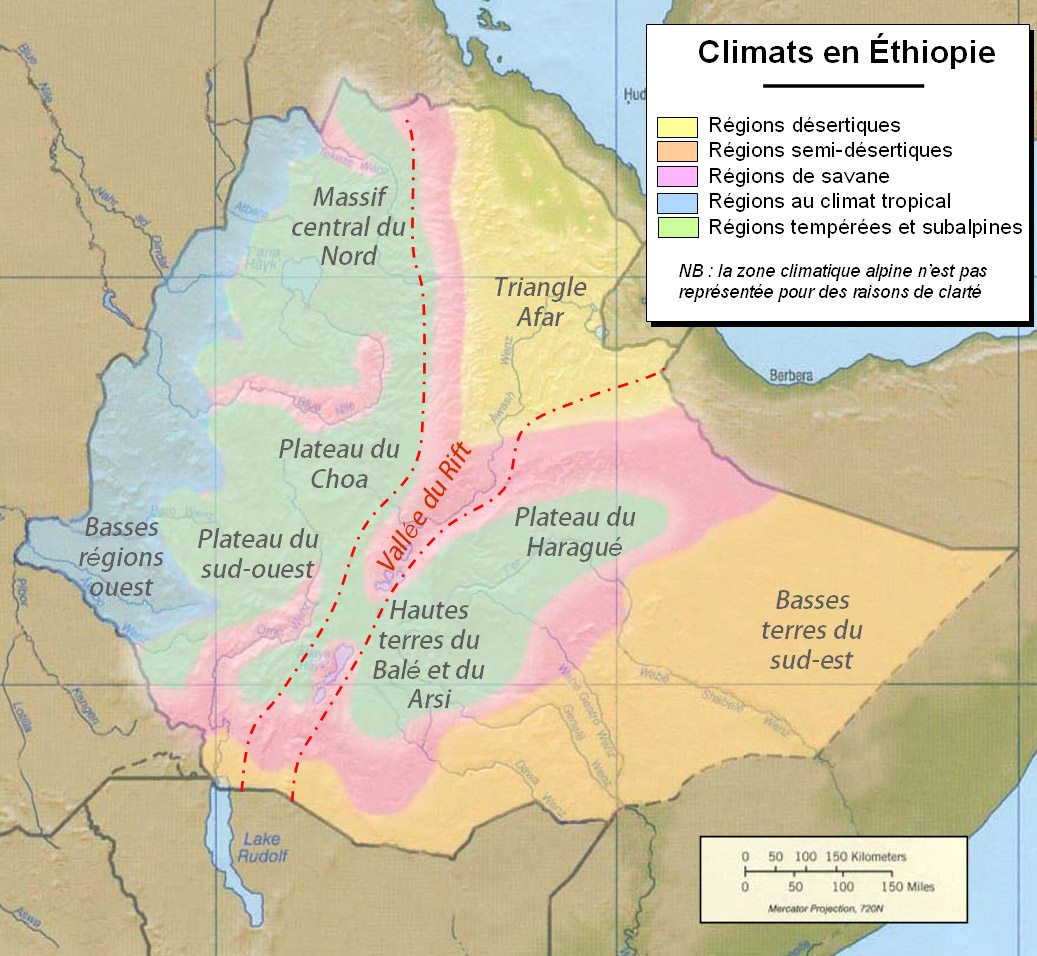
Zones climatiques.
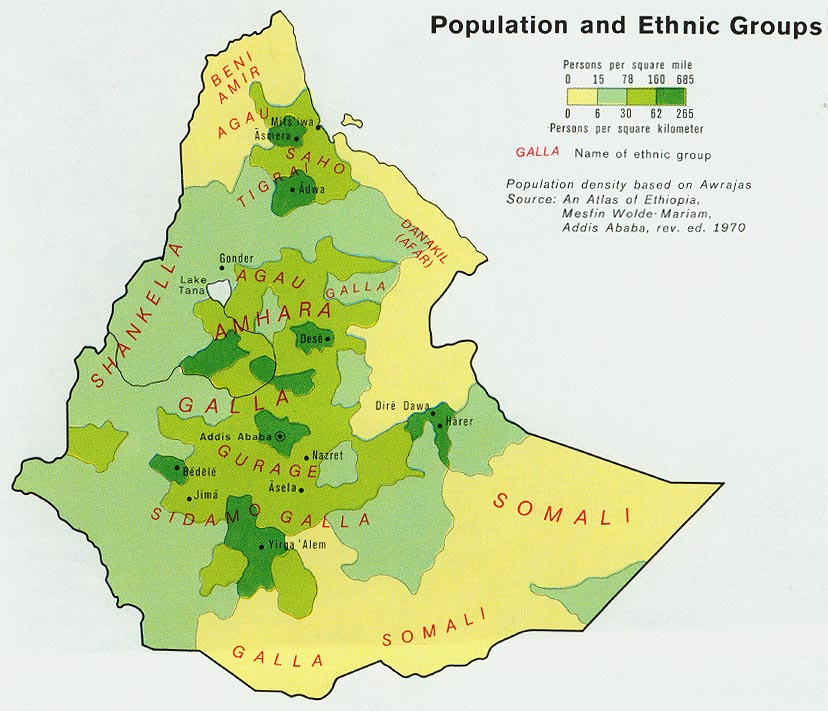
Populations.

## Paléoanthropologie
Depuis le début des fouilles entreprises dans le pays dans les années 1960, l'Éthiopie témoigne d'un patrimoine paléontologique extrêmement riche qui entraîne encore de nos jours de nouvelles découvertes. L'Éthiopie, située sur la vallée du Grand Rift, est ainsi le pays où ont été découverts les plus anciens ossements d'Homo sapiens : ceux d'Hommes de Kibish et ceux d'Hommes de Herto. Elle est également l'un des pays où des restes de très anciens hominidés ont été mis au jour, avec le Tchad (Sahelanthropus tchadensis, 6 à 7 millions d'années) et le Kenya (Orrorin tugenensis, 6 millions d'années).
L'un des fossiles éthiopiens les plus connus est Lucy, appelée localement Dinknesh. Elle a été découverte le 30 novembre 1974 à Hadar sur les bords de la rivière Awash dans le cadre de l'International Afar Research Expedition, un projet regroupant une trentaine de chercheurs américains, français et éthiopiens. Daté de 3,2 millions d'années, Dinknesh appartient au genre Australopithecus afarensis, cousin du genre Homo. Il s'agit du premier fossile relativement complet qui ait été découvert pour une période aussi ancienne. Il a révolutionné par ailleurs notre opinion sur les origines humaines, en démontrant que l'acquisition de la marche bipède remontait à plus de 3 millions d'années.
En février 2001, une équipe éthiopienne et américaine dirigée par les paléontologues Yohannes Hailé-Sélassié et Tim White annonce la découverte d'un hominidé âgé de 5,2 à 5,8 millions d'années : l'Ardipithecus kadabba (de l'afar, « ancêtre de base de la famille »), considéré comme appartenant au même genre que Ardipithecus ramidus (de l'afar ardi, « terre », et ramid, « racine »). En janvier 2005, la revue Nature présente la découverte de nouveaux représentants de l'espèce Ardipithecus kadabba au nord-est de l'Éthiopie par l'équipe de Sileshi Semaw (Université de l'Indiana),.
En février 2008, le fossile d'un ancêtre des grands singes africains est découvert dans la région de l'Afar par une équipe japonaise et éthiopienne. Âgé de 10 millions d'années, Chororapithecus abyssinicus pourrait être un gorille primitif ou représenter une branche indépendante proche de celle des gorilles. En février 2005, les restes fossilisés d'un squelette qui pourrait être le plus vieux « bipède exclusif » jamais découvert (âgé de 3,8 à 4 millions d'années) sont mis au jour aux alentours de la localité de Mille, dans la région de l'Afar, par une équipe de paléontologues éthiopiens et américains codirigée par Bruce Latimer, directeur du Musée d'Histoire naturelle de Cleveland (États-Unis), et le spécialiste éthiopien Yohannes Hailé-Selassié.
Les découvertes les plus importantes restent néanmoins celles des plus anciens représentants de l'homme moderne, notamment à travers la datation en février 2005, par Ian McDougal, de deux crânes baptisées Omo 1 et Omo 2 découverts en 1967 à Kibish, en Éthiopie. À partir des sédiments dans lesquels ont été retrouvés ces crânes, ceux-ci ont été datés d'environ 195 000 ans. Ils constituent ainsi les plus vieux ossements d'Homo sapiens jamais découverts,.
En juin 2003, une équipe internationale dirigée par Tim White, F. Clark Howell (Berkeley, Californie) et Berhane Asfaw (Centre de recherche de la Vallée du Rift, Addis Abeba) met au jour le fossile dénommé Homo sapiens idaltu (idaltu voulant dire « ancien » en langue afar, langue de la région des fouilles). Daté de 154 000 ans, communément appelé « l'homme de Herto », il constitue alors, avec Omo 1 et Omo 2, le plus vieux représentant de l'espèce Homo sapiens. La découverte est réalisée près du village de Herto, à 225 km au nord-est de la capitale éthiopienne Addis-Abeba. Berhane Asfaw indique qu'« avec l'Homo sapiens idaltu, vous avez maintenant en Éthiopie la séquence entière de l'évolution humaine », et le journal American Scientist titre en décembre 2003 : « Nous sommes tous africains ». En mai 2017, une publication révèle les analyses de trois crânes découverts au Maroc : ils sont plus anciens de 100 000 ans[réf. nécessaire].
Dinknesh et le fossile type d'Ardipithecus kadabba sont de nos jours exposés au musée national d'Addis Abeba.

## Préhistoire

### Industrie lithique

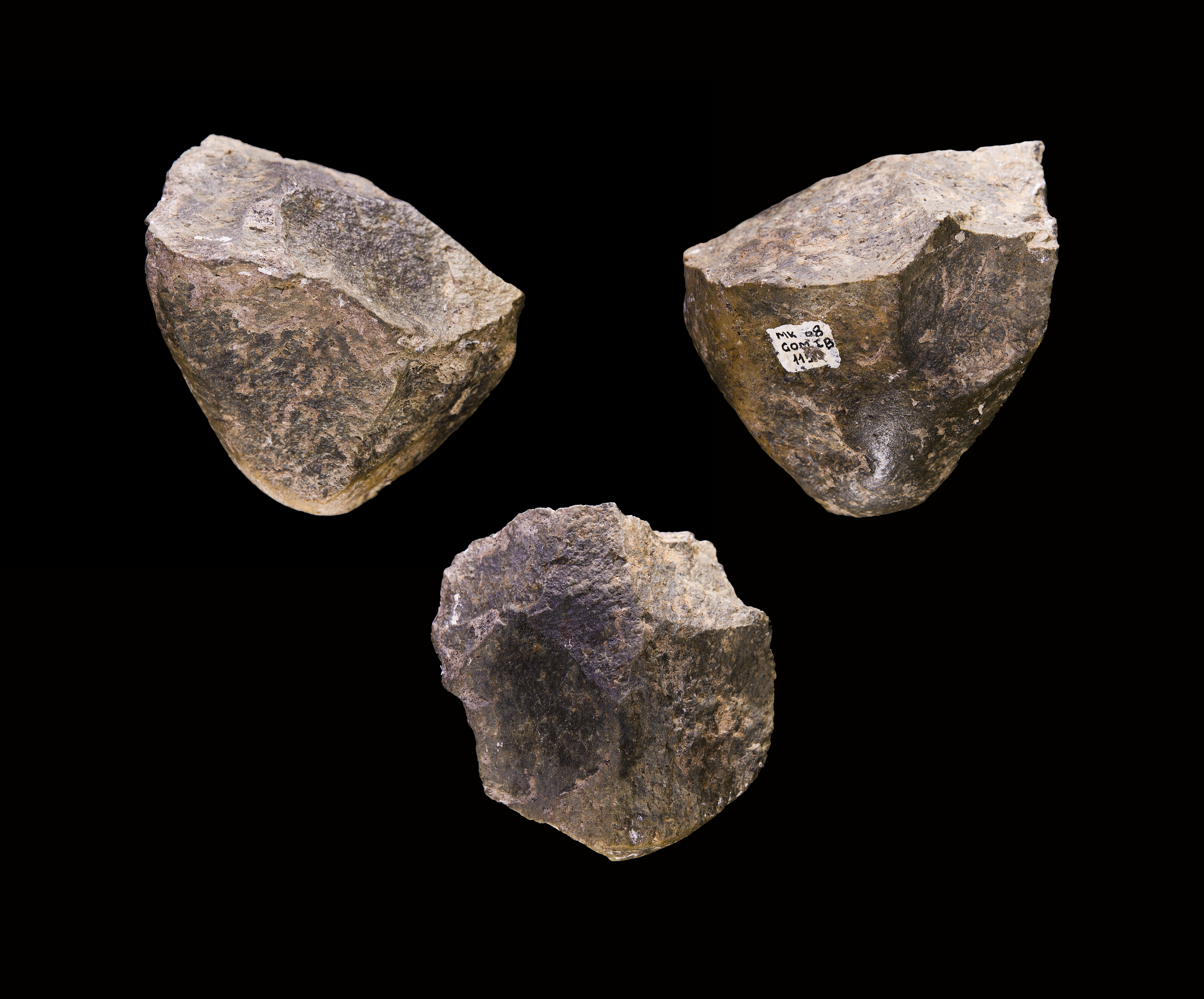
Objet en pierre taillée, l'un des plus anciens exemples d'industrie lithique - Melka Kunture, Éthiopie.

Le site de Kada Gona, à Hadar, a livré certains des plus anciens outils taillés connus à ce jour. Ils sont âgés de 2,3 à 2,5 millions d'années. Ces premiers outils sont des galets aménagés présentant un bord tranchant.
À partir d'environ 1,7 million d'années, l'Oldowayen, caractérisé par une industrie lithique peu élaborée, laisse place à l'Acheuléen. Celui-ci se caractérise par l'apparition de nouveaux outils, plus grands et plus élaborés, tels que les bifaces, les hachereaux ou les bolas. Ces nouveaux outils apparaissent eux aussi pour la première fois en Afrique. Melka Kunture et Gadeb sont des sites éthiopiens ayant livré des vestiges de cette période.
Melka Kunture a livré des fossiles d'Homo erectus parmi les plus anciens du continent africain. Plusieurs milliers d'outils travaillés (grattoirs, rabots, pièces à encoches et outils denticulés) y ont été mis au jour. Des milliers de vestiges en obsidienne ont également été retrouvés sur ces sites : le nom de cette roche viendrait de celui d'Obsius, un personnage de la Rome antique qui signala le premier sa présence en Éthiopie.

### Art rupestre
Des découvertes archéologiques récentes montrent que les habitants de l'Éthiopie actuelle pratiquaient l'art rupestre vers 10 000 a. J.C[source insuffisante]. De nombreuses peintures ont été retrouvées dans les régions d'Hararghe, Gamu-Gofa, du Tigré, dans la vallée du Nil Bleu et en Érythrée. Certaines d'entre elles montrent la traite des vaches, l'utilisation d'arcs et de flèches, de lances et de boucliers. Le bétail, les chèvres, des lions et des éléphants y sont très représentés. L'agriculture, via la culture du teff, des graines de Nyjer (graines de niger) issues de Guizotia abyssinica, et de la banane ensete (Edulis edule), qui étaient déjà cultivées avant 5000 av. J.-C. Les cultures de blé et d'orge, tout d'abord apparues en Asie Mineure et en Iran, sont introduites vers 6000 av. J.-C.. Des recherches menées près d'Aksoum montrent que le labourage et l'araire sont utilisés avant le début de l'ère chrétienne. Les pièces axoumites préchrétiennes représentent un épi de blé, accompagné du symbole préchrétien du Soleil et de la Lune.
La date de domestication du bétail est mal définie. Les peintures rupestres suggèrent que les moutons et les chèvres sont domestiqués avant 2000 av. J.-C.

### Mégalithisme éthiopien

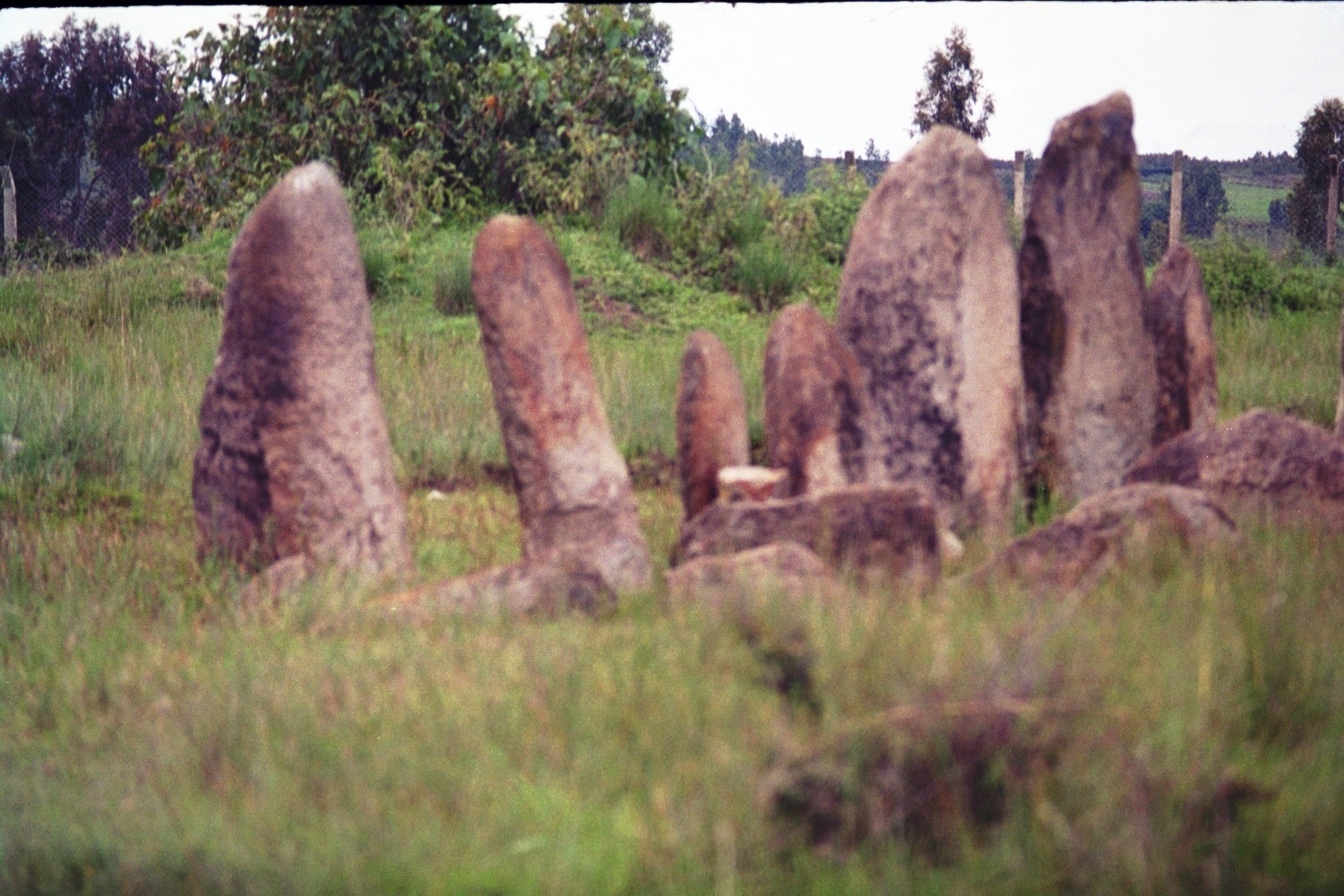
Champ de stèles sur le site de Tiya

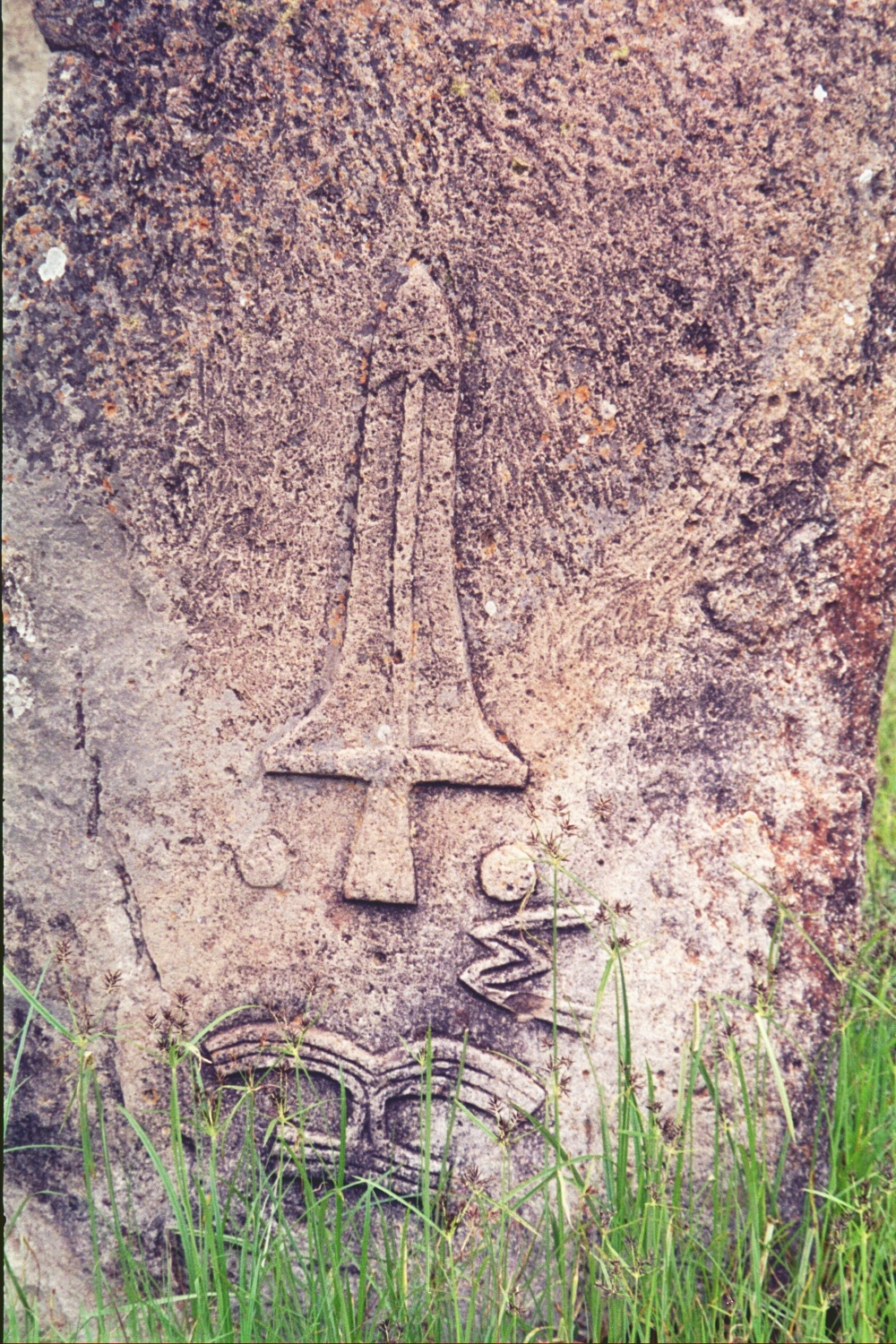
Détail d'un des monuments du champ de Stèle de Tiya

On dénombre dans la région du sud de l'Éthiopie la plus grande concentration de mégalithes de tout le continent africain.
Au nombre d'une centaine dans le Harar, d'autres plus récents (Ier millénaire de notre ère) se comptent par milliers dans le Choa et le Sidamo. L'une des régions les plus marquées par ce mégalithisme se trouve au sud d'Addis-Abeba, où quelque 160 sites archéologiques ont été découverts jusqu'à présent, celui de Tiya est l'un des plus importants. Il comprend 36 monuments, dont 32 stèles présentant une figuration sculptée faite d'épées et de symboles demeurés énigmatiques.
Certaines de ces sépultures, ou dolmens, sont d'une grand ancienneté puisque plusieurs remontent au dixième millénaire avant notre ère. La taille du monument varie de 1 à 8 mètres. On sait que la plus grande partie de ces mégalithes ont une signification funéraire, et ont vraisemblablement été érigés par un peuple d'agriculteurs.
Un des motifs récurrents du site est un symbole « ramifié » que l'on retrouve également sur les sites de Sodo, et sur les monolithes phalloïdes du Sidamo, plus au sud. Il semble que l'être humain soit souvent le centre de la représentation, lorsque le monument n'est pas lui-même anthropomorphe. On distingue ainsi selon Francis Anfray : « des stèles anthropomorphes, des stèles à épées, des stèles à figuration composite, des stèles au masque, des monolithes phalloïdes, des pierres hémisphériques ou coniques, des stèles simples sans nulle figuration ».
On sait que la plus grande partie de ces mégalithes ont une signification funéraire, vraisemblablement érigés par un peuple d'agriculteurs.
Les explorateurs étrangers connaissent ces monuments depuis la fin du XIXe siècle. Les Éthiopiens musulmans et chrétiens ignorent aujourd'hui leur origine. Ces stèles n'ont pas encore pu être datées avec précision : alors que les archéologues Azaïs et Chambard, découvreurs du site, ainsi que par la suite Jean Leclant, proposent l'origine d'un culte néolithique par les ancêtres des Égyptiens,, une autre équipe d'archéologues français propose une datation entre le XIe et le XIIIe siècle, l'UNESCO ne proposant pas de datation officielle. Le symbolisme élaboré des stèles n'a pas non plus reçu d'explication à ce jour.
Le champ de stèle de Tiya est classé au patrimoine mondial de l'UNESCO et a fait l'objet récemment d'une restauration intégrale.

## Antiquité éthiopienne

### Selon les sources grecques

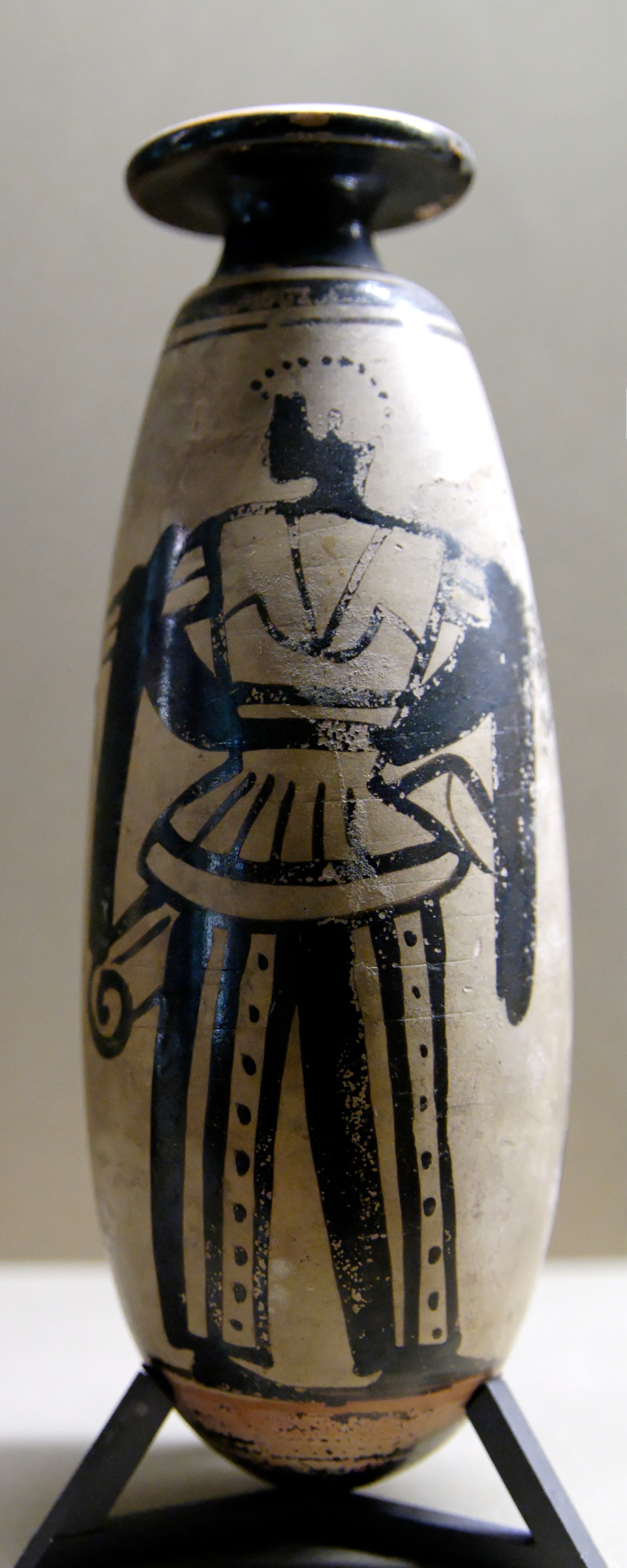
Guerrier éthiopien. Athènes,

Si les sources écrites de la période préaxoumite sont quasi inexistantes, les Grecs anciens font de nombreuses références aux Éthiopiens vivant au Sud de l'Égypte antique. Dans sa traduction littérale, le terme issu du grec ancien Αἰθιοπία / Aithiopía signifie « le pays des visages brûlés », de αἴθω / aíthô « brûler » et ὤψ / ốps, « visage », et désigne donc un ensemble plus vaste, il est par exemple également utilisé pour désigner la région de la haute vallée du Nil du sud de l'Égypte, également appelé Koush, qui au IVe siècle av. J.-C. est envahie par les Axoumites.
Le terme est issu de la légende de Phaéton tirée de la mythologie grecque, né de l'union d'Apollon et de Clymène, épouse de Mérops, roi des Éthiopiens. Dans sa folle course à travers le ciel sur le char de son père, celui-ci s'approcha trop près du sol terrestre. Les populations qui vivaient dans ces régions, près du royaume d'Océan Ὠκεανός / Ôkeanós, furent brûlées et marquées ainsi que leur descendance, ce qui expliquait leur teint foncé et leur dénomination.
On retrouve les Éthiopiens dans les mythes, le roman grec ainsi que chez leurs premiers historiens, comme Diodore de Sicile.
Ceux-ci sont notamment mentionnés dans l'Iliade (I, 423) d'Homère, dans l'Éthiopide, l'une des épopées du Cycle troyen, narrant les aventures du prince éthiopien Memnon, dans la Bibliothèque d'Apollodore, et dans les Métamorphoses d'Ovide, à travers Céphée et Cassiopée, roi et reine d'Éthiopie.
De nombreuses inscriptions grecques ont par ailleurs été retrouvées en Éthiopie essentiellement autour des villes d'Aksoum et Adoulis, principal port du royaume. Les premières pièces frappées à Axoum porteront par ailleurs des inscriptions grecques témoignant d'échanges commerciaux.
Le Périple de la mer Érythrée qui évoque pour la première fois le royaume d'Axoum mentionne par exemple que le roi Zoskales était versé dans la littérature grecque. Sur l'inscription d'Ezana, en guèze, sabéen et grec, le roi Ezana se décrit lui-même comme « fils de l'invincible dieu Arès ». Sur une stèle de basalte qui se dressait à l'arrière d'un trône de marbre placé à l'entrée de la ville d'Adoulis, on lisait notamment : « Je suis descendu à Adoulis pour offrir des sacrifices à Zeus, à Arès, et à Poséidon en faveur des marins. Puis, après avoir rassemblé mes armées pour n'en faire qu'une seule, j'ai campé en ce lieu et j'ai offert ce trône en ex-voto Arès, en l'an vingt-sept de mon règne. ».
La correspondance entre le royaume d'Aksoum et le nom de l'Éthiopie moderne remonte à la première moitié du IVe siècle, où l'inscription de la stèle d'Ezana en Guèze, alphabet sud-arabique et grec, traduisait « Habashat » (la source du nom Abyssiniae) par Aethiopia en grec.
En 2001, une équipe de chercheurs des universités de Madrid et de Skopje, se basant sur des analyses génétiques du système d'antigènes HLA ont mis en évidence que « les populations grecques ont une forte proximité avec les populations sub-sahariennes éthiopiennes, qui les différencient des autres groupes méditerranéens ».
Ils concluent que les liens unissant la Grèce antique et l'Éthiopie sont relativement anciens même si leur origine est mal déterminée.

### Selon les sources égyptiennes: lepays de Pount
Les informations détaillées sur les relations entretenues entre l'Égypte et l'Éthiopie sont clairsemées, et il existe de nombreuses théories au sujet de la localisation et la nature des relations qu'entretenaient ces deux peuples. Les Égyptiens appelaient le Pays de Pount Ta Néterou, signifiant la « Terre du Dieu », qu'ils considèrent comme la Terre de leurs origines. Les Égyptiens anciens étaient connaisseurs de myrrhe (originaire du Pays de Pount) dès les Ire et IIe dynasties, ce qu'indique selon Richard Pankhurst l'existence d'un commerce entre les deux pays dès les premières heures de l'Égypte antique.

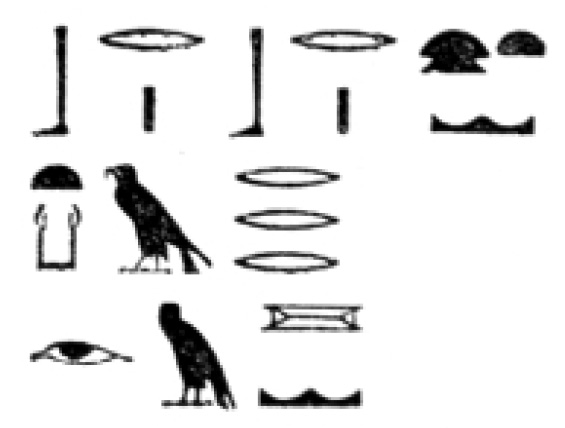
Divisions en trois régions de l'Éthiopie connue des anciens égyptiens, consignées sur les pylônes du temple de Karnak : Berberata (Barbaria au Nord), Tekarerer, Tekrau (Tigré au centre), Arem (l'Amhara au Sud)

Les sources égyptiennes mentionnent à partir de la Ve dynastie plusieurs expéditions menées au Pays de Pount. On dénombre au moins huit d'entre elles, espacées en moyenne d'une cinquantaine d'années, de la Ve dynastie à la XIIe dynastie, de Sahourê (-2500) à Sésostris II (-1875).
Il faut attendre la XVIIIe dynastie et l'an IX du règne de la Reine Hatchepsout, vers -1470, pour que l'Égypte renoue avec sa tradition pountite. Le récit de cette expédition est rapporté avec beaucoup de détails sur les murs du deuxième portique du temple funéraire de la Reine Hatchepsout, au sanctuaire de Deir el-Bahari de Thèbes. Les inscriptions dépeignent un groupe de commerçants rapportant des « encens, myrrhe et cannelle, or, ivoire et ébène, plumes d'autruche, peaux de panthère et bois précieux et quelques babouins, cynocéphales sacrés du dieu Thot ».
L'Encyclopædia Britannica de 1911 indique qu'à partir du règne de Piânkhy, pharaon de la XXVe dynastie, de temps à autre les deux pays étaient placés sous la même autorité ; la capitale de ces deux empires était alors située dans le nord du Soudan moderne, à Napata.
La conquête de l'Éthiopie par les pharaons de la XVIIIe dynastie est par ailleurs consignée sur les pylônes du temple de Karnak. Parmi les 47 villes éthiopiennes consignées, on retrouve notamment Adoua et Adulis, le futur port du royaume d'Aksoum, mais aucune mention de la cité d'Aksoum elle-même. Le grec Pline l'Ancien, qui constitue la plus ancienne référence à la ville d'Adulis indique que la ville aurait été fondée par des esclaves fugitifs égyptiens.
Les traductions des hiéroglyphes de Karnak montrent notamment que l'Éthiopie était à cette époque divisée en trois régions : Berberata, au nord, Tekrau (Tigré) au centre et Arem (Amhrara) au sud, qui sont proches des divisions persistantes de nos jours en Éthiopie.
Certains indices laissent à penser que les relations entre l'Égypte et l'Éthiopie ont pu s'inverser quelques siècles plus tard : une équipe de l'université de Hambourg a mis en évidence en mai 2008, l'apparition d'un culte de Sothis en Éthiopie avant le VIe siècle, ainsi que les caractéristiques d'un culte d'Osiris pratiqué vers 600 av. J.-C..

### Royaume de D'mt (Xe–VesièclesAEC)

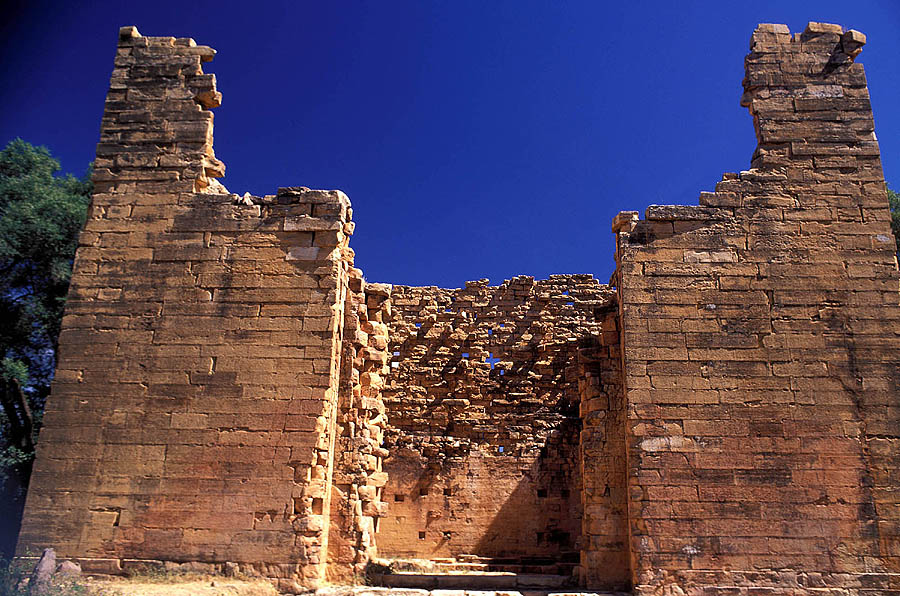
Les ruines du temple de Yeha, région du Tigré

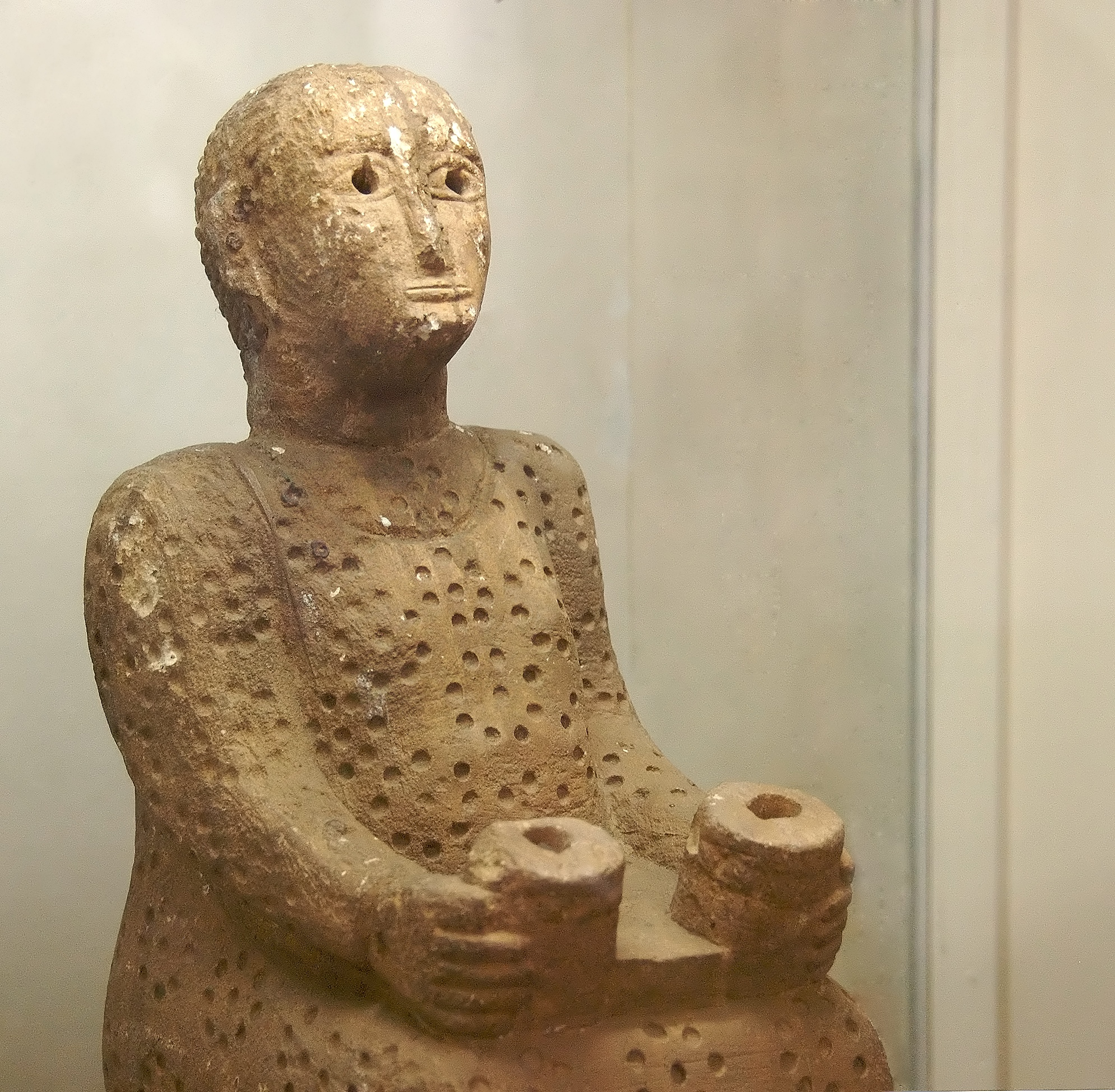
Statue en pierre d'Addi-Galamo (Tigré), vers -500

Des recherches menées dans la région d'Axoum montrent que la région est occupée par une population de l'âge de pierre depuis environ 10 000 av. J.-C. Dans le Ier millénaire av. J.-C. un type d'agriculture proche de celui encore pratiqué dans certaines régions du Tigré apparait. On note à cet égard le site de Kidane Meret, découvert en 1994-1996, dans le nord d'Axoum, qui montre que ceux-ci vivaient dans des bâtiments de forme rectangulaire bien avant l'époque de l'émergence d'Aksoum.
Vers 800-700 av. J.-C. le site semble avoir attiré des populations sudarabiques qui s'établissent dans quelques zones de fertilité et qui ont au moins une signification religieuse. Parmi ceux-ci le site le plus connu est celui de Yeha, à l'est d'Axoum. Le type de relation entre populations est mal connu, le site de Kidane Meret montre en particulier que des populations pratiquant l'agriculture sans connexion avec les pratiques sud-arabiques partageaient la même zone géographique.
Une forme de centralisation politique apparait vers le Ve siècle av. J.-C. sous le nom de D'mt (Damaat). Celle-ci incorpore des éléments de langue sudarabique, avec un type local d'agriculture et de technologie, combinant pratique du commerce et de l'agriculture. La transition de D'mt au royaume d'Aksoum reste encore aujourd'hui assez peu comprise.
Sur la période qui va du premier millénaire avant l'ère commune jusqu'au milieu du premier millénaire après, des relations suivies entre les deux rives de la mer Rouge sont visibles dans les constructions de cette époque. Elles ont fait l'objet d'une publication en 2015.

### Royaume d'Aksoum (Ier-Xe siècles)

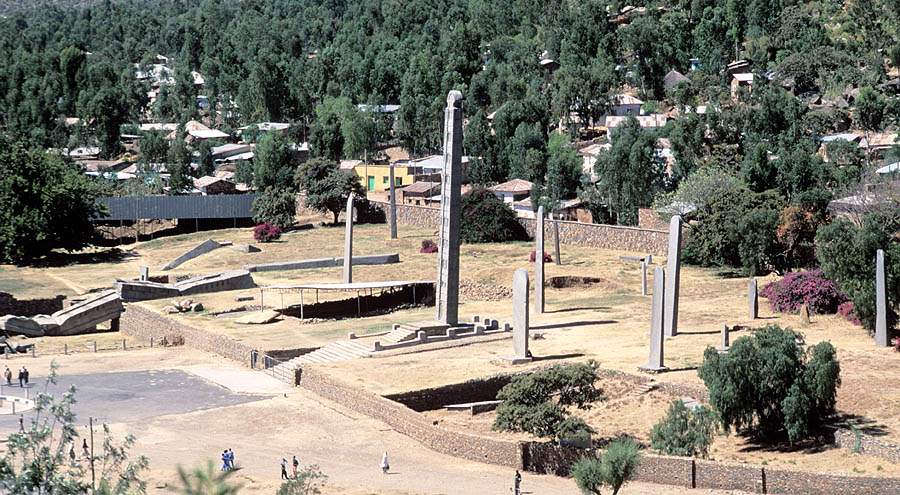
Région des stèles d'Aksoum avec la stèle d'Ezana au centre. Patrimoine mondial de l'UNESCO

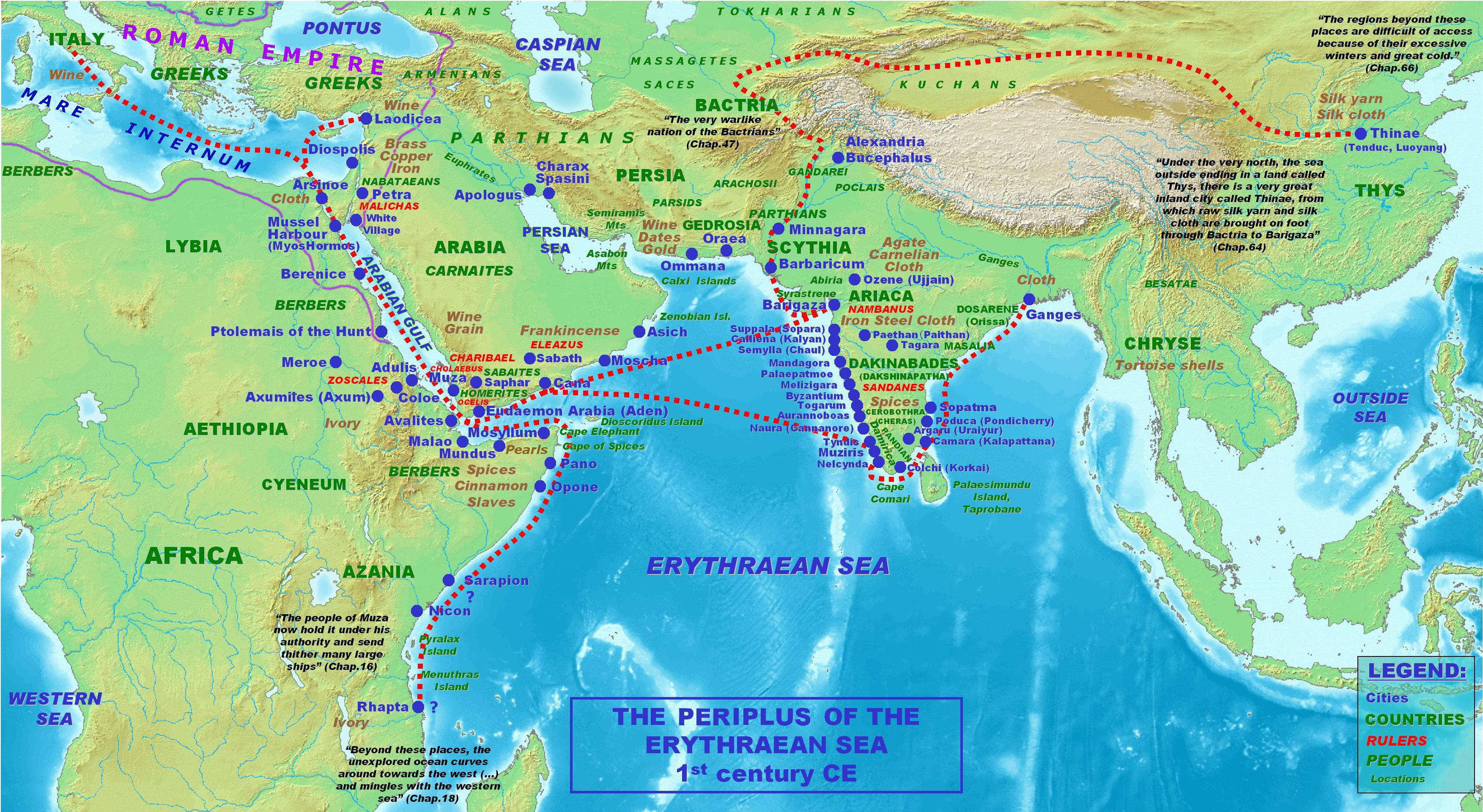
Itinéraire du Périple de la mer Érythrée, Ier siècle.

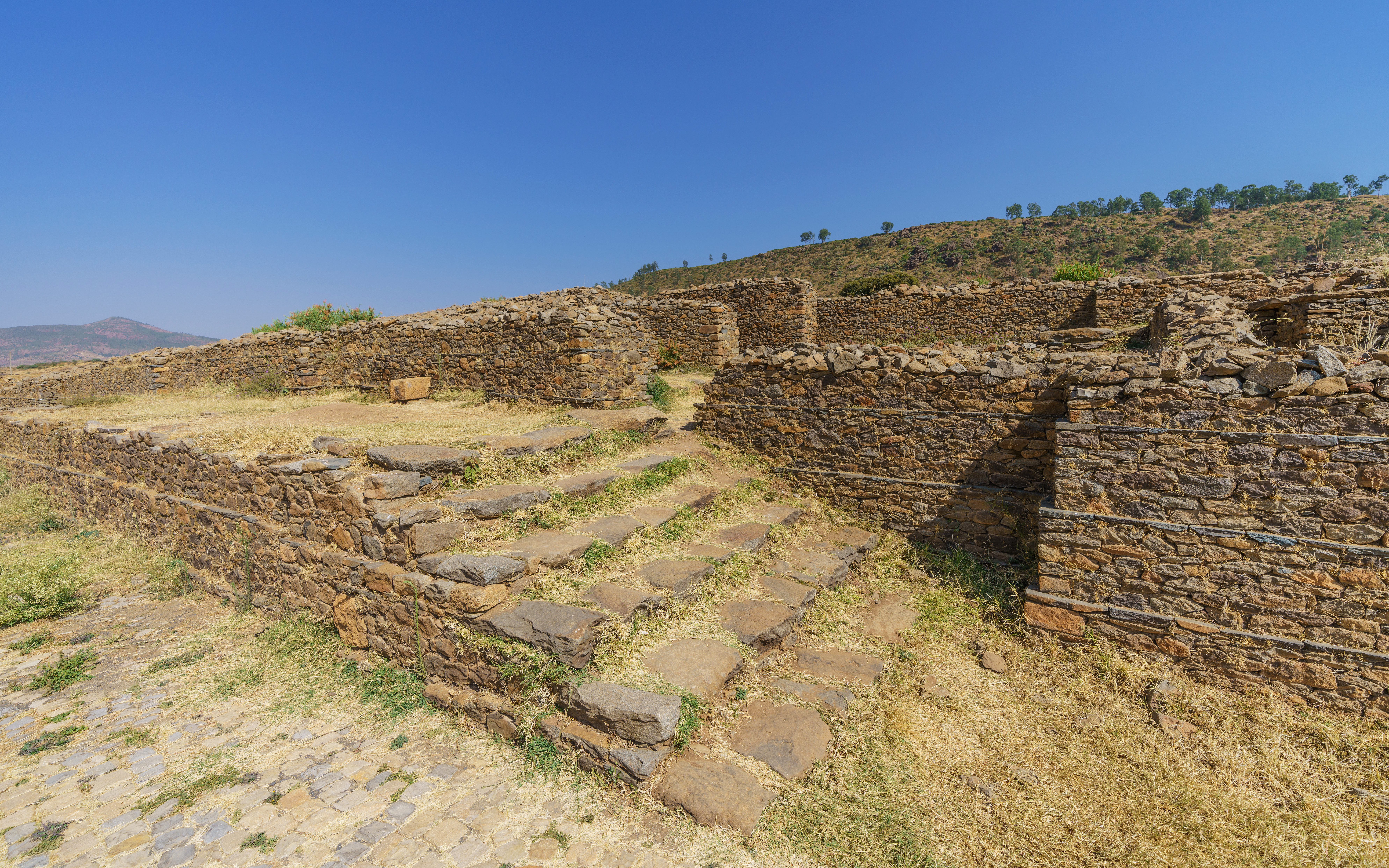
, ancienne villa ou forteresse aksoumite.

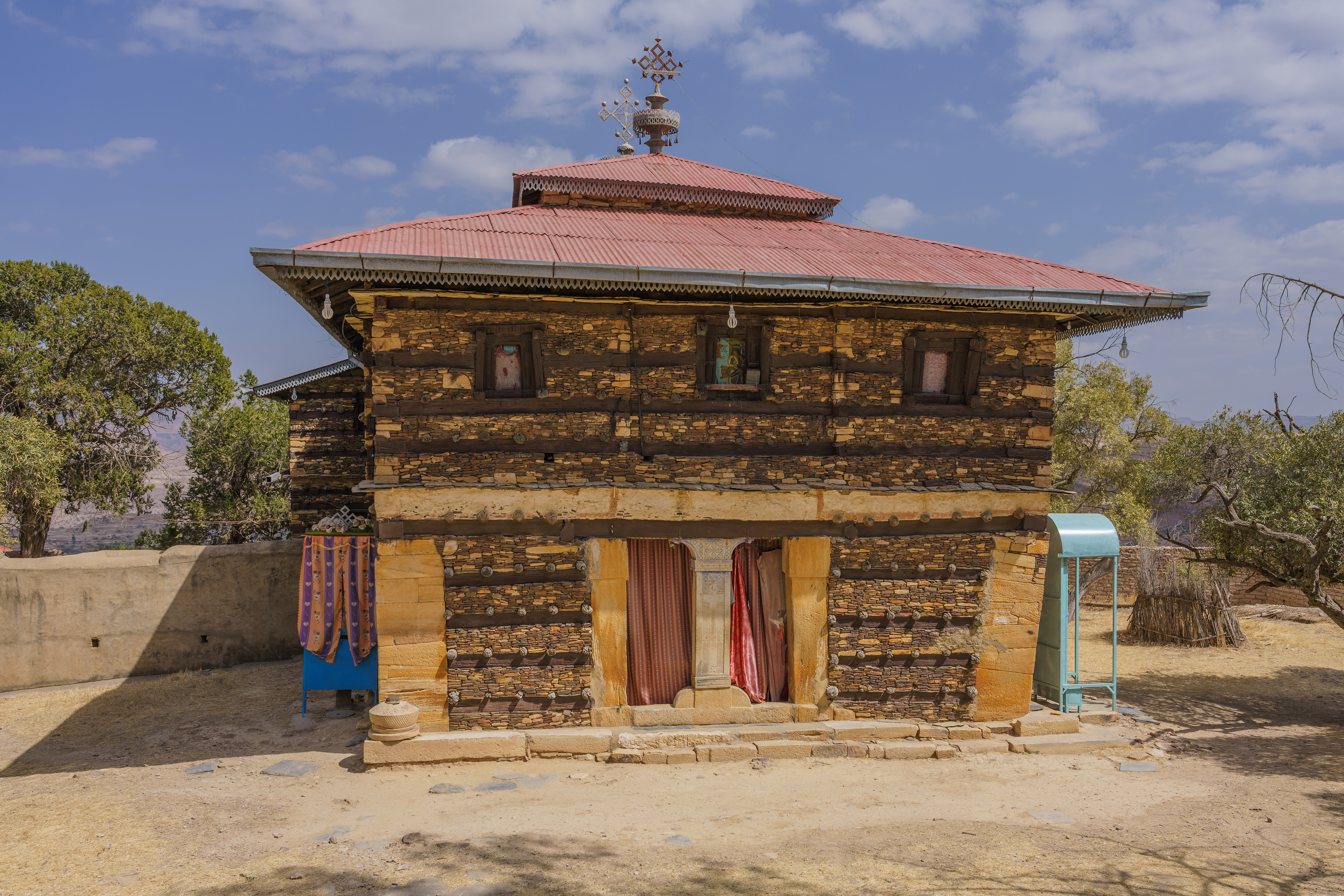
Architecture axoumite : monastère de Debré Damo (Ve siècle/VIe siècle)

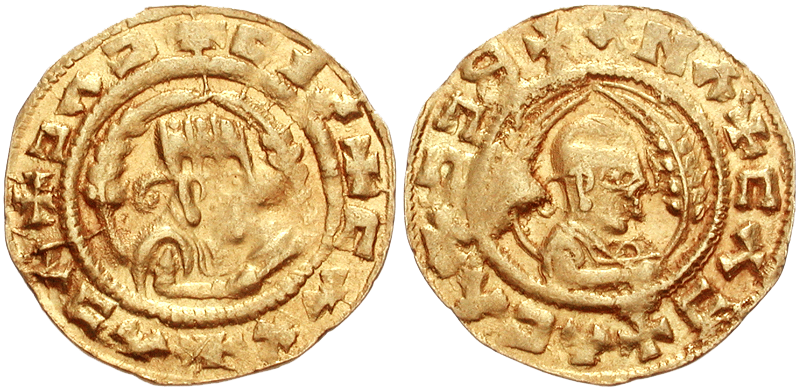
Pièce de monnaie axoumite à l'effigie du roi Ebana d'Axoum

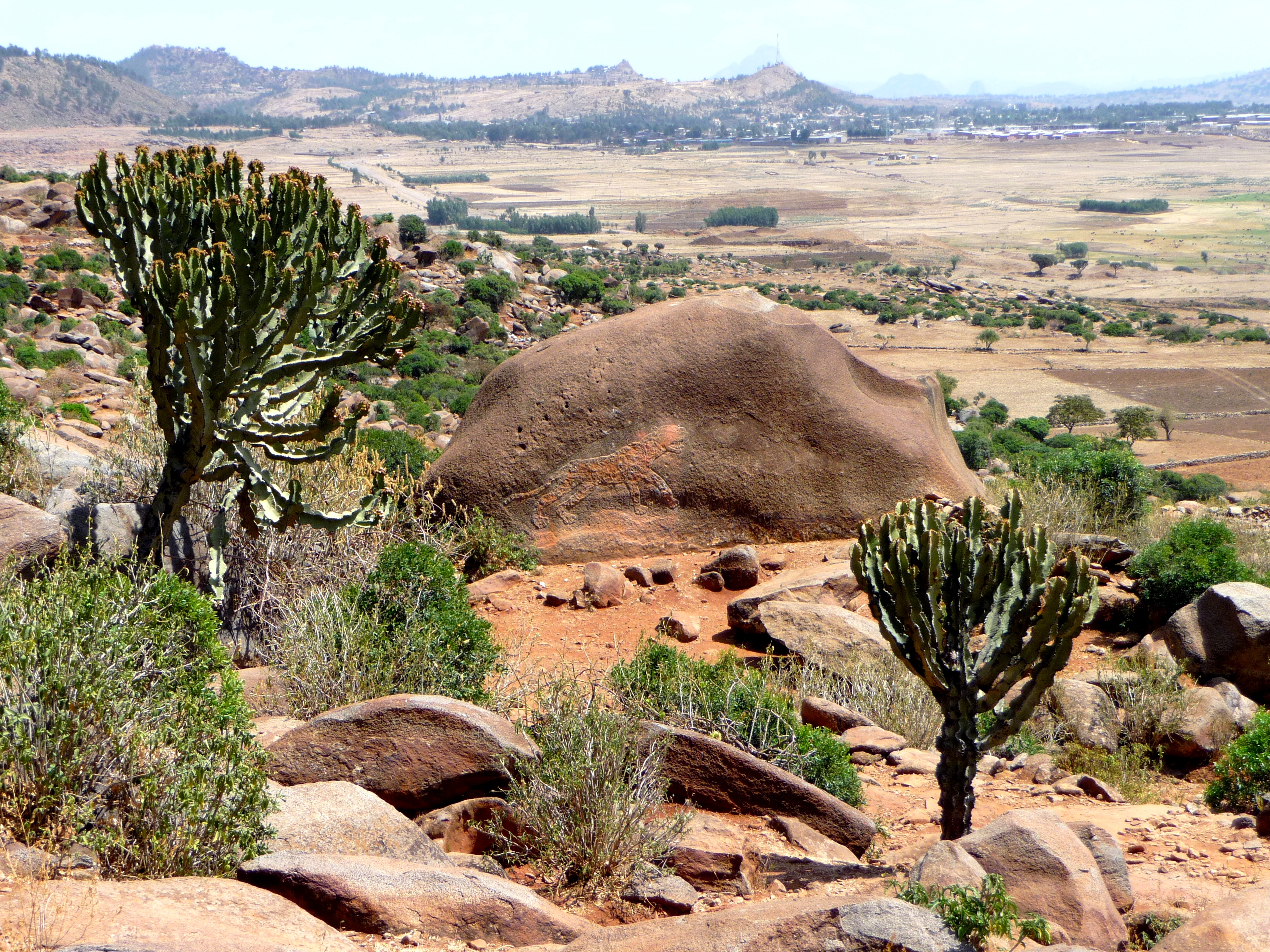

Le premier véritable empire de grande puissance à apparaître en Éthiopie est le royaume d'Aksoum au Ier siècle, un des nombreux royaumes à succéder à celui de D'mt ; il réussit à unir les royaumes du plateau éthiopien du Nord, apparus au Ier siècle av. J.-C. Les bases de l'État sont posées sur les hauts plateaux du Nord et s'étendent à partir de là vers le Sud. Le prophète Mani cite à cette époque Aksoum comme une des quatre grandes puissances de son temps avec l'Empire romain, la Perse, et la Chine.
Les origines du royaume d'Aksoum sont encore aujourd'hui peu connues, et les experts ont à ce sujet différentes interprétations. Même l'identité du premier roi connu est contestée : si C. Conti Rossini propose que Zoskales d'Axoum, mentionné dans le Périple de la mer Érythrée, peut être identifié avec un certain Za Haqle identifié parmi la liste des rois éthiopiens (hypothèse reprise par de nombreux historiens ultérieurs tels qu'Yuri M. Kobishchanov et Sergew Hable Sellasie), G.W.B. Huntingford pense que Zoskales était seulement un personnage secondaire dont l'autorité se serait limitée à Adulis, et que l'identification de Conti Rossini ne peut être justifiée.
Située dans le nord-est de l'Éthiopie et de l'Érythrée actuelles, le royaume d'Aksoum est fortement impliqué dans le commerce avec l'Inde et le bassin méditerranéen, en particulier l'Empire romain (plus tard byzantin).
Le royaume d'Aksoum est mentionné dès le Ier siècle dans Le Périple de la mer Érythrée comme ayant une activité commerciale importante, exportant l'ivoire dans tout le monde antique, des écailles de tortues, de l'or et des émeraudes, important de la soie et des épices, notamment à travers son port principal situé à Adulis.
« De cet endroit à la cité du peuple nommé Auxumites, il y a encore 5 jours ; c'est là qu'est apporté tout l'ivoire arrivé d'au-delà du Nil à travers le territoire appelé Cyeneum, puis de là à Adulis. »
(Périple de la mer Érythrée, Chapitre 4)
L'accès du royaume d'Aksoum à la mer Rouge et au Nil lui offre de nombreux débouchés maritimes pour profiter du marché entre les différentes régions africaines (Nubie), arabes (Yémen) et les États indiens. Au IIIe siècle Aksoum s'étend sur la péninsule arabe au-delà de la mer Rouge, et vers 350, conquiert le royaume de Koush.
L'importance du marché aksoumite est prouve par de nombreuses attestations archéologiques : des pièces axoumites ont été découvertes dans de nombreuses parties du sud-ouest indien, alors que de la monnaie kouchane indienne a été retrouvée au monastère de Debre Damo dans le nord-ouest de l'Éthiopie.
Les contacts à travers l'océan Indien trouveront écho un siècle plus tard, lorsque le prêtre d'Adulis Moses, se rend en Inde en compagnie d'un prêtre copte d'Égypte afin d'étudier la philosophie brahmane, ou lorsque le roi Kaleb fait appel à des navires notamment indiens pour mener sa campagne au Yémen.

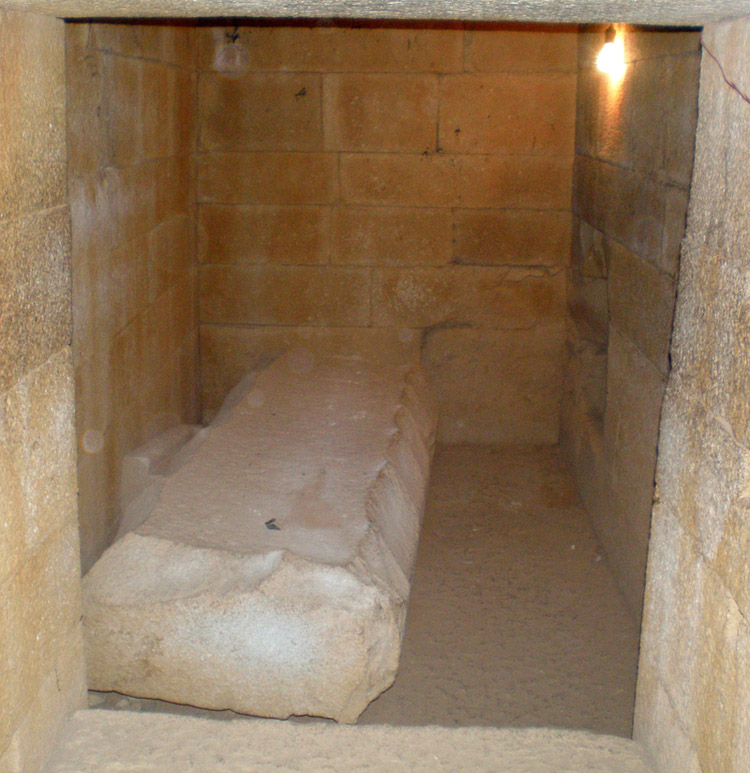
Sarcophage aksoumite, tombe dite « de Remhai », salle souterraine sous le site des grandes stèles, Axoum

À son apogée, Axoum contrôle le nord de l'Éthiopie actuelle, l'Érythrée, le nord du Soudan, le sud égyptien, Djibouti, la partie occidentale du Somaliland, le Yémen et le sud de l'Arabie saoudite, totalisant un empire de 1 250 000 km2.
Ce qui caractérise incontestablement ce royaume est la pratique de l'écriture. Cet alphabet spécifique, appelé ge'ez, se modifiera par la suite en introduisant des voyelles devenant un alphasyllabaire. D'autre part, les obélisques géants marquant les tombes (chambres souterraines) des rois ou de nobles restent les plus célèbres empreintes du royaume.
Des inscriptions trouvées en Arabie méridionale célèbrent des victoires contre GDRT (« Gadarat »), décrit en tant que « nagashi de Habashat [c.-à-d. Abyssinia] et d'Axum ». D'autres inscriptions ont été employées pour dater GDRT (interprété comme représentant un mot ge'ez tel que Gadarat, Gedur, Gadurat ou Gedara) autour du début du IIIe siècle. Un sceptre en bronze a été découvert à Atsbi Dera avec une inscription mentionnant l'« GDR d'Axoum ». Des pièces de monnaie à l'effigie du roi ont commencé à être frappées sous le roi Endubis vers la fin du IIIe siècle.
Le christianisme est introduit dans le pays par Frumence, fait premier évêque de l'Éthiopie par Athanase d'Alexandrie vers 330. Frumence convertit Ezana, qui a laissé plusieurs inscriptions détaillant son règne avant et après sa conversion. Une inscription trouvée à Axoum, déclare qu'il conquit la nation du Bogos dont il est rentré victorieux, grâce au soutien de son père, le dieu Mars. Des inscriptions postérieures montrent l'attachement grandissant d'Ezana pour le christianisme, confirmé par la modification des pièces de monnaie, passant des motifs du disque solaire et du croissant lunaire au signe de la croix.
L'hégémonie qu'exerçait le roi Ezana sur ses voisins, est enregistrée sur une inscription (Inscription d'Ezana).

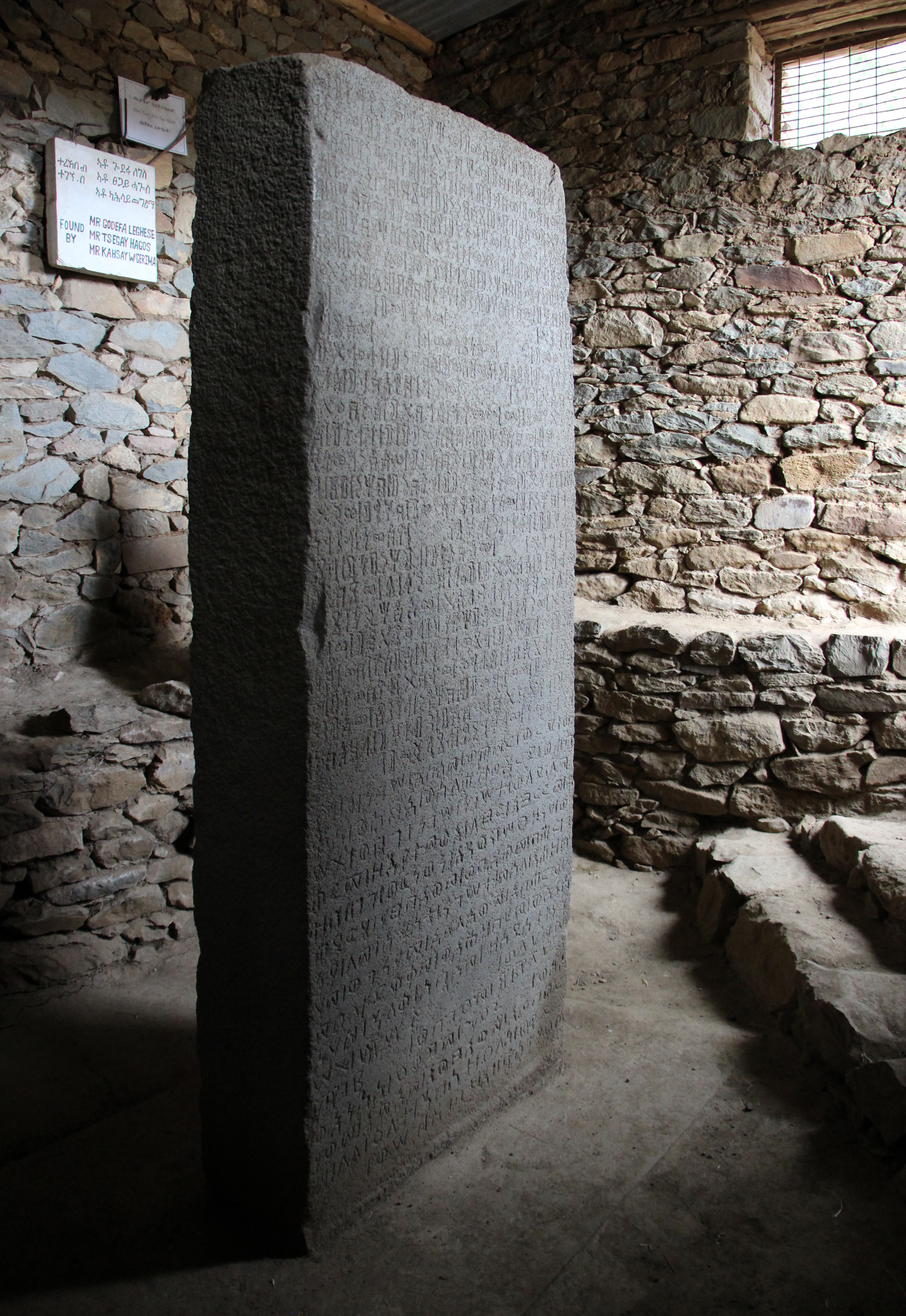
Inscription d'Ezana en guèze, sabéen et grec datant du IVe siècle. Ezana célèbre Dieu pour ses victoires sur ses voisins : Roi d'Axoum, de Himyar, de Saba, de Raidan, de Salhen, des habachat, de Tsiama, des Casu et des Bedja

Des inscriptions en ge'ez découvertes à Méroé attestent d'une campagne menée par le royaume aksoumite soit sous Ezana, ou l'un de ses prédécesseurs comme Ousanas. Les expéditions d'Ezana au royaume de Koush à Méroé au Soudan ont pu être responsables de sa chute, bien qu'il existe des signes indiquant que le royaume était déjà entré dans une période de déclin. À la suite de l'agrandissement du royaume sous Ezana, Axoum partageait des frontières avec la province romaine d'Égypte.
Il s'avèrerait au vu des faibles indices à disposition que cette nouvelle religion ne jouissait à ses débuts que d'une influence limitée. Vers la fin du Ve siècle un groupe de moines connu sous le nom des « Neuf Saints » s'établit dans le pays. À partir de cette époque le monachisme sera présent parmi la population ce qui ne sera pas sans conséquence par la suite.
En 523, le roi juif Dhu Nuwas prend le pouvoir au Yémen et, annonçant sa volonté de persécuter tous les chrétiens, il commence par attaquer une garnison axoumite à Zafar, brûlant les églises de la ville. Il attaque alors le bastion chrétien de Najran, abattant les chrétiens réticents à la conversion. L'Empereur Justin Ier de l'Empire romain d'Orient demande alors l'aide de son ami chrétien, Kaleb d'Axoum, pour combattre le roi yéménite. Vers 525, Kaleb défait Dhu Nuwas, envahit son royaume et désigne alors Sumyafa' Ashwa' vice-roi d'Himyar.
L'historien Procope indique qu'après cinq ans, Abraha dépose le vice-roi et se fait couronner roi (histoires 1.20). Malgré plusieurs tentatives d'invasions infructueuses par la mer Rouge, Kaleb ne réussit pas à déposer Abraha, et dut se résigner à la situation ; ce fut la dernière fois que les armées éthiopiennes sortirent d'Afrique jusqu'à la guerre de Corée du XXe siècle à laquelle ont participé plusieurs unités. Par la suite, Kaleb abdique en faveur de son fils Wa'zeb et se retire dans un monastère où il finira ses jours. Abraha conclut alors un traité de paix avec le successeur de Kaleb reconnaissant sa supériorité. En dépit de cet évènement, c'est sous les règnes d'Ezana et de Kaleb que le royaume atteint son apogée, tirant bénéfice d'importantes relations commerciales, se prolongeant alors jusqu'en Inde et Ceylan, et en communication constante avec l'empire byzantin.
Il semble que la peste de Justinien (541-567) ait eu son origine en Éthiopie et en Égypte.
Les informations sur le royaume d'Aksoum deviennent de plus en plus éparses à partir de cette époque. Le dernier roi connu pour avoir fait battre monnaie se nomme "Armah", dont les pièces portent l'effigie des conquêtes persanes de Jérusalem en 614. Une tradition musulmane indique que celui-ci, connu sous le nom de nedjaschi Ashama ibn Abjar dans la littérature arabe, offrit l'asile au royaume d'Aksoum aux musulmans fuyant les persécutions de la Mecque pendant la vie de Mahomet. L'Éthiopie a(urait) ainsi été le tout premier pays d'accueil de l'islam, ce qui apporterait quelque justification au hadîth affirmant que Mahomet recommande aux siens de ne jamais attaquer l'Éthiopie à moins d'être attaqués par celle-ci.

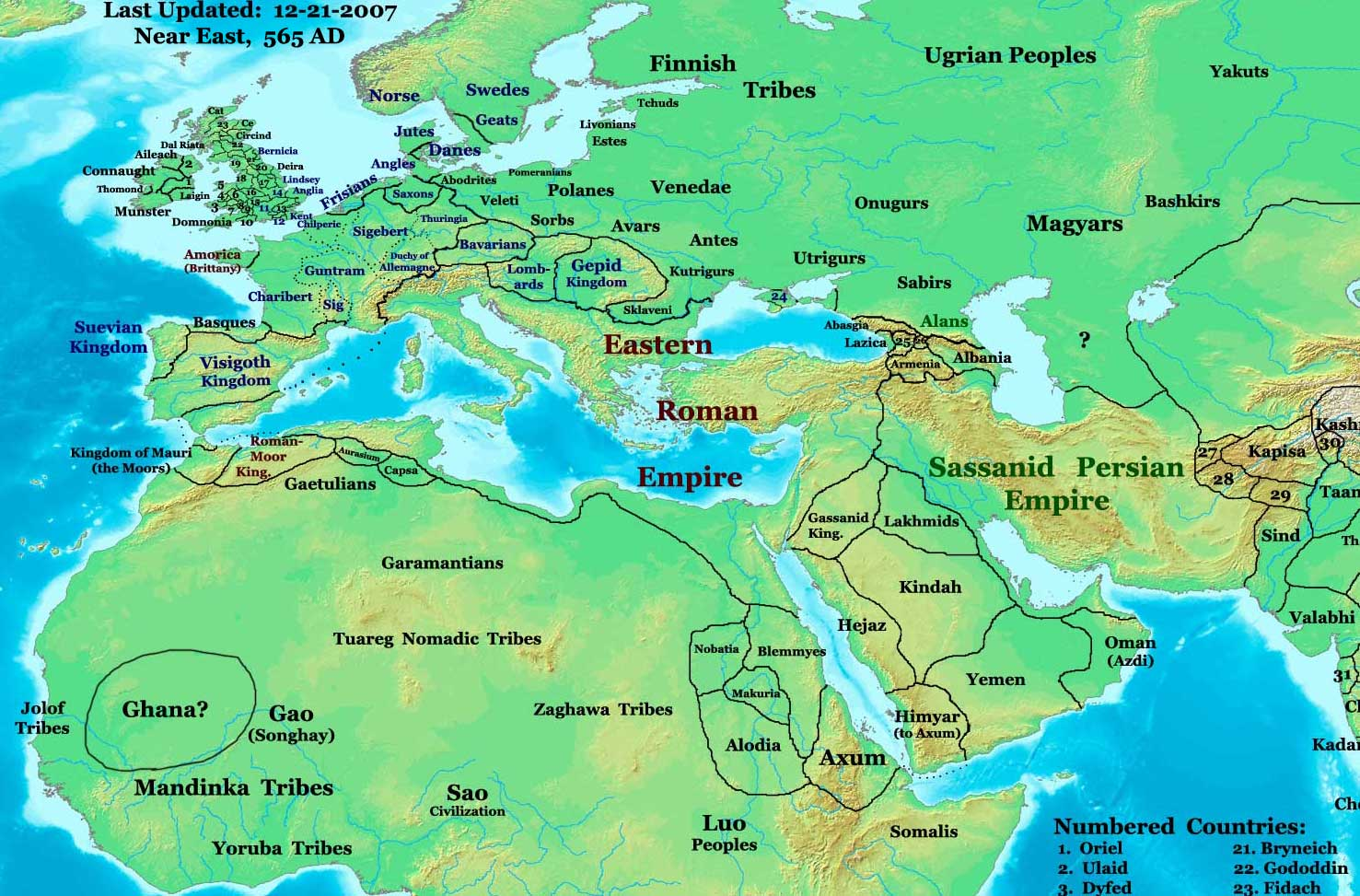
Afrique et Proche-Orient vers +565.

La fin du royaume d'Aksoum est incertaine et pourrait trouver ses racines dans divers facteurs : une période de sécheresse persistante, le déboisement, la peste, une variation dans les routes du commerce réduisant l'importance de la mer Rouge ou une combinaison de ces facteurs. En fait avec l'avènement de l'islam, Aksoum perd à la fois ses possessions yéménites et son commerce extérieur. 
Karl W. Butzer propose que l'environnement ait pu jouer un rôle important à la fin d'Axoum, ou ce serait moins le fait des relations commerciales se réduisant après 700, que l'appauvrissement des sols lié à une agriculture intensive combinée à une diminution des précipitations, qui expliquerait le déplacement du centre du pouvoir vers les terres plus fertiles et humides du centre de l'Éthiopie. 
Munro-Foin cite l'historien musulman Abu Ja'far al-Khwarazmi/Kharazmi, qui écrit en 833, que la capitale « du royaume de Habash » était alors Jarma. 
Il est également possible que Jarma ne soit un autre nom d'Axoum tiré du ge'ez girma (« remarquable »). Pour d'autres, une nouvelle capitale Kubar aurait été fondée plus au sud. Ceci laisserait à penser que la capitale se serait alors déplacée vers un nouvel emplacement, jusqu'alors inconnu. 
Des royaumes chrétiens comme celui de Makurie, dans l'actuel sud Soudan, survivent à la disparition d'Aksoum, devenant un lieu de pèlerinage pour arabes et européens. 
Ce royaume chrétien s'effondre à son tour en 1312.
- May-Hedja : stèles aksoumites

## Moyen Âge éthiopien (VIIe–XVesiècles)
De nouvelles recherches, aidées par l'archéologie, ont permis de combler le vide qui régnait entre la dynastie aksoumite et la dynastie Zgagwé, le Moyen Âge éthiopien s'étend du VIIe siècle (haut Moyen Âge) au début du XVIe siècle.
Une culture païenne émerge au IXe siècle, et perdure jusqu'au XVe siècle, la culture Shay. Auparavant considéré comme étant en marge du royaume chrétien ou des sultanats musulmans, les études archéologiques récentes ont permis de mettre en lumière une culture et une société établie qui possédait une influence territoriale partagée avec les communautés chrétiennes et musulmanes. Cette culture médiévale occupe les hauts plateaux éthiopiens, l'est du Rift est-africain ainsi que le sud éthiopien.
À partir du XIe siècle, les communautés musulmanes s'insère dans le plateau éthiopien, en provenance de l'archipel des Dahlak, puis plus au sud. Il forme le sultanat du Choa probablement à la fin du XIe siècle. Le sultanat se développe et dispose d'une élite savante vers le milieu du XIIIe siècle. Au XIIIe siècle, le royaume de Damot (1100-1317, Welaytas et Sidamas) et le sultanat d'Ifat s'affirment comme puissances régionales.

### Les Zagwés (1135c-1270)

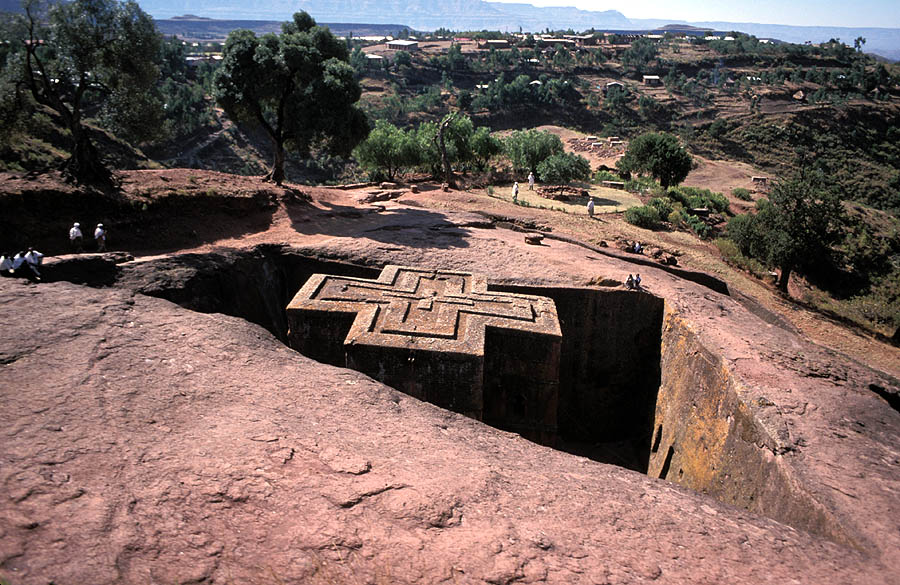
L'église Béte Giyorgis (Saint George), une des églises de Lalibela

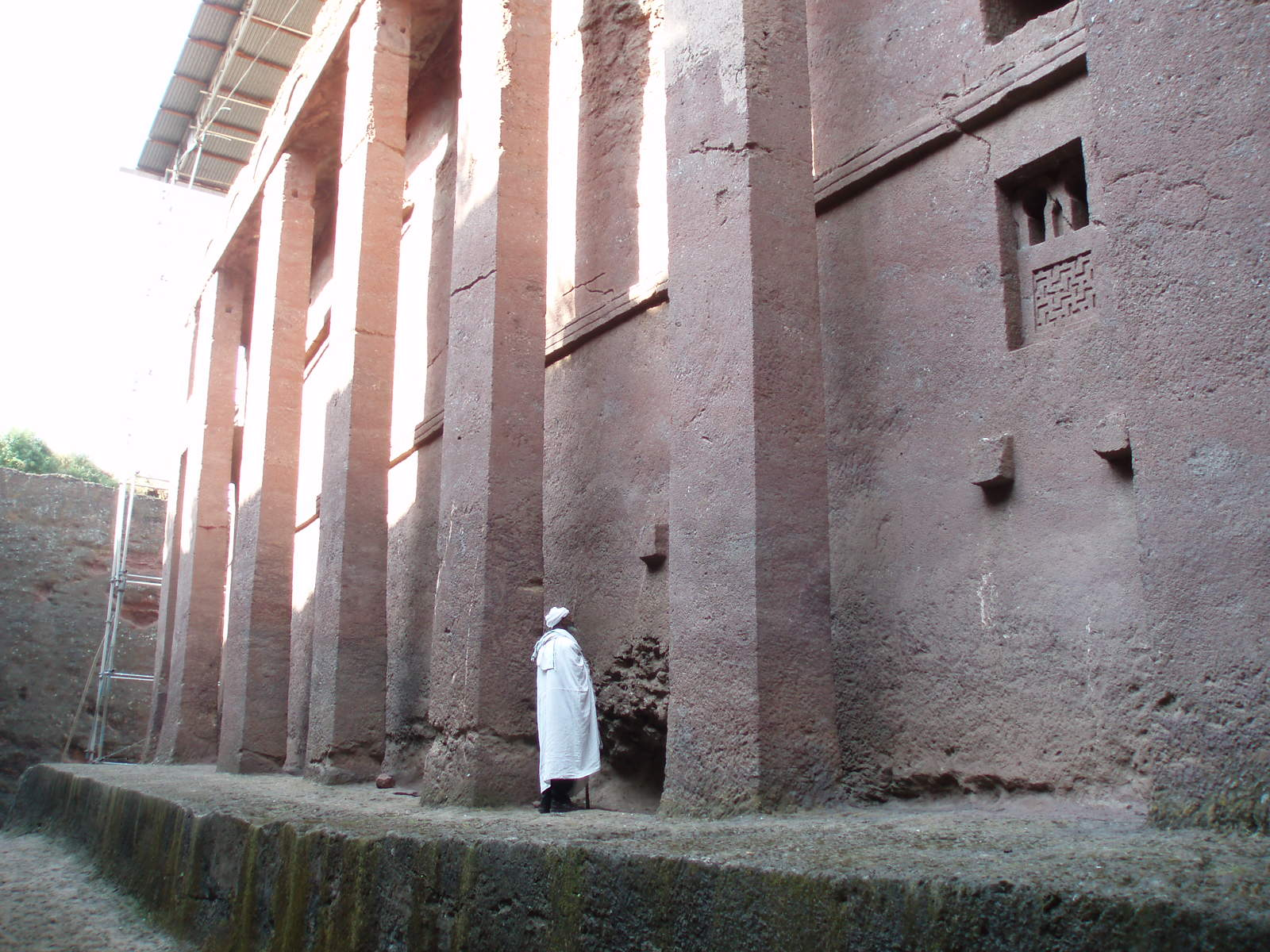
L'Église Béte Medhane Alem, une des églises de Lalibela

La genèse de la dynastie Zagwé et du nouveau royaume chrétien est obscure. Ibn Hawqal évoque une reine ayant tué le roi chrétien d'Éthiopie au Xe siècle qui relevait d'une élite nommée hadsâni. Cette élite politique pourrait être parvenue à s'organiser pour former un nouveau royaume chrétien entre le XIe siècle et XIIIe siècle, formant la dynastie Zagwés.
Au cour du XIIIe siècle, ce nouveau royaume chrétien s'affermit et atteint son apogée sous Gebre Mesqel Lalibela qui établit les doctrines de l'idéologie royale éthiopienne. À partir de Lalibela, chaque nouveau roi d'Éthiopie est considéré comme élu de Dieu, héritier d'Israël, descendant du roi Salomon et de la reine de Saba, et détenteur de l'Arche d'alliance.
Les circonstances qui provoque la transition vers la Dynastie salomonide sont indéterminées. Cela se produit en 1270 par l'action de Yekouno Amlak, issu de l'Amhara, qui s'empare du pouvoir.
Vers 960, la princesse Gudit échafaude un plan d'assassinat des membres de la famille royale afin de s'approprier le pouvoir. Selon certaines légendes, pendant le meurtre, un nouveau-né héritier de la dynastie axoumite est protégé par certains croyants et emmené au Choa où son ascendance est reconnue, alors que Gudit règne pendant 40 ans sur le reste du royaume, et transmet la couronne à ses descendants.
Le royaume d'Aksoum est détruit à la fin du Xe siècle. Le souverain éthiopien qui succède à la reine Gudit serait un usurpateur, qui n'appartient pas à la dynastie légitime. La seule certitude est qu'il ne réside plus à Aksoum.
Au siècle suivant, le dernier descendant de Gudit fut renversé par un seigneur Agaw du nom de Mara Takla Haymanot, fondateur de la dynastie Zagwé et mariée à une descendante d'un monarque aksoumite. L'apogée de cette dynastie fut atteint lors du règne du roi Lalibela, Gebre Mesqel, pendant lequel les onze églises de Lalibela furent taillées dans la pierre.
En 1270, une nouvelle dynastie s'établit sur les hautes terres éthiopiennes avec le règne de Yekounno Amlak qui déposa le dernier roi Zagwe et épousa l'une de ses filles. Selon certaines légendes, la nouvelle dynastie était alors constituée d'héritiers des monarques aksoumites, reconstituant ainsi la continuité de la dynastie salomonienne (le royaume étant ainsi rendu à la lignée royale biblique).

### Débuts de la dynastie salomonide (1270-1500c)
- Dynastie salomonide

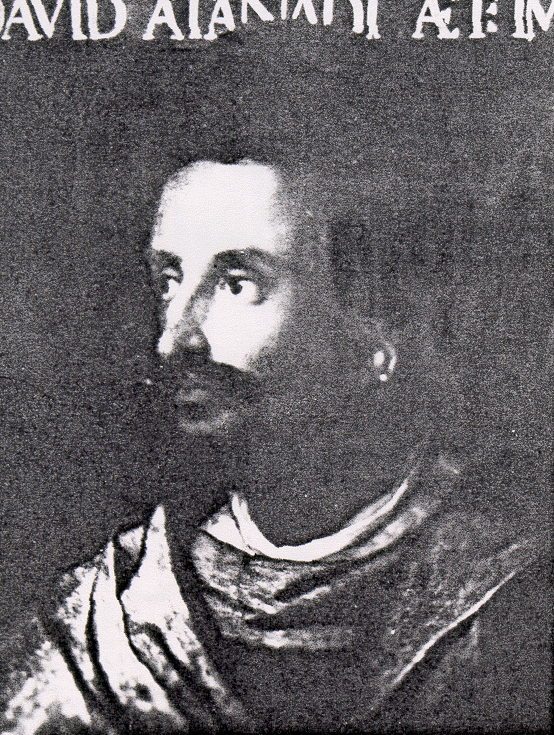
Portrait du Negusse Negest Dawit II vu par l'artiste portugais Lazaro de Andrade, XVIe siècle

Sous la dynastie salomonide, on distingue trois grandes provinces en Éthiopie : le Tigré (au Nord), l'Amhara (au centre) et Choa (au sud). Le gouvernement, ou plutôt l'autorité suprême, siège généralement dans l'Amhara ou le Choa, dont le dirigeant, prend le titre de Negusse Negest. Ce titre est une extension considérable du titre du dirigeant, basée sur la reconnaissance de son ascendance directe du roi Salomon et de la reine de Saba ; il est inutile de signaler que dans beaucoup, sinon la plupart des cas, cette reconnaissance s'est souvent faite plus par la force que la pureté véritable de la lignée.
Vers la fin du XVe siècle, des missions portugaises commencent à avoir lieu en l'Éthiopie. Issues d'une vieille croyance ayant longtemps régné en Europe sur l'existence d'un royaume chrétien en Extrême-Orient, diverses expéditions européennes sont parties à la recherche du royaume chrétien du prêtre Jean. Parmi les membres de l'expédition se trouve notamment Pêro da Covilhã, qui arrive en Éthiopie en 1490, et, croyant avoir enfin atteint le célèbre royaume, présente au Negusse Negest, une lettre du roi du Portugal, adressée au prêtre Jean.
Pêro da Covilhã reste dans le pays, mais en 1507 un Arménien du nom de Matthew envoyé par le Negusse Negest au Roi du Portugal vient lui demander son aide pour repousser les musulmans. En 1520 une flotte portugaise entre dans la mer Rouge conformément à cette demande, une ambassade portugaise rend visite au Negusse Negest Dawit II et s'établit en Éthiopie pendant environ six ans. Parmi cette délégation se trouve le père Francisco Álvares, qui écrira l'une des premières historiographies éthiopiennes à destination de l'Europe. Cette description s'arrête en 1527, début des campagnes d'Ahmed Gragne.

### Guerres d'Ahmed Gragne (1527-1543)
De 1528 et 1540 une armée musulmane dirigée par l'imam Ahmed ben Ibrahim al-Ghasi, dit Ahmed Gragne, « le gaucher », pénètre l'Éthiopie du sud au sud-est du pays. Ahmed, originaire du Harar (voir Histoire de la Somalie) a réussi essentiellement à unir les peuples de l'Ogaden, et s'est doté d'une cavalerie d'Afars, d'Hararis et de Somalis qu'il se lance dans ses conquêtes.
Le 18 mars 1528, Gran remporte la bataille de Chimberra Couré. En deux ans, il contrôle les trois quarts du pays. Après cinq années, devenu sultan de Harar, il achève la conquête de l'Abyssinie, à l'exception de quelques régions montagneuses où s'est réfugié le Negusse Negest.
Dawit II lance, dans ces conditions, un appel à l'intention des Portugais. Jean Bermudes, un des membres de la mission de 1520 demeuré en Éthiopie après le départ de l'ambassade, est envoyé à Lisbonne. Une armée de 600 soldats dirigée par Christophe de Gama débarque en Éthiopie en 1541 et rejoint les troupes éthiopiennes.
Les premières confrontations en 1542 sont victorieuses, mais le 28 août 1542, à la bataille de Wofla, Ahmed Gran, soutenu par les Turcs, remporte la victoire. Christophe de Gama est capturé et décapité. Le 21 février 1543, s'engage la bataille de Wayna Daga à Zantara, Ahmed Gran y trouve la mort arquebusé par le portugais Pédro Léon. Berhanou Abebe, historien éthiopien, écrit notamment à propos de cette période : « Ainsi prend fin le deuxième cycle des grandes migrations que l'on a souvent interprétées comme un affrontement islamo-chrétien. De part et d'autre, les chroniques du temps sont l'œuvre des clercs et des lettrés, frottés de religion. Ils tendent à imposer le schéma explicatif de leur idéologie, alors qu'en vérité, le motif le plus fort qui aura prévalu dans le conflit larvé entre deux systèmes complémentaires (production-circulation) est essentiellement économique ».
Au cours de ces évènements, un désaccord commence à apparaître entre le Negusse Negest et Jean Bermudes du Portugal. Celui-ci exige au nom de l'alliance ethio-portugaise, la conversion du Negusse Negest au catholicisme. Le Negusse Negest refuse, et Bermudes est chassé du pays.

### Guerre civile, Susenyos d'Éthiopie (1557-1633)

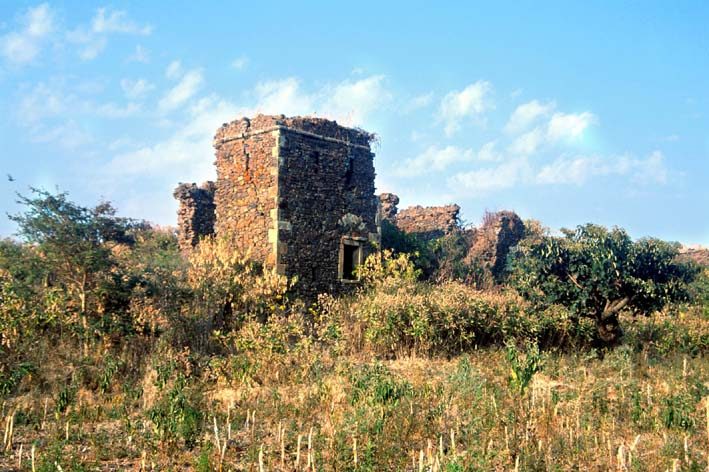
Ruines du palais de Sousnéyos.

Des jésuites arrivent en Éthiopie dès 1557. Sarsa Dengel tolère la présence des jésuites à Fremona, près d'Adoua. Au début du XVIIe siècle, le père Páez arrive à Fremona, profondément religieux et courtois, il gagne la confiance de la cour et du roi. Sousnéyos (1572-1632), couronné à Aksoum en 1608, décide en 1613 de tenir la promesse qu'il considère que ses prédécesseurs ont fait de se rallier à l'Église latine lors de l'intervention portugaise de 1541. Malgré les opposants qui tentent de le faire excommunier publiquement par l'Abouna, Sousnéyos persiste et commence par interdire l'observation du sabbat.
En 1621, Sousnéyos fait profession de catholicisme. Puis il fait proclamer la religion romaine à Aksoum où le grand majordome lit l'édit impérial en présence des grands, dont beaucoup sont déjà convertis.
Le patriarche latin envoyé par le roi du Portugal, Alfonso Mendes impose des mesures immédiates et intransigeantes : re-baptême des chrétiens éthiopiens, re-consécration des églises dont les Arches (les "tabot"s traditionnels), sont bannies. Il fait abandonner sans transition la liturgie guèze pour la messe en latin que nul ne comprend, et renoncer au culte des saints éthiopiens, dont parfois les restes sont déterrés et jetés hors des sanctuaires. Des sanctions graves frappent ceux qui se rebellent, provoquant en retour une révolte générale.
En 1632, la rébellion contre la religion romaine imposée en 1621 devient guerre civile.
Sous les ordres de Mélkas-Christos, une armée, constituée surtout de montagnards du Lasta, marche contre les troupes impériales, qui connaissent d'abord un échec : les soldats veulent bien sauver l'empire, mais refusent de défendre la religion étrangère et la décision du roi. Sousnéyos cède, et les troupes impériales écrasent les vingt-cinq mille révoltés à Ouaïna-Dega. La bataille fait huit mille victimes. C'est notamment à cette époque troublée et dans ce contexte, que le philosophe éthiopien Zara Yaqob écrit dans ses méditations :
« Les Fang nous disent : « Notre foi est la vraie, la vôtre ne l'est pas ». Nous leur disons : « Il n'en est pas ainsi, votre foi est fausse, la nôtre est la vraie. ». Si nous demandons la même chose aux juifs et aux mahométans, ils revendiqueront la même vérité, et qui peut être juge pour ce genre d'argument ? Pas un seul être humain ne peut être juge : car tous les hommes sont demandeurs et défendeurs entre eux - Enquête sur la foi et la prière ».
Sousnéyos abdique alors en faveur de son fils Fasiladas le 14 juin 1632 et rétablit la religion nationale. Fasiladas expulse les jésuites en 1633.

### Période gondarienne (1632-1769)

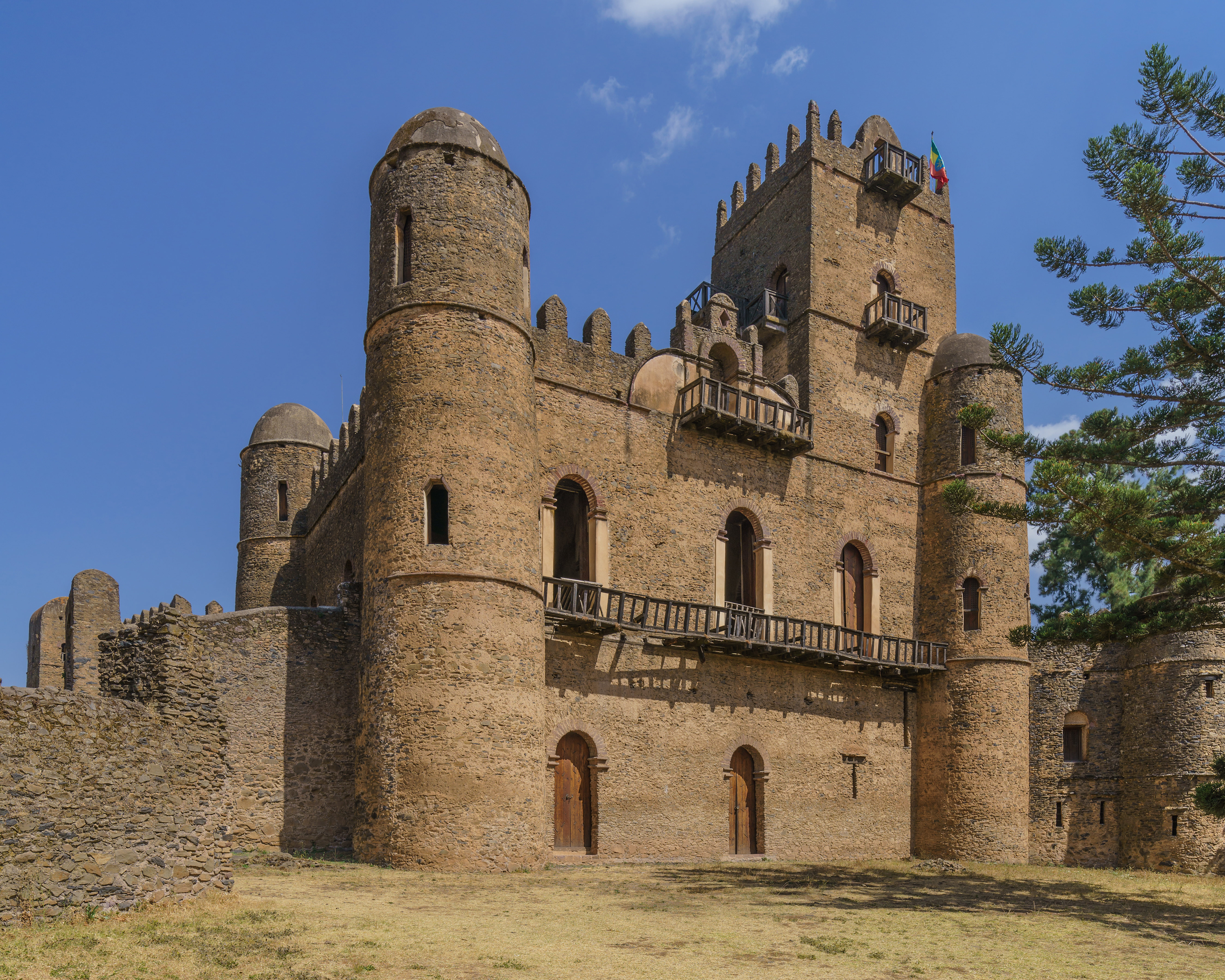
Château de Fasilades dans l'enceinte du Gondar

Jusqu'à cette période, la monarchie vivait de façon itinérante, stratégie parfaitement adaptée à l'attaque et à la défense. La période de troubles durant laquelle Fasiladas est porté au pouvoir, qui fait suite aux incursions d'Ahmed Gragne et à la guerre civile qui a suivi, l'amène à rechercher une sécurité renforcée. Dès sa prise de pouvoir, Fasiladas se met à construire une capitale moderne pour l'époque.
À la suite de l'expulsion des jésuites et des Portugais du pays, de nombreux Indiens qui les avaient accompagnés s'établissent en Éthiopie. Un ambassadeur yéménite, Hasan Ibn Ahmad Al Haymi qui visite l'Éthiopie en 1648, rapporte que le plus important des palais, le Fasil Gemb, est « une des constructions les plus prodigieuses, qui vaille admiration, une des plus saisissantes merveilles ». Il ajoute que c'est à « un Indien » que Fasiladas a demandé la réalisation de ce palais. Cette affirmation a été confirmée indépendamment par le voyageur James Bruce au XVIIIe siècle qui note que « le palais a été construit par des maçons indiens ». Les relations entre l'Éthiopie et l'Inde à travers l'océan Indien, sont en effet récurrentes dans l'histoire éthiopienne et remontent jusqu'à l'époque axoumite. Néanmoins on retrouve dans la construction de ses palais et autour du Gondar une architecture typiquement éthiopienne dans l'édifice asymétrique (à forme de lion) qui se retrouve du palais de Fasiladas à l'entrée de l'église Debré Berhan Sélassié. L'architecture du Gondar fait donc preuve d'un syncrétisme unique au pays.

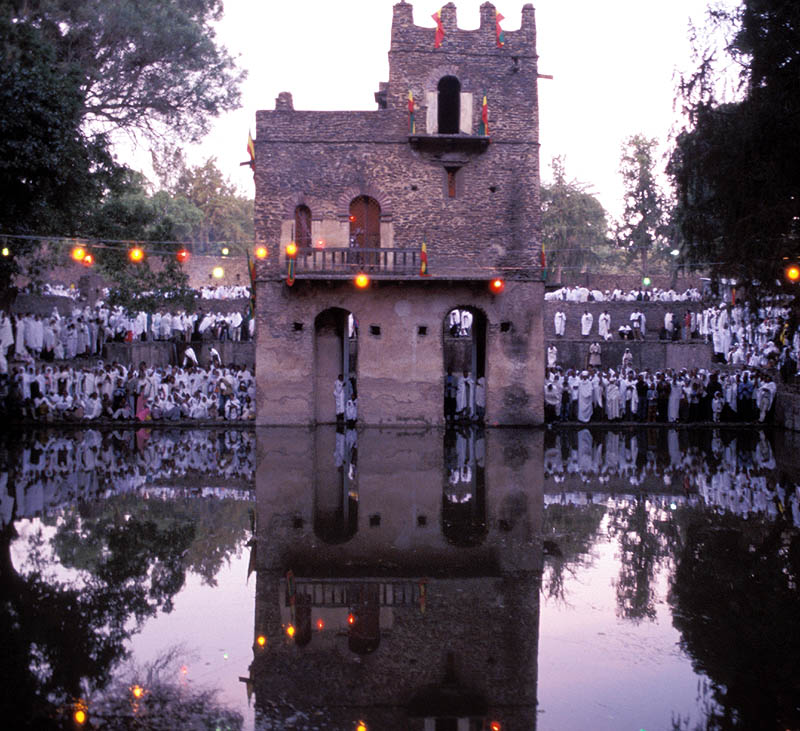
Célébrations du Timkat aux Bains de Fazilidas au Gondar

Les châteaux du Gondar sont construits sur un terrain de 7 ha de superficie, clôturé par une enceinte de 2 km de circonférence accessible par 12 portes fortifiées : le Fassil Ghébbi. Outre les châteaux royaux, l'enceinte contient des écuries, un sauna alimenté par un système hydraulique, une salle où étaient testées différentes qualités de mortier, et une cage aux lions où les souverains faisaient enfermer des lions d'Abyssinie capturés, signe de prestige du Negusse Negest.
Gondar devient un important centre religieux, administratif et commercial dès sa fondation en 1635. Jusqu'en 1855, la ville est un lieu d'enseignement des arts de la peinture, de la danse et de la musique traditionnelles.
Les Negusse Negest suivants Fasiladas développent les lieux en y faisant chacun construire de nouveaux édifices ou palais au sein de la même enceinte : son fils Yohannes Ier y fait construire une bibliothèque à deux étages consacrée à la théologie, Iyassou Ier son propre palais, Dawit II et Bakaffa de nouveaux palais et un centre de documentation historique. Une des plus importantes églises du pays, l'église Debré Berhan Sélassié (Église de la Trinité), est aussi construite à cette époque par Iyassou Ier à l'extérieur de l'enceinte, dans la ville de Gondar. Fasiladas fait construire pour sa retraite, à l'extérieur de l'enceinte, l'édifice connu sous le nom de "bain de Fasiladas", palais entouré d'une piscine, où se déroulent encore aujourd'hui les fêtes de Timqet.
De nombreux Negusse Negest de cette période se font enterrer sur les îles du lac Tana, au sud de Gondar. On y trouve notamment les tombeaux de Dawit Ier, Zara Yaqob, Zè Denguel et Fasiladas, ainsi que de l'évangélisateur du royaume d'Aksoum, Frumence d'Aksoum.
Sous l'effet des tyrans locaux, Gondar finit par se désagréger.

### Zemene Mesafent (1769-1853)
Le Zemene Mesafent (l'Ère des Princes) correspond à une période d'instabilité durant laquelle le pouvoir impérial perd de son emprise au profit des chefs de guerre locaux. Elle débute en 1769 avec l'assassinat du souverain Yoas Ier par le ras Mikael Sehul. Les nobles en viennent à abuser de leur position en se désignant comme Negusse Negest et en se perdant en querelles internes dans des luttes de succession.

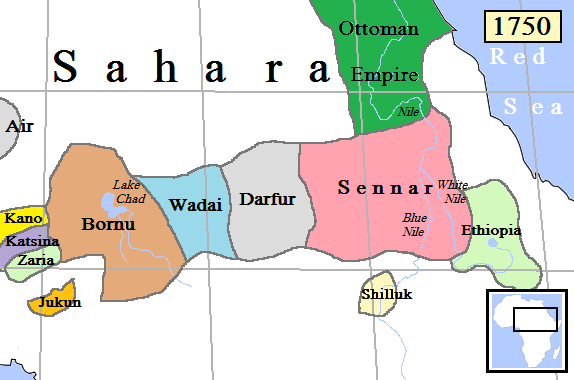
Le royaume d'Éthiopie et ses voisins vers 1750.

Iyasou II accède au trône alors enfant. Sa mère, l'impératrice Mentewab assure la régence, tout comme celle-ci le fera pour son petit-fils Yoas Ier. Mentewab se fait couronner elle-même codirigeante en 1730, devenant la première femme à accéder au pouvoir de cette manière dans l'Histoire de l'Éthiopie.
Iyasou II donne une priorité absolue à sa mère lui laissant toutes prérogatives en tant que codirigeante couronnée. Mentewab tente de renforcer les liens entre la monarchie et les Oromos en arrangeant le mariage de son fils avec une fille du peuple oromo. Tentative qui se solde par un échec : Iyasou II épouse Wubit (Welete Bersabe), qui sera néanmoins éclipsée du pouvoir par la mère d'Iyasou.
Wubit attend donc l'accession au trône de son fils pour revendiquer sa part du pouvoir détenue par Mentewab et sa famille du Qwara.
Lorsque celui-ci Yoas Ier accède au trône à la suite de la mort accidentelle de son père, les aristocrates du Gondar sont stupéfaits de voir que le jeune roi maîtrisait mieux la langue oromo que l'amharique, et qu'il a ainsi tendance à favoriser les parents Yejju de sa mère sur ceux Qwarans de sa grand-mère, Mentewab. De plus, atteint l'âge adulte, Yoas Ier accroit les faveurs accordées aux Oromos. À la mort du ras Amhara, il tente de désigner son oncle Lubo gouverneur de cette province, mais la contestation populaire qui en résulte conduit son conseiller Walda Nul à le convaincre de changer d'avis.

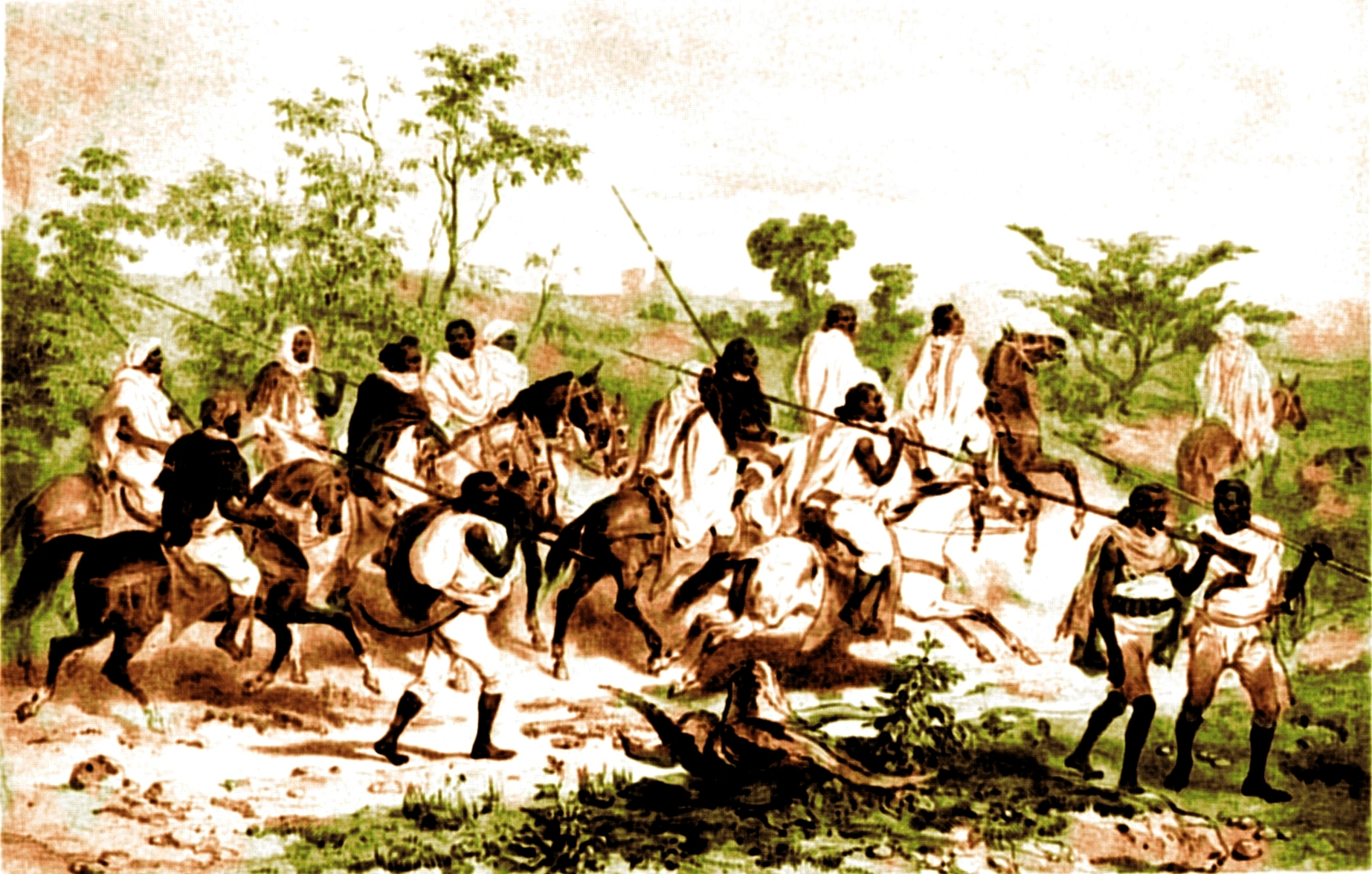
Cavaliers éthiopiens au début du XIXe siècle.

De son côté, Mentewab tente de garder le pouvoir après la mort de son fils ; cette tentative débouche, en 1755, sur un conflit avec Wubit, qui pense alors qu'il lui revient d'assurer la régence de son propre fils, Yoas Ier.
Le conflit entre les deux reines conduit Mentewab à invoquer les qwarans et ses forces au Gondar pour la soutenir. Wubit répond de manière identique en invoquant les Yejju Oromos et les forces du Yejju. Le différend entre la Nigiste Negest et la mère du Negusse Negest est sur le point de déboucher en conflit armé.
Le ras Mikael Sehul est convoqué en tant que médiateur entre les deux camps. Il réussit à manœuvrer habilement mettant à l'écart les deux reines et leurs camps respectifs, et se propose lui-même à l'accession au trône.
Mikael se positionne rapidement en tant que leader du camp amharico-tigréen. Le règne d'Yoas Ier devient ainsi celui de la confrontation entre le puissant Ras Mikael Sehul et les parents oromos d'Yoas Ier. Au fur et à mesure qu'Yoas Ier favorise des leaders oromos tels que Fasil, ces relations avec Mikael Sehul se détériorent.
Celui-ci en vient à déposer Yoas Ier le 7 mai 1769. Une semaine plus tard, il le fait assassiner ; les circonstances de sa mort restent contradictoires. Ainsi, pour la première fois dans l'Histoire de l'Éthiopie, un Negusse Negest quitte le trône par un autre moyen que la mort naturelle, la mort au cours d'une bataille ou une abdication volontaire.
Mikael Sehul a ainsi radicalement corrompu la puissance impériale, qui, à partir de ce point, sera de plus en plus aux mains des haut placés parmi la noblesse quand ce ne seront pas des membres de l'armée. Cet événement est le point de départ de ce qui est appelé, l'Ère des princes, Zemene Mesafent.
Un grand-oncle âgé et infirme du prince assassiné est initialement placé sur le trône en tant que Negusse Negest Yohannes II. Ras Mikael le fait rapidement assassiner, et le très jeune Tekle Haymanot II accède ainsi au trône.
L'instabilité du pouvoir continuera tout au long du XVIIIe siècle, durant lequel les dirigeants les plus importants d'Éthiopie se nomment Dawit III du Gondar (qui meurt le 18 mai 1721), Amha Iyasus du Choa qui consolide le royaume et fonda Ankober, et Takla Guiorguis d'Amhara, qui est resté célèbre pour avoir accédé six fois au trône et avoir été déposé six fois. À la mort de Théophilos entre autres, les nobles redoutent que le cycle de violence qui avait caractérisé son règne et celui de Takla Haïmanot ne se poursuive si un membre de la dynastie salomonide en venait à être désigné au trône. Ils désignent donc l'un des leurs Yostos au titre de Neguse Negest – dont le règne sera de courte durée.
Les premières années du XIXe siècle sont troublées par des luttes féroces entre le ras Gugsa du Bégemeder et le ras Wolde Selassie du Tigray, pour la place du Negusse Negest Egwale Syon. Wolde Selassie finit par remporter la victoire et dirige pratiquement tout le pays jusqu'à sa mort en 1816 à l'âge de 80 ans.
Dejazmach Sabagadis d'Agamé s'empare du pouvoir par la force en 1817 et devient seigneur de guerre du Tigré.

## Éthiopie moderne (1855-1991)

### Centralisation et interaction avec les puissances coloniales

#### Le début de la période de centralisation: de Tewodros II à Yohannes IV

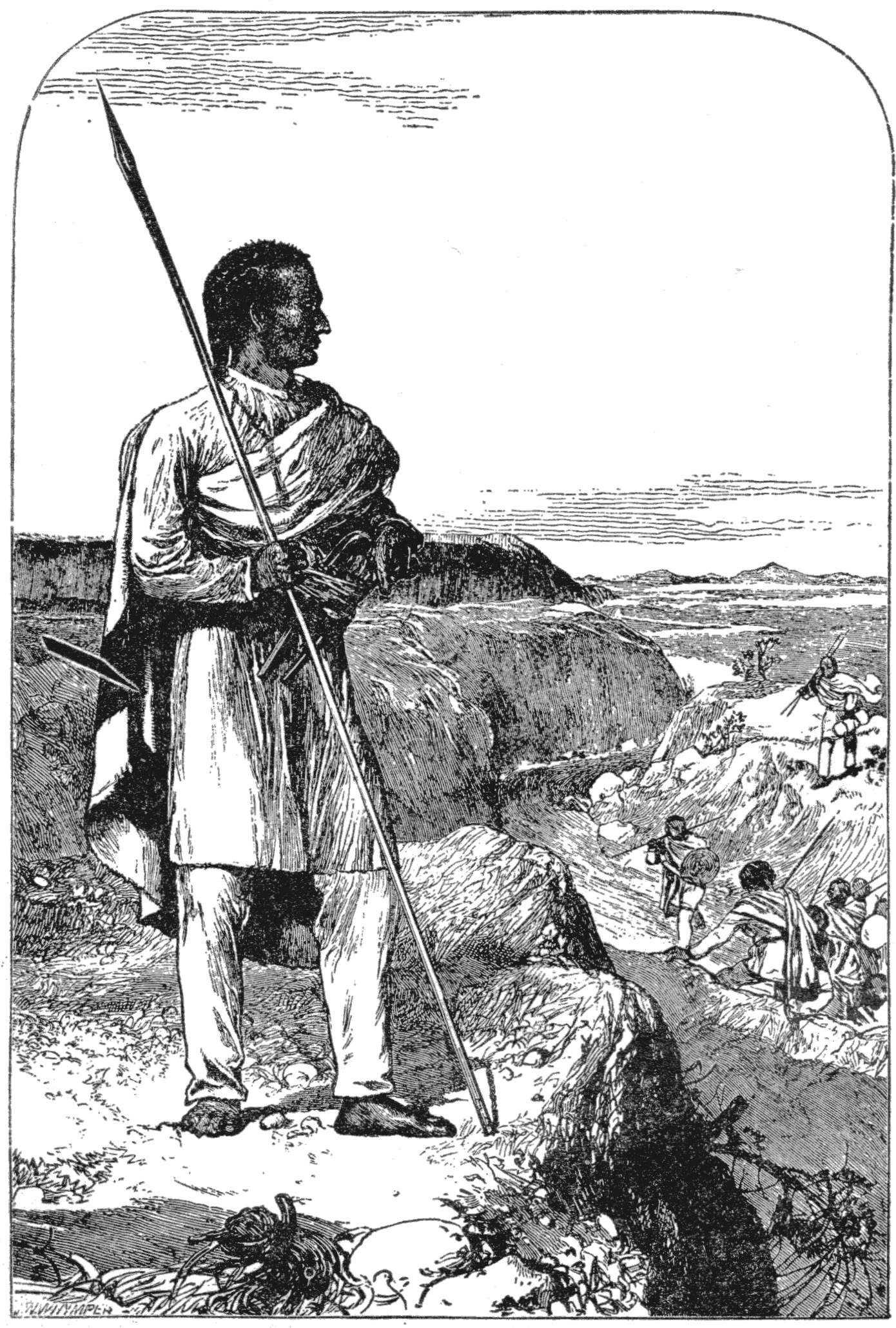
Le Negusse Negest Téwodros II supervisant la traversée du Nil

Sous les Negusse Negest Téwodros II (1855 - 1868), Yohannes IV (1872 - 1889), et Menelik II (1889 - 1913), l'Empire émerge de son isolement médiéval.
Téwodros II né sous le nom de Lij Kassa au Qwara, un petit district de l'Amhara occidentale, en 1818. Son père est un petit chef local, et l'un de ses oncles, Dejazmach Kinfu, est gouverneur des provinces du Dambya, Qwara et Chelga, entre le Lac Tana et la frontière au nord-ouest.
Kassa perd ses droits de succession à la mort de Kinfu, étant alors un jeune garçon. Après avoir reçu une éducation traditionnelle dans un monastère local, il prend la tête d'un groupe de pillards qui sillonnent le pays dans une existence digne de Robin des Bois. Le récit de ses exploits devient rapidement célèbre, et sa petite bande grandit rapidement en taille jusqu'à former une véritable armée.
Il est alors remarqué par le régent en place, le ras Ali Aloula, et sa mère la Nigiste Negest Menen Liben Amede (femme du Negusse Negest Yohannes III, marionnette du ras Ali Aloula). De façon à se rallier Kassa, le ras Ali Aloula et l'impératrice arrangent son mariage avec la fille d'Ali, et, à la mort de son oncle Kinfu, il est désigné chef du Qwara et de tout le Dambya sous le titre de dejazmach.
Il s'attache alors à conquérir le reste des divisions du pays, le Godjam, le Tigré et le Choa, qui restaient alors insoumises. Les relations avec sa belle-famille (père et grand-mère) se détériorent rapidement, dégénérant en conflit armé contre eux et leurs suivants. Kassa finit par remporter gain de cause.
Le 11 février 1855, Kassa dépose le dernier souverain gondarien, et est couronné Negusse Negest sous le nom de Téwodros II. Il s'élance alors à la conquête du Choa la tête d'une armée.

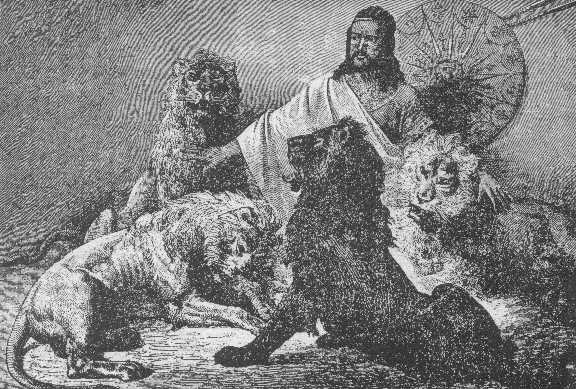
Le "Negusse Negest" Téwodros II entouré de ses lions

Au Choa, le roi Haile Melekot, descendant de Meridazmach Asfa Wossen, s'oppose à lui. Des rivalités de pouvoir commencent à émerger au Choa, et après une attaque désespérée et de faible envergure contre Téwodros à Debre Berhan, Haile Melekot décède de maladie (en novembre 1855), désignant dans ses derniers soupirs son fils alors âgé de 11 ans à sa succession, sous le nom de Sahle Maryam (le futur Negusse Negest Menelik II).
Darge, frère de Haile Melekot, et Ato Bezabih, un noble du Choa, prennent en charge le jeune prince. Mais après une lutte sévère contre Angeda, le Choa doit se résigner à capituler.
Menelik est confié au Negusse Negest, emmené au Gondar, et est élevé au service de Téwodros II, dans une détention confortable à la forteresse de Maqdala.
Par la suite, Téwodros s'attache à moderniser et centraliser la structure législative et administrative du royaume, contre l'avis et la résistance de ses gouverneurs. Menelik se marie à la fille de Téwodros, Alitash.
En 1865, Menelik s'échappe de Magdala, abandonnant sa femme, et arrive au Choa, où il est acclamé en tant que négus.
En 1868, se sentant offensé par le refus de la Reine Victoria de répondre à l'une de ses lettres l'invitant à lui fournir de l'aide pour moderniser le pays, Téwodros II fait emprisonner plusieurs résidents britanniques, dont le consul alors en place. L'empire anglais lance alors en 1868 une véritable expédition de 13 000 soldats (dont 4 000 Européens) sous les ordres de Sir Robert Napier, qui est alors envoyé de Bombay en Éthiopie.

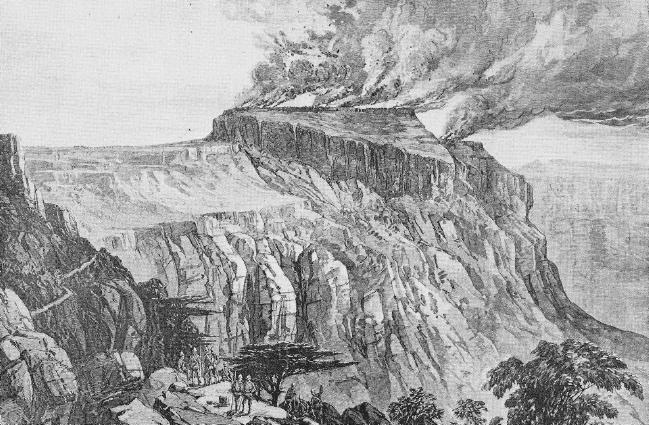
L'incendie de la forteresse de Magdala par les troupes de Napier (au premier plan), London Illustrated News, 1868

Au cours de la bataille finale du 10 avril 1868 à Arogué, une pluie diluvienne met hors d'état les fusils à mèche de l'armée éthiopienne comme le signale l'historien britannique McKelvie, tournant ainsi rapidement à l'avantage des Britanniques pourtant épuisés par les conditions de l'expédition jusqu'à la forteresse de Maqdala.
Les Éthiopiens sont vaincus, et Magdala tombe le 13 avril 1868. Lorsque le Negusse Negest apprend que la porte de Magdala est tombée, il préfère se donner la mort, se tirant en pleine bouche, que de se rendre. Sir Robert Napier fou de rage, ordonne de mettre le feu à Magdala et à la bibliothèque impériale.
La prise de Magdala fait alors l'objet d'un véritable pillage, au cours duquel des objets d'une valeur historique inestimable, en plus de la bibliothèque incendiée, ainsi que d'autres attributs du clergé, disparaissent. Certains de ces objets n'ont toujours pas, à ce jour, été rendus à l'Éthiopie, malgré les nombreuses réclamations.
À la mort de Téwodros II, de nombreux sujets du Choa, parmi lesquels le ras Darge, sont libérés, et le jeune Menelik commence à prendre de l'importance après ses victoires lors de quelques brèves campagnes contre les princes du Nord.
Son ambition est de courte durée, puisque le ras Kassa Mercha du Tigré accède au titre impérial en 1872, se proclamant Negusse Negest sous le nom de Yohannes IV. Menelik est alors contraint de reconnaître sa légitimité.

#### Règne de Yohannès IV (1872-1889)

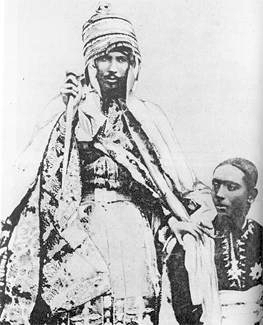
Le Negusse Negest Yohannès IV, et son fils le Ras Araya Selassie

Yohannes IV arrive au pouvoir dans un contexte de grande instabilité à la suite de la mort de Téwodros II. L'ensemble de son règne est marqué par sa volonté de défendre l'empire des multiples agressions extérieures, à une époque où les puissances coloniales s'emparent du reste du continent africain et menacent l'Empire éthiopien. L'ouverture du canal de Suez rendant le contrôle de la région d'une importance stratégique.
En 1872, le khédive d'Égypte installe comme gouverneur à Massaoua, un aventurier suisse nommé Werner Münzinger, occupe rapidement Asmara, Kérén et le nord de l'Éthiopie, qu'il proclame province de l'Égypte.
Durant l'année 1875, l'Égypte déclenche la guerre égypto-éthiopienne et lance trois campagnes d'envergure contre l'Empire éthiopien. En septembre, l'ex-colonel danois Ahrendrup accompagné de 4 000 soldats égyptiens lance une offensive au nord d'Adoua : l'opération est un carnage pour l'armée égyptienne. En octobre, Raouf Pacha s'attaque au Harar et s'y installe, il en est chassé en 1884 grâce aux Anglais remettant le pouvoir à l'émir Abdoullahi. En décembre, le suisse Münzinger et ses troupes sont défaits par les Afars dans le Haoussa.

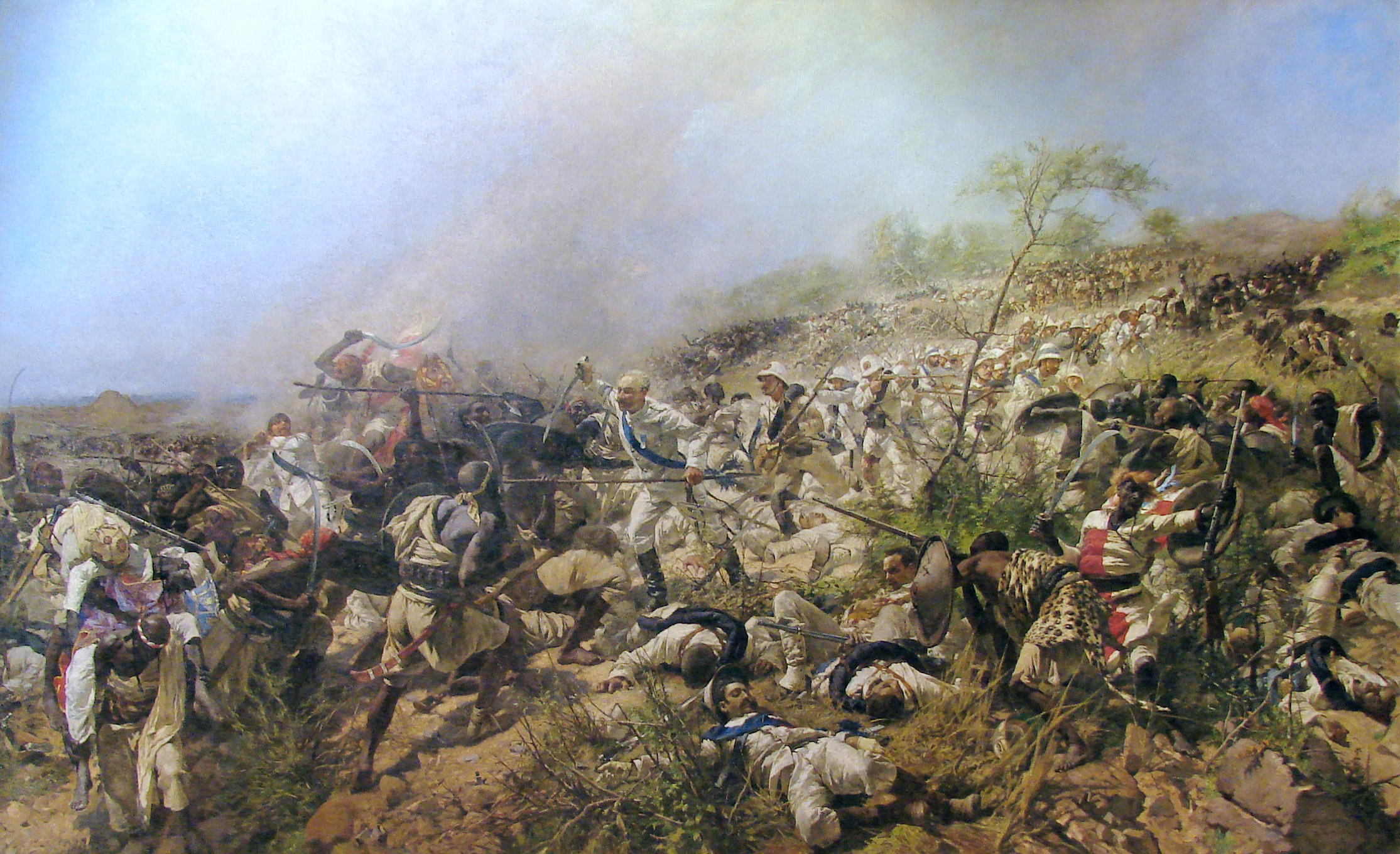
La bataille de Dogali, 26 janvier 1887, par Michele Cammarano

En mars 1876, a lieu « l'un des combats les plus importants pour la sauvegarde de l'indépendance éthiopienne » : du 7 au 9 mars 1876, les troupes éthiopiennes infligent deux défaites consécutives aux troupes égyptiennes qui comptent 16 000 hommes, près de Gura.
En 1878, cherchant à mettre fin aux ambitions de son rival le plus puissant, Menelik II, alors Négus du Choa, Yohannes IV se dirige vers le Choa. Le conflit armé est évité et le traité de Fitché est signé le 20 mars 1878, où Menelik II renonce au titre de "Negusse Negest".

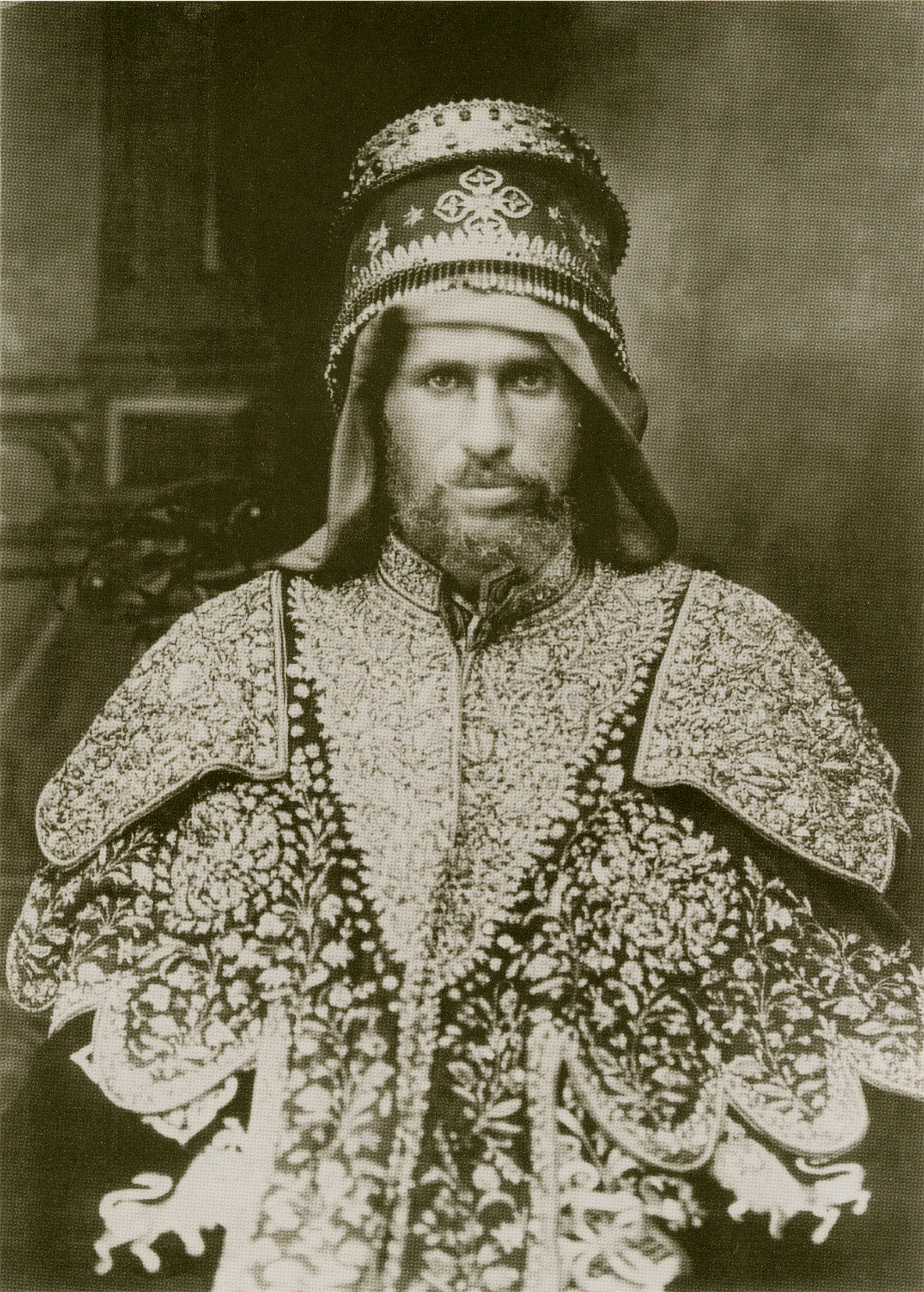
Tekle Haïmanot du Godjam

Sur les bords de la mer Rouge, le port d'Assab est acheté par une compagnie italienne à un sultan local, en 1870. Après avoir acquis de plus en plus de terres entre 1879 et 1880, l'ensemble finit par être acheté par le gouvernement italien en 1882. La même année, le comte Pietro Antonelli est envoyé au Choa de façon à améliorer les prospections de la colonie en concluant de traités avec Menelik, alors ras de la province et le sultan d'Awsa.
Le 5 février 1882, les Italiens débarquent à Massaoua, en Érythrée, et bloquent la côte. Les Britanniques occupent Zeïla et Berbera. La France s'installe à Djibouti et à Tadjourah. L'année suivante, l'Éthiopie conquiert l'Arsi et le Wellega.
En janvier 1887, le ras Alula Engeda, chef de l'Asmara, défait les Italiens à Dogali ; le ras Tekle Haymanot Tessemma remporte la bataille contre les derviches soudanais et incendie Matamma. Six mois plus tard, une armée soudanaise de 60 000 hommes enfonce les troupes de Tekle Haymanot Tessemma au Godjam et envahit Gondar qu'elle saccage et brûle en massacrant ses habitants. Menelik est victorieux à la bataille de Chelenqo le 6 janvier 1887. Ses forces remportent la victoire contre 11 000 soldats et s'emparent de quelques canons Krupp, annexent le Harrar et l'Iloubabor. Menelik y installe son cousin le ras Mekonnen Welde Mikaél.
En 1888, Le négus Yohannes IV lance une grande offensive contre les mahdistes. Les Éthiopiens remportent la bataille de Metemma contre une armée de 70 000 hommes le 9 mars 1889.
Frappé d'une balle au cours de la bataille, Yohannes IV meurt le lendemain de la victoire.
L'Éthiopie connait une famine particulièrement meurtrière entre 1889 et 1891, tuant environ un tiers de ses habitants.

#### Menelik II, bataille d'Adoua (1889)
- Bataille d'Adoua

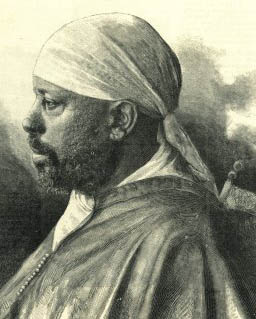
Le Negusse Negest Menelik II

À l'annonce de la mort de Yohannes IV, Menelik (1844-1913) se fait proclamer Negusse Negest d'Éthiopie, et reçoit la soumission des provinces du Begemder, du Godjam, des Oromos, et du Tigré.
Le 2 mai 1889, Menelik signe le traité de Wouchalé avec les Italiens, leur accordant une région du nord de l'Éthiopie, connue plus tard sous le nom d'Érythrée et une partie du Tigré, en échange de 30 000 fusils, munitions et canons. Le traité s'avère être un tournant décisif dans les relations entre Menelik et l'Italie. En effet, l'article XVII prête à contestation : selon la version amharique, l'Éthiopie peut recourir aux autorités italiennes si elle veut entrer en relation avec d'autres pays alors que dans la version italienne, le recours à l'Italie est obligatoire.
De plus s'appuyant sur la version italienne, l'Italie prétend établir un protectorat en Éthiopie. Les Italiens occupent alors la ville d'Adoua pour soutenir leurs prétentions et font savoir au Ras Mangacha, gouverneur de la province du Tigré et fils de Yohannes IV qu'ils ne se retireraient pas tant que Menelik II n'aurait pas accepté leur interprétation du traité de Wuchalé.
Menelik refuse de céder à la manipulation et dénonça le traité de Wuchalé le 12 février 1893.
L'Érythrée entre en guerre contre l'Italie en décembre 1894. Les Italiens attaquent le ras Mangacha et commencent à s'emparer d'une grande partie de la province du Tigré. Les Éthiopiens reprennent l'avantage, notamment à Amba Alagi, où le fiaourari Guébéyéhou Abba Gora fait remporter la victoire à son armée au prix de sa vie, et à Maqalé, après un siège de la ville occupée par les Italiens.
Le Premier ministre italien M. Crispi, s'en prenant au général, indique qu'il « voulait une victoire authentique, c'est-à-dire sans équivoque ! » ; les Italiens décident de passer à l'offensive à Adoua, le 1er mars 1896.

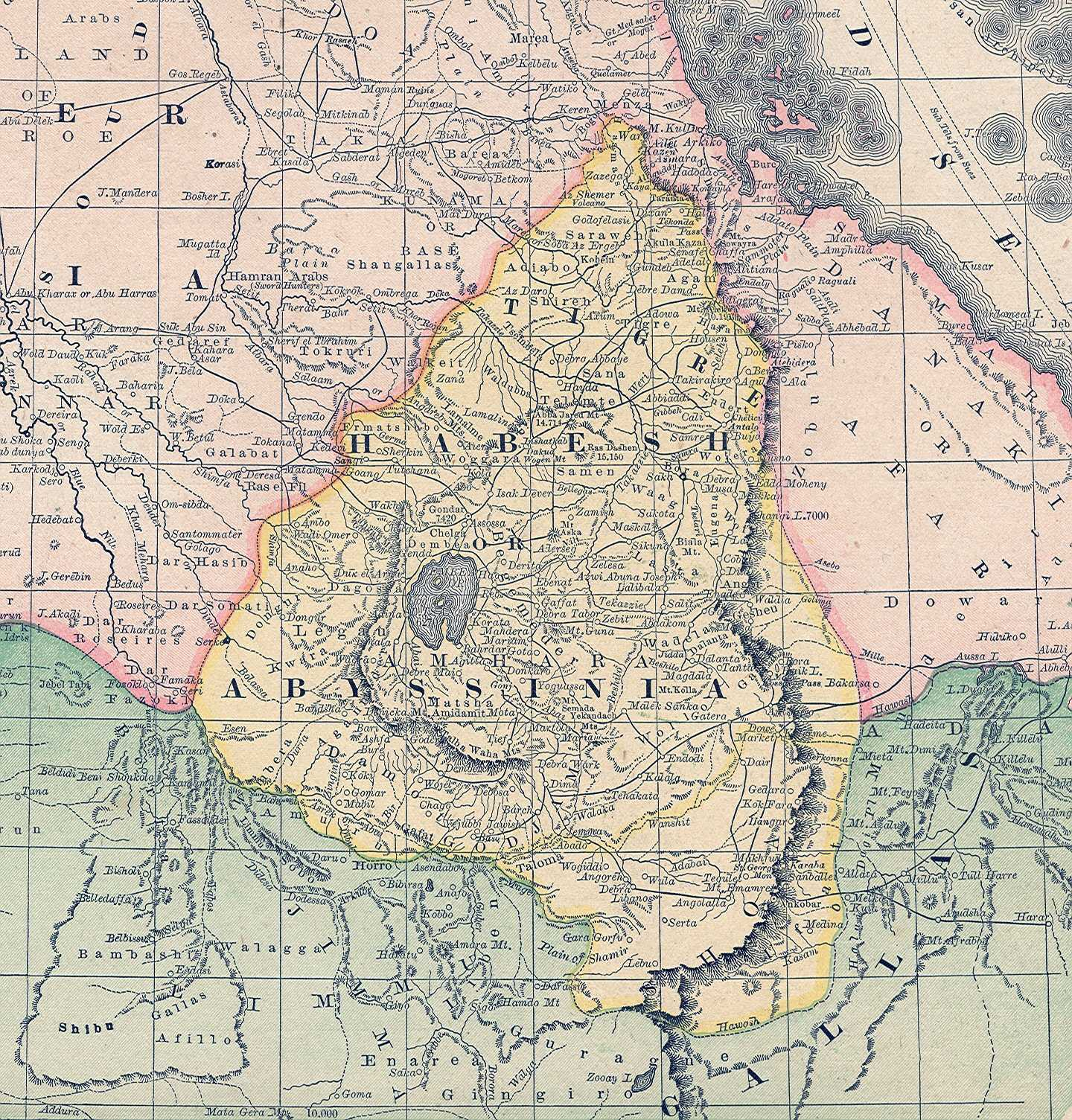
L'Éthiopie en 1891, quelques années avant la bataille d'Adoua.

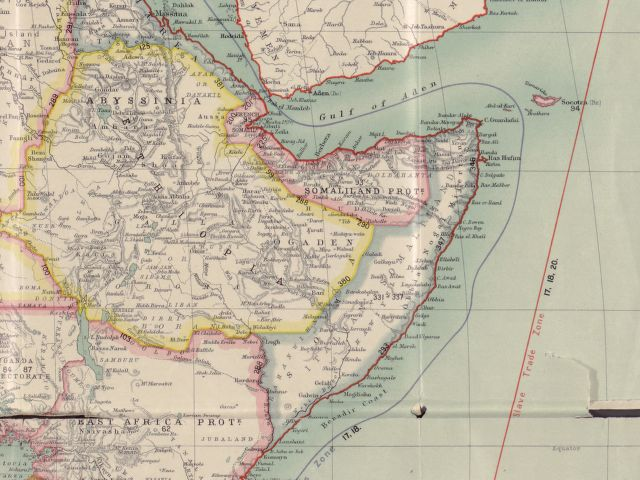
L'Éthiopie vers 1900, à la suite du traité d'Addis-Abeba après la victoire d'Adoua.

S'engage alors la bataille d'Adoua, considérée comme « l'un des évènements les plus importants de l'histoire de Afrique moderne », « une des quatre batailles majeures dont l'histoire de l'Éthiopie se souvienne ».
L'armée italienne compte « 18 000 hommes dont 4 000 auxiliaires recrutés sur les territoires occupés ».
Se dirigeant vers les cols de Rebi Arrienni et Kidané-Mehret où ils pensaient trouver l'armée éthiopienne, les Italiens sont pris par surprise par « 40 à 50 000 Éthiopiens (informés de leur déplacement) là où ils les attendaient le moins ». À l'erreur fondamentale de sous-estimer leur adversaire, les troupes italiennes ajoutent une mauvaise connaissance du terrain et des erreurs stratégiques qui leur seront fatales.
Carlo Conti Rossini indique que les pertes italiennes s'élèvent à « 289 officiers, 4 600 soldats blancs, un millier d'Érythréens(…) Immense sacrifice pour une armée qui ne comptait que 16 500 hommes »
Dès le lendemain, les répercussions sont immenses. La victoire d'Adoua a un sens déterminant aussi bien pour l'Éthiopie elle-même, en faisant, définitivement, l'un des seuls pays non colonisés d'Afrique. Cette victoire a un sens tout aussi important pour le reste du monde. À une époque où toute l'Afrique est aux mains du colonialisme européen, la bataille d'Adoua commence à sonner la fin d'une ère, et un évènement « prémonitoire » comme le dit l'historien Berhanou Abebe. « Pour les peuples qui combattront le colonialisme et les militants qui se battront pour la liberté en Afrique, dans les Caraïbes et dans le reste du Tiers monde, Adoua pose les bases du mouvement panafricaniste et des mouvements pour les droits civiques aux États-Unis » qui y puiseront inspiration.
Un traité de paix est conclu à Addis-Abeba le 26 octobre 1896, qui reconnaît l'indépendance absolue et sans réserves de l'Éthiopie. Indiquant que l'Éthiopie pouvait étendre ses frontières au sud et à l'est, doublant la superficie de l'Empire. L'Italie de son côté est confortée sur ses possessions érythréennes qui mènera à l'un des problèmes majeurs pour l'Éthiopie.
Les années qui suivent la victoire d'Adoua sont caractérisées par une relative paix de l'Empire. Du point de vue intérieur, Menelik II accorde à la même époque, une première concession à une compagnie ferroviaire française à partir des côtes djiboutiennes, en 1894. La ligne s'étend jusqu'à Dire Dawa, à la fin de l'année 1902. Ce choix fera d'Addis Abeba et de Djibouti un axe central dans l'économie éthiopienne.
La défaite d'Adoua ne met pas entièrement fin aux ambitions des puissances coloniales qui à défaut d'occupation du pays optent pour un choix de pénétration économique. Le 13 décembre 1906 est signé à Londres un accord entre la France, l'Angleterre et l'Italie qui, tout en reconnaissant l'indépendance de l'Éthiopie dans ses premiers articles, traduit de l'autre côté cette nouvelle orientation politique de l'Europe : en cas d'évènements intérieurs à l'Éthiopie, les puissances coloniales s'attribuent elles-mêmes des « sphères d'influences ». Sir John Harrington, représentant anglais en Éthiopie, fait « campagne pour remettre la construction de la voie ferrée entre les mains d'une compagnie internationale », par ailleurs si « le chemin de fer restera français, les intérêts étrangers sont officiellement reconnus dans son administration qui se doit de comprendre un Anglais, un Italien et un représentant de Menelik ». Pour De Marinis, député italien, il s'agit d'enfermer l'Éthiopie dans « un cercle de fer » au moyen d'une « politique pacifique de conquête ».
Ménélik est frappé de deux crises d'apoplexie en 1908 et n'est plus en mesure d'assurer le pouvoir.

### Éthiopie au début duXXesiècle

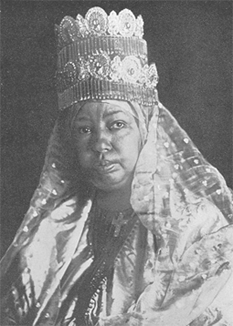
Taytu Betul (1851-1918)
Lidj Iyassou (1897-1935)

#### Iyasou V et la succession de Menelik (1913-1916)

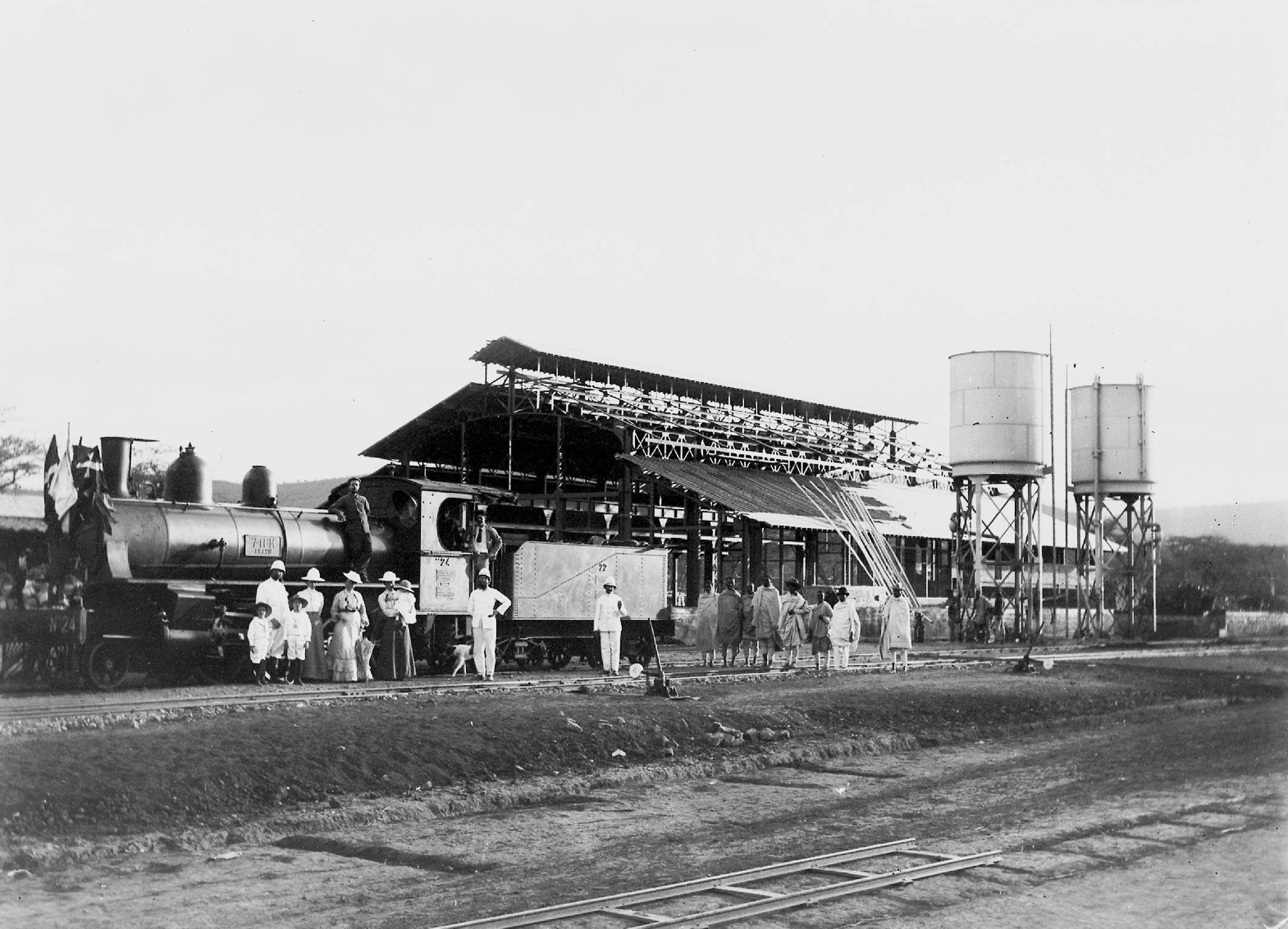
Chemin de fer djibouto-éthiopien - Gare de Dire Dawa en Éthiopie, 1906

Entre-temps, conscient de la crise de succession qui se prépare, Menelik II a désigné son petit-fils ledj Iyassou (1897-1935) à sa succession, en 1907 ; Itege Taytu Betul tente, en vain, de s'arroger le pouvoir, dans un contexte d'affaiblissement d'un Negusse Negest devenu malade. Le conseil des ministres met fin à l'incertitude en 1909 en écartant Taytu et Iyassou est porté au pouvoir à la mort de Menelik II en décembre 1913, sans être jamais couronné.
À peine a-t-il accédé au trône que le jeune prince agace rapidement la noblesse éthiopienne, attachée à sa culture chrétienne ; plus encore, son rapprochement avec la Turquie ottomane inquiète Anglais et Français en ce début de Première Guerre mondiale.
En 1915, Iyassou offre un drapeau éthiopien orné d'inscriptions musulmanes, symbolisant le serment qu'il fait aux Éthiopiens musulmans d'amener l'égalité religieuse au sein de l'Empire. Plus généralement Iyasou cherche à donner aux musulmans un droit de complète égalité religieuse. Il rompt aussi la tradition en attribuant des responsabilités à de jeunes intellectuels non issus du rang des notables. Ses ambitions, ainsi que son goût pour « le vin, la musique et les femmes » déplaisent aux notables de l'Empire éthiopien. Par ailleurs, les pays de l'Entente (France, Royaume-Uni, Italie), inquiets du positionnement du jeune souverain (notamment son opposition à l'accord tripartite et sa politique anticolonialiste en soutien aux Somalis et Afars) exercent des pressions sur le conseil des ministres.
Ainsi, le 27 septembre 1916, l'évêque d'Éthiopie, l'abuna Mattéwos, cède à la demande des notables conservateurs et autorise la noblesse à rompre le testament de Menelik II : Iyassou est écarté du pouvoir et toute personne le soutenant, menacée d'excommunication.
Une guerre civile s'ensuivit lors de laquelle, avec l'appui français notamment, les partisans du coup d'État repoussent les attaques de Ras Mikael, père d'Iyassou, fait prisonnier peu après. Iyassou, en fuite dans le nord-est du pays, est capturé en 1921 seulement.
À la suite du coup d'État, Zewditou, fille de Menelik II, est proclamée Nigiste Negest, et Ras Tafari Makonnen comme héritier du trône. En cette période d'occupation coloniale du reste du continent, Zewditou est ainsi la première femme chef d'État d'un pays indépendant.

#### Impératrice Zewditou (1917-1930)

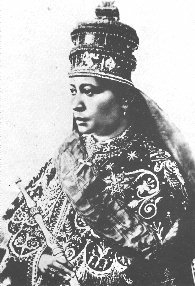
L'impératrice Zewditou

Zewditou (1876-1930) est couronnée Negiste Negest, le 11 février 1917. Au fur et à mesure de son règne, des différences de plus en plus grandes finissent par apparaître avec son héritier désigné, Tafari Mekonnen.
Tafari cherche à « moderniser » le pays croyant en la nécessité de s'ouvrir vers les Alliés pour pouvoir faire survivre le pays. Il est soutenu dans cette voie par les jeunes de la noblesse. Un collège moderne, Tafari Makonnen, une imprimerie et un hebdomadaire diffusant la voie du pouvoir sont créés à cette époque.
Zewditou a, elle, une vision plus conservatrice. Veillant à la mémoire de son père, Menelik II, et croyant en la nécessité de préserver avant tout la tradition éthiopienne, elle reçoit un très fort soutien de l'Église orthodoxe éthiopienne.
Zewditou s'occupe ainsi principalement des activités religieuses, en faisant construire de nombreuses églises, et se détourne peu à peu des activités purement politiques, en laissant un pouvoir accru à Tafari sur ces sujets.
L'Éthiopie entre ainsi, sous l'impulsion de Tafari Makonnen, à la Société des Nations le 28 décembre 1923. Tafari s'emploie à consolider les relations internationales afin de préserver l'indépendance du pays. Pour les conservateurs, il s'agit d'une aliénation de l'Empire.
Plusieurs tentatives, venant notamment de ces conservateurs, ont lieu pour écarter Tafari du pouvoir, mais finissent par échouer : coup d'État éthiopien de 1928.
En 1930, Gougsa Wellé, époux de Zewditou, mène une rébellion dans le Bégemeder, espérant mettre fin à la régence, particulièrement dans la province de Qwara. Il est battu et trouve la mort au combat à la bataille d'Anchem le 31 mars 1930.
Deux jours plus tard, le 2 avril, Zewditou s'éteint. Selon la croyance populaire, Zewditou est morte du choc et du chagrin de la mort de son époux, pour d'autres, elle était alors agonisante et il est peu probable qu'elle ait été informée du sort de son époux, pour d'autres enfin elle fut alors empoisonnée par son médecin grec. Les spéculations sur la cause de sa mort continuent encore de nos jours.

### Haïlé Sélassié Ier (1930-1974)

#### Première phase du règne (1930-1935)

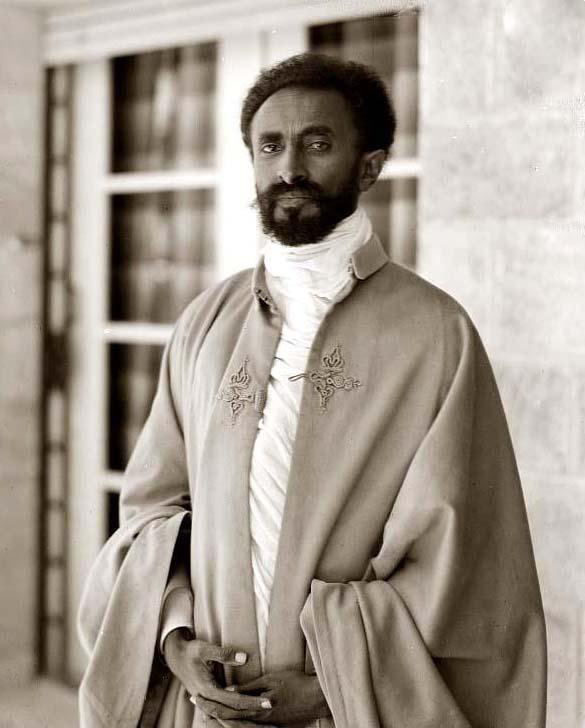
Le Negusse Negest Haïlé Sélassié Ier (1930)

Tafari Makonnen (1892-1975) est couronné Negusse Negest sous le nom de Haïlé Sélassié Ier (Force de la Trinité) le 2 novembre 1930. Le couronnement a lieu à la cathédrale Saint-Georges d'Abbis-Abeba, en présence de représentants officiels venus du monde entier, ce qui lui donne très rapidement une envergure internationale.
La première Constitution est introduite le 16 juillet 1931 ; elle met en place un système parlementaire à deux chambres. Le Negusse Negest et les notables gardent un contrôle total sur le Parlement dont ils désignent les députés, néanmoins une transition vers des principes démocratiques est envisagée « jusqu'à ce que le peuple soit à même de les élire lui-même » (art. 32). La succession au trône y est limitée à la succession d'Haïlé Sélassié Ier, ce qui marque un point de controverse avec les autres dynasties princières, notamment les princes du Tigré et le cousin du Negusse Negest, lui-même, le ras Kassa Haile Darge.
Le 12 octobre 1931, une nouvelle banque nationale est créée, remplaçant la Bank of Abyssinia créée en 1906 par Menelik II, et provoque une crise économique. Profitant de la contestation, les dignitaires du régime montent un complot autour du ras Haïlu, fils de Tekle Haïmanot du Godjam, afin de faire évader Iyasou V et le faire remonter sur le trône. Le plan échoue et Iyasou V (1897-1935) est capturé. Conscient de la contestation qui l'entoure, Haïlé Sélassié Ier procède à des purges au sein de tous les dirigeants régionaux au profit de personnes de confiance, menant de fait à une véritable centralisation de l'Empire.
Durant les années qui suivent, une véritable modernisation de l'Empire éthiopien suit son cours, avec apparition de l'aviation (premiers pilotes éthiopiens et un atelier de montage), développement du réseau routier, mise en circulation du papier-monnaie en 1933, création de nombreuses écoles en province, du cinéma.

#### Guerre italo-éthiopienne (1935-1941)

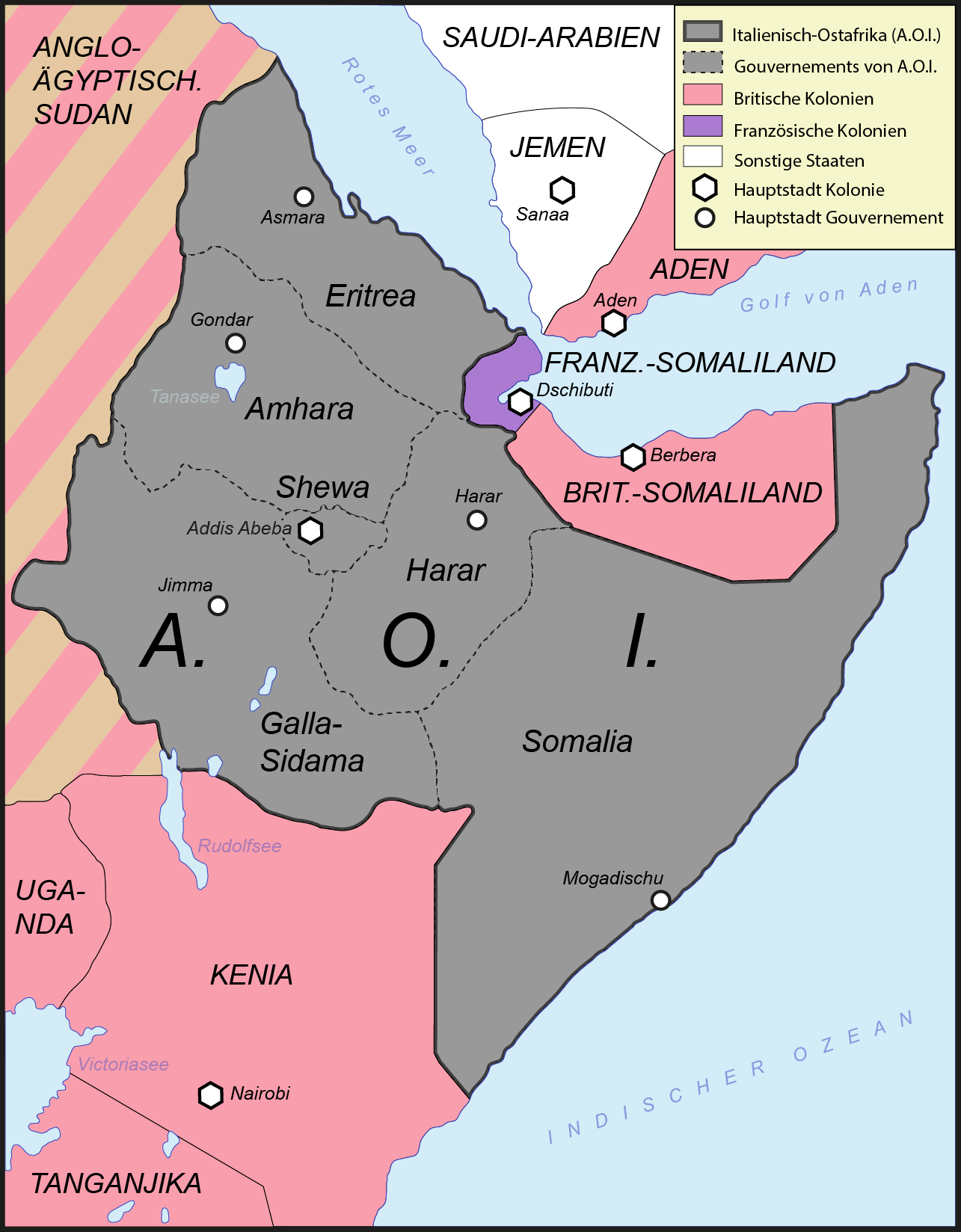
Afrique orientale italienne (1936-1947)

##### Origine et déclenchement du conflit
Les visées de l'Italie sur l'Éthiopie répondent à plusieurs besoins : d'une part développer le faible empire colonial dont l'Italie dispose alors (Libye, l'Érythrée et la Somalie) qui provoque un retard économique lié au manque de matières premières, mais aussi venger l'humiliation subie à Adoua que l'Italie garde en mémoire. La présence de l'Éthiopie à la Société des Nations, (Mussolini la juge « indigne de figurer parmi les peuples civilisés »), est considérée comme un affront à sa politique raciale et fasciste.
La succession d'évènements qui mène à l'invasion fasciste est déclenchée par l'incident de Walwal. Ce prétexte est qualifié par Hailé Sélassié Ier, en 1936, dans son discours d'« Appel à la Société des Nations » de « provocation évidente » : en novembre 1934, des patrouilles frontières éthiopiennes escortant une commission frontalière anglo-éthiopienne protestent contre l'incursion italienne créée par la construction d'un poste italien en rupture avec le traité éthio-italien de 1928. Début décembre, un conflit éclate où 150 Éthiopiens et 50 Italiens trouvent la mort. L'incident conduit au déclenchement d'une crise à la Société des Nations.
L'Angleterre et la France, soucieux de conserver l'Italie comme allié contre l'Allemagne, décident de ne prendre aucune mesure pour décourager le développement militaire italien. L'Italie commence ainsi à accumuler ses troupes aux frontières éthiopiennes, en Érythrée et dans le Somaliland italien, et consolide contractuellement le soutien des grandes puissances.
Le 16 janvier, Mussolini prend la direction du ministère des colonies.
Le 17 mars, l'Éthiopie présente un nouveau recours, faisant appel à l'article XV de l'organisation.
Le 2 octobre, Mussolini annonce la déclaration de guerre à l'Éthiopie. En attaquant ce pays, membre de la Société des Nations, Mussolini viole l'article XVI de l'organisation.
Alors que le Pape Pie XI tient des propos ambigus au cours des années de l'invasion de l'Éthiopie par les troupes fascistes, ses prêtres se montrent beaucoup moins équivoques en soutenant ouvertement les forces italiennes. Le fascisme clérical se développe alors en Italie.
Le 18 novembre, l'Italie est frappée par les sanctions économiques de la Société des Nations, en riposte l'Italie met en œuvre des programmes économiques autarciques. Les sanctions se montrent en fait inefficaces, puisque de nombreux pays les ayant votées officiellement maintiennent de bons rapports avec l'Italie en l'approvisionnant en matières premières. L'Allemagne nazie est un de ceux-ci.
Le déclenchement de l'invasion de l'Éthiopie marque ainsi deux tournants sur le plan international : elle est le point de départ du rapprochement entre Mussolini et Hitler, et elle décrédibilise la Société des Nations en marquant, selon les mots de Stanley Baldwin, Premier ministre du Royaume-Uni, à la Chambre des communes du Royaume-Uni 23 juin 1936, son « échec total » à la « sécurité collective ».

##### Invasion de l'Éthiopie par l'Italie (1935-1936)
Devant le conflit devenant imminent, Hailé Sélassié Ier décrète une mobilisation générale. Son armée est composée d'environ 500 000 hommes, dont beaucoup ne sont souvent armés que de lances et de boucliers. Seuls quelques soldats disposent encore d'armes modernes, dont certains fusils usagés datant d'avant 1900. Un embargo sur les armes, imposé en 1918 par les trois puissances coloniales limitrophes (France, Angleterre et Italie), avait en effet fortement limité depuis près de 20 ans l'armement de l'empire. Soucieux de s'assurer la victoire, Benito Mussolini triple les moyens en hommes : en mai 1936, presque un demi-million d'hommes est engagé sur le théâtre des opérations dont 87 000 askari, 492 chenillettes L3/35, 18 932 véhicules et 350 avions. Dans l'arsenal à disposition des Italiens, il y a aussi des armes chimiques et bactériologiques interdites par la convention de Genève : 60 000 grenades à l'arsine pour l'artillerie, 1 000 tonnes de bombes à ypérite pour l'aéronautique et 270 tonnes de produits chimiques agressifs pour l'emploi tactique.
Le 2 octobre 1935, l'offensive est déclenchée.
Dès le début des opérations, le 3 octobre, Mussolini prend la direction des opérations et envoie presque quotidiennement des ordres radiotélégraphiés à ses généraux présents sur le champ de bataille. Parmi ses ordres, ceux relatifs à l'emploi des armes chimiques,.
Le 6 octobre, Adoua, ville symbole de l'humiliation italienne, tombe.
Le 9 janvier, Mussolini autorise la guerre totale avec ces paroles :

« J'autorise Votre Excellence à employer tous les moyens de guerre, je dis tous, qu'ils soient aériens comme de terre. Décision maximum. »

— Télégramme secret de Mussolini à Pietro Badoglio
Les bombardements chimiques d'artillerie et par avions se poursuivent aussi bien sur le front Nord (jusqu'au 29 mars 1936) que sur le front Sud (jusqu'au 27 avril), employant un total de 350 tonnes d'armes chimiques. Dans ce contexte, fin janvier, malgré l'emploi massif d'armes chimiques, les armées italiennes du front Nord sont en graves difficultés (harcelées par les troupes du ras Kassa, Badoglio est sur le point d'ordonner l'évacuation de Mékélé). La conduite d'une vraie politique d'extermination envers les Éthiopiens ne se limite pas à l'emploi des armes chimiques mais est conduite avec d'autres moyens, comme l'ordre de ne pas respecter les marquages de la Croix rouge ennemie ce qui conduit à la destruction d'au moins 17 hôpitaux (dont un suédois) et installations médicales éthiopiennes ou par l'emploi de troupes askari (libyens de religion musulmane) contre les armées et la population chrétienne d'Éthiopie. Les membres de la Croix Rouge auprès des troupes éthiopiennes rapportent y être délibérément visés par les troupes musoliniennes
De l'autre côté, les troupes du négus, moins nombreuses et moins bien armées, résistèrent parfois héroïquement, comme à May Chaw ou Amba Alagi.
Le 5 mai 1936, après sept mois de conflit, Addis Abeba tombe ; le 9 mai, la victoire est proclamée par Mussolini.
Haïlé Selassié, après une décision majoritaire du Conseil impérial, prend le chemin de l'exil vers l'Angleterre afin de sauvegarder le gouvernement national.
Il lance à Genève un appel à la Société des Nations le 27 juin 1936 devant ses pays membres. Dans son discours, Hailé Sélassié Ier dénonce les agissements de l'occupant comme des actes « barbares », et met en garde la communauté internationale contre les conséquences à venir de leurs positions, déclarant notamment :

« J'ai décidé de venir en personne, témoin du crime commis à l'encontre de mon peuple, afin de donner à l'Europe un avertissement face au destin qui l'attend, si elle s'incline aujourd'hui devant les actes accomplis »

— Hailé Sélassié, « Appel à la Société des Nations », 27 juin 1936 

« Je déclare à la face du monde entier que le Negusse Negest, le gouvernement, et le peuple d'Éthiopie ne s'inclineront pas devant la force, qu'ils maintiennent leur revendication d'utiliser tous les moyens en leur pouvoir afin d'assurer le triomphe de leurs droits et le respect de l'alliance »

— Hailé Sélassié, « Appel à la Société des Nations », 27 juin 1936
Malgré les mises en garde du Negusse Negest devant le danger fasciste que laisse apparaître cette guerre, la Société des Nations se contente de décréter des sanctions économiques jamais entrées en application.

##### Occupation italienne, résistance éthiopienne (1936-1941)
- Empire italien d'Éthiopie, Résistance éthiopienne

La période d'occupation italienne est marquée par la violence de l'occupant et par l'échec de la politique de colonisation. Le développement des mouvements de résistance éthiopiens, ainsi que la violence elle-même qui nourrit en retour la résistance, sont autant d'éléments participant de cet échec
Le 9 mai 1936, Benito Mussolini proclame néanmoins l'Empire italien et le roi d'Italie Victor-Emmanuel III, nouvel Empereur d'Éthiopie, cette proclamation est, selon les mots de John H. Spence, une « façade vaniteuse » qui tente de masquer la véritable situation puisque, selon Paul B. Henze, « aucune région d'Éthiopie ne fut entièrement sous le contrôle italien ».

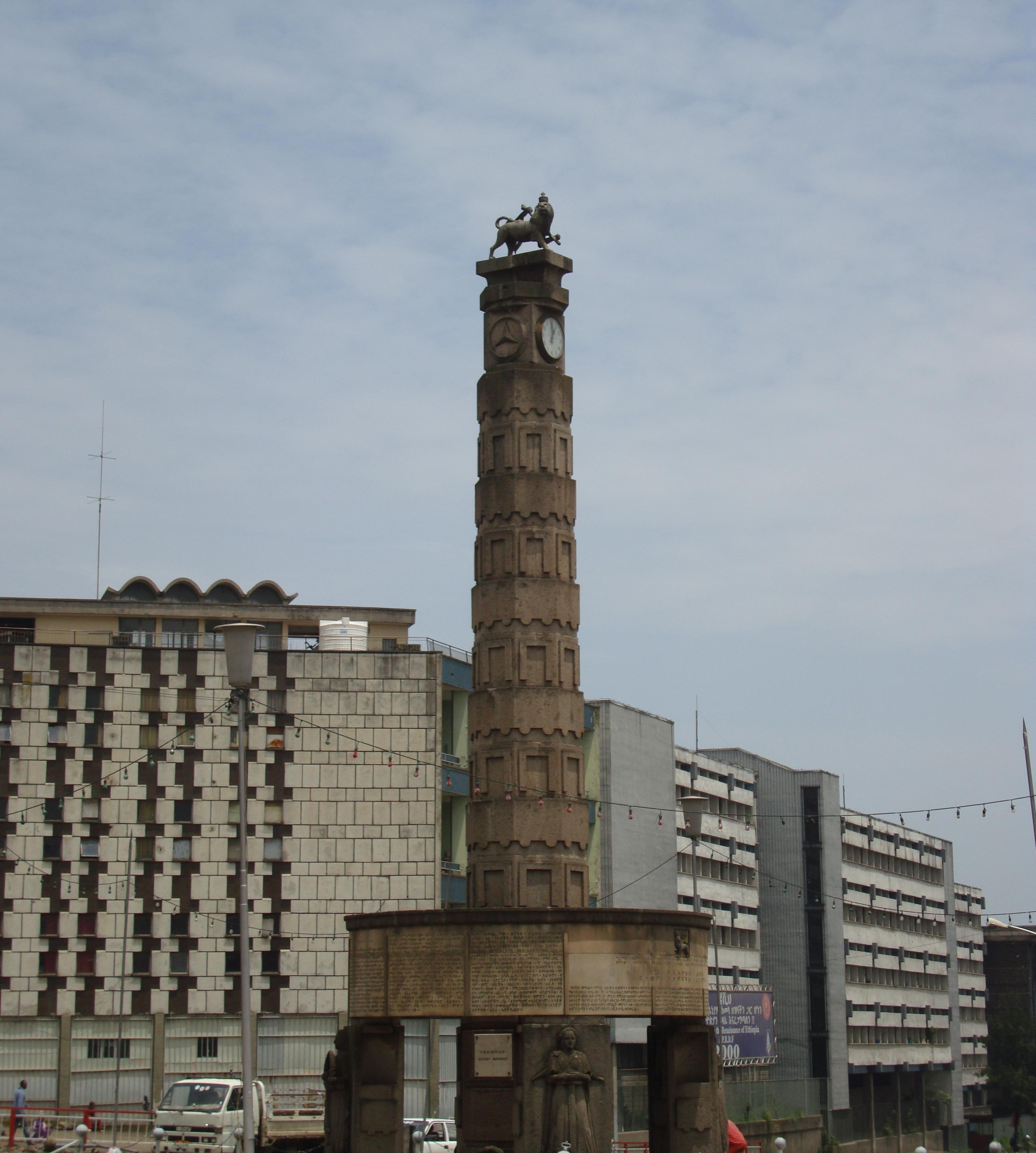
Miyazya 27, monument dédié à la résistance éthiopienne pendant l'occupation, Arat Kilo, Addis-Abeba, Éthiopie

La violence avec laquelle est menée l'occupation culmine dans plusieurs épisodes tragiques qui symbolisent encore aujourd'hui cette période en faisant chacun l'objet d'un monument commémoratif présent de nos jours à Addis-Abeba.
- Le massacre de Graziani tout d'abord, où à la suite de la tentative d'assassinat du leader de l'occupation par deux jeunes Érythréens, les fascistes procèdent au massacre de civils dans la capitale où près de 30,000 personnes trouve la mort en à peine trois jours[114]. Après cet incident, Graziani est remplacé par Amédée II de Savoie-Aoste le 21 décembre 1937.
- Le massacre de Debre-Libanos, le 20 mai 1937, où plus de 300 prêtres sont fusillés en quelques jours.
- Enfin la mort de l'Aboune Pétros, devenu martyr de la résistance éthiopienne.

Tout au long de cette période, la violence est aggravée lorsqu'il s'agit de lutter contre les mouvements de résistance. Un télégramme de Mussolini daté du 5 juin, ordonne notamment de « fusiller tous les résistants fait prisonnier ». Le gaz moutarde continue d'être employé et les exécutions sommaires de prisonniers se multiplient.
Un mouvement de résistance prend forme dès 1936 et lance durant la saison humide plusieurs offensives et reprendre la capitale, Addis-Abeba : le 28 juillet, un des jeunes chefs du Choa Dejazmach Abarra Kasa, lance l'assaut du nord-ouest, mais est repoussé par l'artillerie aérienne ; le 26 août, Dejazmach Balcha Safo, lance un assaut du sud-ouest, repoussé de la même manière. Après la saison des pluies, les Italiens reprennent l'offensive et continuant de mener des campagnes de bombardement et de gazage de villages, dans le Choa, le Lasta, Charchar, Yergalam, entre autres.
Les offensives reprennent durant la saison des pluies de l'été 1937, dans le Lasta dirigé par Dejazmach Haïlu Kabada, et dans le Godjam dirigé par Dejazmach Mangasha et Belay Zalaka. Tout comme lors de l'invasion du pays, Mussolini ordonne à nouveau à Graziani d'« utiliser tous les moyens possibles, y compris les armes chimiques », cette fois-ci pour écraser la résistance. Graziani se révèle malgré tout incapable de mettre fin à l'insurrection dans le Choa, et ouvre des négociations de paix avec le leader, le ras Ababa Aragay.
Les forces italiennes repartent à l'offensive après les pluies.
Les principaux mouvements de résistance se condensent dans le Choa, le Bégemeder et le Godjam. Peu de temps après sa prise de fonction, le général Ugo Cavallero, admet que de « large parties » du Choa et de l'Amhara sont entrées en rébellion, et que des « poches de résistances persistent dans le sud-ouest, en ayant « le soutien complet » de la population qui était prête à les joindre.

Le chef fasciste Arcanovaldo Bonacorsi reconnaît dès 1939 que l'empire se trouve partout dans « un état de rébellion latent », qui peut avoir : 

« son dénouement tragique lorsque la guerre éclatera avec nos ennemis. Si un détachement anglais ou français était amené à entrer en un point, il n'aurait besoin que de peu ou d'aucune troupe puisqu'il trouverait alors un vaste nombre d'Abyssins prêts à les rejoindre et à faire battre en retraite nos forces. »

— Arcanovaldo Bonacorsi, mai 1939
En 1939, année du déclenchement de la Seconde Guerre mondiale, la situation d'impasse dans laquelle se trouve l'Italie ne fait que s'accentuer. D'un côté les Italiens échouent à mettre fin à la résistance, de l'autre les Éthiopiens sont eux aussi incapables de pénétrer les lignes ennemies.

##### Campagne d'Afrique de l'Est et la libération (1941)

Avancée des troupes britanniques lors de la campagne de libération de l'Érythrée en 1941, et du début de la libération de l'Éthiopie

La campagne qui mène à la libération de l'Éthiopie s'inscrit dans le cadre plus général de la campagne de libération de l'Afrique de l'Est qui débute le 13 juin 1940. À la fin octobre 1940, Anthony Eden, secrétaire aux Affaires étrangères de Grande-Bretagne, réunit à Khartoum le Negusse Negest Haile Sélassié, le général sud-africain Jan Smuts, Wavell, Platt ainsi que le lieutenant-général Cunningham. Ils adoptèrent le plan général d'attaque, qui faisait également appel aux troupes irrégulières éthiopiennes.
Après la libération de l'Érythrée, la 5e division indienne poursuit son offensive vers le sud en Éthiopie, tandis que des troupes venues du Kenya s'emparent d'Addis-Abeba le 6 avril. Le duc d'Aoste se rend en mai à Amba Alagi, mais des troupes italiennes sous le commandement des généraux Nasi et Gazzera poursuivent la lutte, respectivement au nord-ouest et sud-ouest de l'Éthiopie. Le dernier affrontement d'importance se produit à Gondar et débouche sur la reddition du général Nasi le 27 novembre. Quelques troupes italiennes mènent une guerre de guérilla dans les déserts érythréens et les forêts éthiopiennes jusqu'à la reddition de Rome aux Alliés en septembre 1943,.
L'Éthiopie est libérée le 5 mai 1941, date célébrée depuis comme le Jour de la Victoire, le Negusse Negest Hailé Sélassié revient à Addis-Abeba avec le soutien des Britanniques. À la suite de la signature du traité de Paris de 1947, l'Italie doit verser 25 millions de dollars de réparation. Les estimations éthiopiennes sont dans les faits 12 fois supérieures
On dénombre finalement sur cette période :
- 300 000 personnes mortes de privations à la suite de la destruction de leurs villages ;
- 275 000 morts au combat ;
- 78 500 patriotes tués pendant l'occupation ;
- 35 000 personnes mortes dans des camps de concentration ;
- 30 000 civils tués lors du massacre de Graziani en février 1937 ;
- 24 000 patriotes exécutés par des juridictions sommaires ;
- 17 800 femmes et enfants tués par les bombardements.

Au total, ces cinq années auront causé la mort de 760 300 personnes

#### Addis Zemen (1941-1974)

##### Réorganisation intérieure de l'empire
Les premières années de reconstruction voient se succéder de nombreuses réformes conduisant à de nettes améliorations sociales et économiques dans le pays.
Du point de vue législatif, un journal officiel, la Negarit Gazeta est créé le 30 mars 1942. Une loi sur l'abolition de l'esclavage parait le 27 août 1942. Le parlement rouvre le 2 novembre 1942. Le 30 novembre une loi donne la mainmise du gouvernement sur les revenus de l'Église.
On observe également durant ces années de très nettes améliorations de la santé publique (augmentation du nombre d'hôpitaux, progrès de la médecine), du système éducatif (on compte 36 fois plus d'écoles modernes en 1955 qu'en 1930), des infrastructures (construction de routes, télécommunications).
Le Collège Universitaire d'Addis-Abeba ouvre le 27 janvier 1951.
Une nouvelle monnaie, le birr éthiopien est créée en 1945 et remplace le Thaler de Marie-Thérèse. Les exportations passent de 37 millions de birr en 1946 à 169 millions en 1954, essentiellement dues à la production de café multipliée par 10. Le budget passe de 1 million de dollars avant-guerre à 100 millions en 1955 ; la circulation monétaire de 80 millions en 1946 à 220 millions en 1954.
En 1955, date du jubilé du couronnement de Haïlé Sélassié Ier, une révision de la Constitution de 1931 est adoptée. Les députés sont élus au suffrage universel, mais les partis politiques restent interdits. Dans les faits, cette révision consolide le caractère absolutiste du pouvoir.

##### Relations internationales

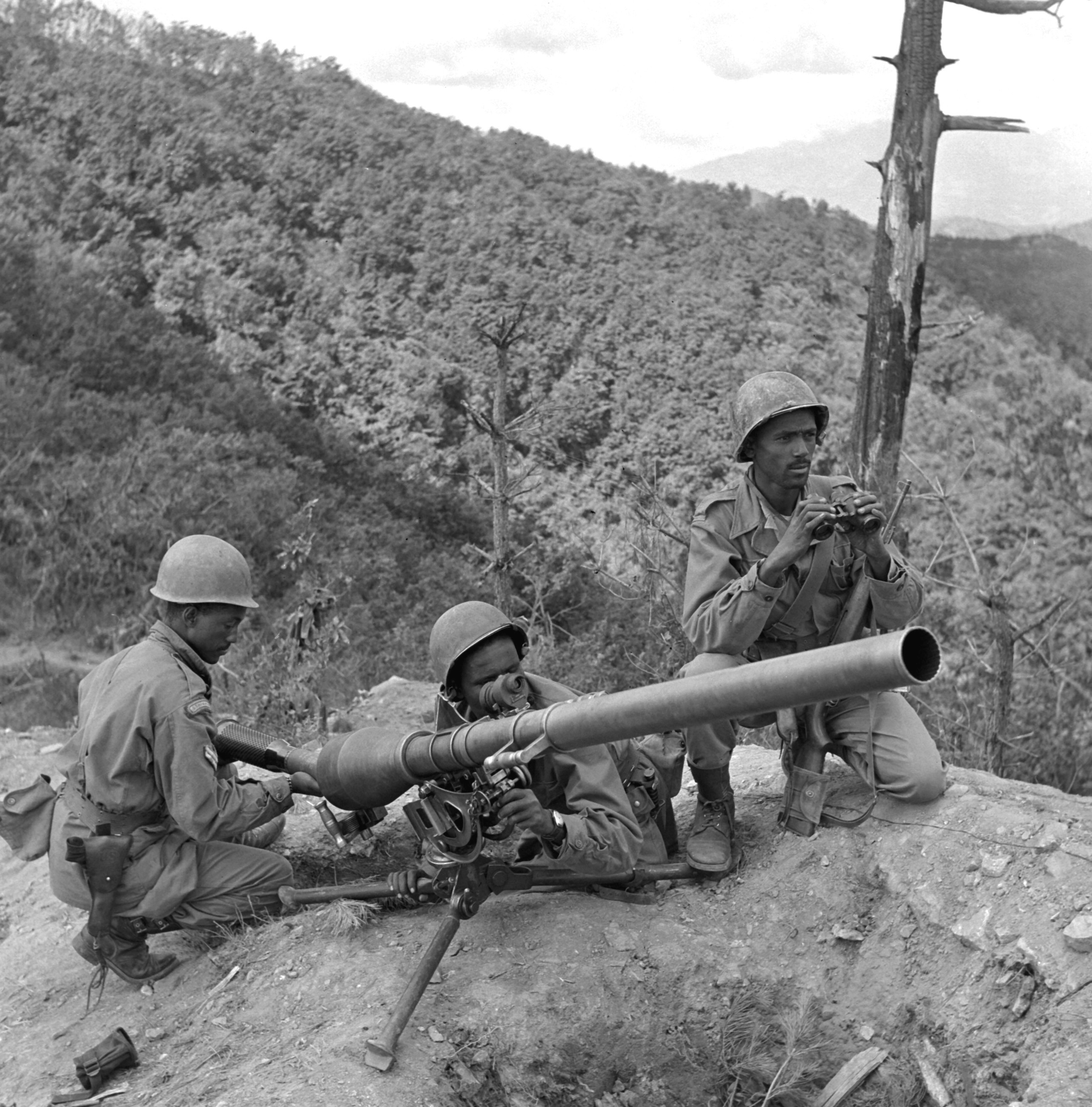
Artilleurs éthiopiens des forces onusiennes pendant la guerre de Corée

Haïlé Sélassié Ier entame dès la libération une ouverture du pays à l'international dans l'idée « d'assimiler les nouvelles idées du progrès sans se départir de sa propre culture » ». Cette approche lui offre très vite une stature internationale.
Le Negusse Negest renouvelle sa confiance dans l'idée de sécurité collective en dépit de l'agression de 1936, et l'Éthiopie adhère à la Charte des Nations unies en 1945.
L'ouverture à l'international conduit dès 1951 au soutien de l'Éthiopie à la guerre de Corée en échange d'une assistance militaire américaine. celle-ci conduit à la formation de trois bataillons éthiopiens et à la création d'Ethiopian Airlines. En échange de quoi, la base américaine de Qagnew, du nom du contingent éthiopien ayant servi en Corée, est créée en Érythrée.
L'Éthiopie participe activement au mouvement des non-alignés à partir de la conférence de Bandung en 1955 et joue un rôle de premier plan pour attirer dans cette coalition les États africains sortis du colonialisme.
De 1960 à 1964, l'Éthiopie fournit une brigade de casques bleus destinée au maintien de l'ordre et à l'évacuation des Belges durant la crise congolaise.

##### Développement des troubles

###### Problème somalien
Le traité anglo-éthiopien de 1942 arrive à échéance en septembre 1944. L'Éthiopie exige un respect des conditions du traité soit l'évacuation du Haud et du Territoire Réservé par les Britanniques qui cherchent à retenir ces régions pour des raisons stratégiques. Ceux-ci sont finalement placés sous administration britannique jusqu'en 1948.
Le Territoire Réservé est rendu en 1948, mais Ernest Bevin, secrétaire d'État aux affaires étrangères de l'Angleterre, se montre réticent à rendre le Haud et conçoit l'idée d'une Grande Somalie, comprenant la Somalie britannique, italienne, et l'Ogaden éthiopien. Cette idée est reprise par le mouvement de libération somalien en 1955 lorsque le Haud est rendu à l'Éthiopie.

###### Problème érythréen
Deux mémorandum éthiopiens, l'un à la Conférence de Londres de 1945, le second à la Conférence de la Paix à Paris en 1946, exposent les arguments historiques, économiques et stratégiques de la complémentarité de l'Éthiopie avec l'Érythrée. Les grandes puissances de l'époque, incapables d'aboutir à un consensus s'en réfèrent aux Nations unies qui adoptent la résolution 289, le 21 novembre 1949, établissant une commission pour l'Érythrée. Celle-ci recommande suivant la résolution 390, la constitution d'une entité séparée rattachée par voie fédérale à l'Éthiopie.
Le 17 octobre 1952 est créée la fédération Éthio-Érythréenne.
Le 14 novembre 1962, l'assemblée érythréenne vote sa dissolution et la réunion de l'Érythrée à l'Éthiopie.
L'accès à la mer dont bénéficie le pays facilite le développement économique dans les années d'après-guerre et l'ouverture internationale.
Néanmoins la réunion des deux entités exacerbe les revendications des mouvements séparatistes, le Djabha (Front de Libération Érythréen) et le Cha'abiya (Front populaire de libération de l'Érythrée). L'historien éthiopien Berhanou Abebe note à cet égard que les grandes puissances de l'époque ne se montrent pas non plus favorablement disposées à cette union : « le parti unioniste représentait la force politique organisée le plus efficacement et qu'il ne reçut aucune organisation extérieure d'aucune sorte.(…) Le déploiement de forces extérieures contre les intérêts éthiopiens en Érythrée indique, de surcroît, que les principales puissances occidentales n'étaient pas favorablement disposées à l'égard des revendications unionistes ».

###### Troubles intérieurs
Les tensions internes éclipsées par l'euphorie de la libération ne tardent pas à refaire surface. Une première tentative d'assassinat du Negusse Negest a lieu par le blatte Tekkelé. Une autre a lieu le 5 juillet 1951, fomentée par le dejazmach Negache Bezabbeh, petit-fils de Téklé Haymanot.
Le 14 décembre 1960, un putsch est mené par le commandant en chef de la Garde Impériale, le général Mengistu Neway (1919-1961), instigué par son frère Guermamé formé aux États-Unis. Les insurgés emprisonnent les notables au Palais, les exterminent et forment un gouvernement sous l'égide du Prince Amha Sélassié (né Asfa Wossen Tafari, 1916-1997) . Le Negusse Negest rentre d'urgence d'une visite officielle au Brésil, les auteurs du putsch sont tués ou capturés.
Des révoltes paysannes commencent à voir le jour dans les années 1960 en opposition au système de taxation des revenus agricoles. C'est notamment le cas dans la région du Balé en 1963, où le conflit est exacerbé par la superposition des revendications du Front de libération de la Somalie occidentale[Information douteuse]. La région est placée sous garde de la 4e division en 1966. Une autre révolte se produit dans le Godjam en 1968, et fait l'objet d'une intervention militaire dénoncée pour sa violence. L'armée finit par se retirer.
En 1965, un mouvement en faveur d'une réforme agraire prend le leitmotiv de marèt larachou (« la terre au cultivateur »)

### Révolution éthiopienne (1974), puis dictature (1975-1991)
- Révolution éthiopienne

#### La révolution de février (Yekakit 66)
Au début des années 1970, une famine de très large ampleur ravage la région du Wollo. Rapidement, le régime tente de masquer la situation ; un rapport préparé à l'automne 1972 par le ministère de l'Agriculture et la FAO (Commission de l'alimentation et de l'agriculture des Nations unies) sur la situation est même passé sous silence avec la complicité de l'agence. Le 17 avril, les étudiants manifestent et ouvrent les yeux du pays sur l'ampleur de la situation ; une répartition des terres plus juste fait partie des premières revendications. Des heurts violents les opposent à la police. Le 28 avril, un nouveau gouverneur est nommé dans le Wello et des ravitaillements sont envisagés. Néanmoins, le gouvernement continue à minimiser l'ampleur de la situation. Haïlé Sélassié Ier admet finalement son incapacité à gérer la situation et fait appel à l'aide internationale. Les pertes humaines sont estimées à 200 000 personnes.
Les professeurs, universitaires et intellectuels sont au premier rang de la contestation qui se prépare à la suite de l'annonce d'une réforme du secteur de l'éducation. Celle-ci préconise entre autres de limiter l'éducation aux stricts besoins économiques du pays et de conserver la part infime d'étudiants accédant au cursus secondaire : pour beaucoup ce rapport condamne la jeunesse à l'illettrisme et au statut de prolétaire, par ailleurs les enfants des classes dirigeantes ne sont pas concernés par ces réformes. Le 14 février, les étudiants manifestent et font face à une riposte armée de la police. Le 18 février les professeurs accompagnés des conducteurs de taxis, qui entendent protester contre une hausse de 50 % du prix du carburant, bloquent la capitale. De nombreuses attaques contre les propriétés de la classe dirigeante ont lieu.
Le 23 février une diminution du prix du pétrole est décrétée et la réforme de l'éducation reportée indéfiniment ; les associations universitaires refusent néanmoins de mettre fin au mouvement. De nombreuses publications clandestines fleurissent à cette époque à Addis Abeba ; les tracts des étudiants font appel à toutes les classes sociales mais également aux soldats. Simultanément, le gouvernement accorde des augmentations de salaire aux militaires et policiers. Le 27 février le premier ministre Aklilu Habte-Wold démissionne ; la haute aristocratie en profite pour reprendre le contrôle et Endalkachew Mekonnen est nommé premier ministre. La première mesure du nouveau cabinet consiste à accroître la solde des soldats et des officiers : en dépit de quelques agitations, la quasi-totalité des soldats prête allégeance au nouveau gouvernement et disperse une manifestation le 1er mars 1974.
Néanmoins la grève des professeurs ne faiblit pas. L'Association des professeurs d'Universités Éthiopiens se joint au mouvement et publie un document intégrant les demandes des différents groupes sociaux. La démocratie, une nouvelle constitution, une presse libre, une réforme de la répartition des terres, des libertés civiles font partie des revendications premières. De son côté, l'union des syndicats éthiopiens se joint aux mouvements de protestation et menace le Premier ministre de grève générale. Les syndicats demandent entre autres un salaire minimum et une meilleure sécurité de l'emploi ; en outre, ils se joignent aux demandes des enseignants. La première grève générale dans l'Histoire de l'Éthiopie a lieu le 7 mars. Le 22 avril, le ministre de la Défense menace de réprimer toute manifestation et s'autorise à répondre « par tous les moyens nécessaires pour arriver à ses fins ».

#### Révolution de l'armée
Face à un mouvement populaire d'ambition révolutionnaire touchant tous les secteurs de la société, le régime ne peut plus compter que sur ses forces armées. Vers la fin du mois d'avril 1974, un comité de représentants élus comprenant tous les échelons de l'armée se met en place sous le nom de Comité de Coordination des Forces armées, plus connu sous le nom de Derg (Comité en amharique). Les ambitions du Derg sont initialement confuses : il rend initialement allégeance au Negusse Negest, effectue les arrestations ordonnées par le régime, et condamne les manifestations populaires progressistes. Le Derg présente sa propre liste de revendications au Premier ministre. Celle-ci ne clarifie pas sa direction qui reste assez confuse à cette époque, une confusion révélatrice, comme le note John Markasis, de l'incertitude du comité sur sa capacité à assumer le pouvoir. Le Derg pousse le Premier ministre à présenter sa démission le 22 juillet, remplacé par Mikael Imru.
Les intellectuels et universitaires éthiopiens continuent parallèlement leur offensive. L'abolition du régime féodal et l'indépendance face au capitalisme étranger sont définis comme les seules bases possibles d'un changement radical. Le Derg, dénoncé comme non représentatif, masque initialement sa confusion. En août 1974, il se saisit de la première des demandes des contestataires : le renversement de Haile Sélassié. Le 12 septembre, l'annonce de sa déposition est faite dans tout le pays.
Le 15 septembre, le comité prend officiellement le nom de Provisional Military Administrative Council (PMAC), « Comité militaire administratif provisoire »).
Le Derg assure le rôle de chef d'État, la constitution est suspendue et le parlement dissout. Le nouveau gouvernement interdit toute opposition au principe du Ethiopia Tikdem, et se refuse à toute alliance avec aucun autre groupe populaire : la prise de pouvoir est ainsi très vite perçue dans la population et particulièrement chez les intellectuels comme une trahison de la révolution du peuple. La presse attaque très vite les prétentions du Derg à être représentatif du mouvement qui l'a porté. Le Derg inclut les intellectuels radicaux comme des « ennemis au progrès et de la nation » et fait arrêter les étudiants manifestant. Le 23 novembre, 59 personnalités du régime de Haile Selassie sont exécutées, un tournant dans le régime, qualifié par la presse de « fasciste ».
La question érythréenne ouvre un second front contre le régime du Derg opposé à tout compromis avec les deux mouvements séparatistes : le Front de libération érythréen (FLE) et le Front populaire de libération de l'Érythrée (FPLE). Le 23 novembre, le chef d'État Aman Andom, d'origine érythréenne et partisan d'une solution pacifique, est tué par balle. La bataille d'Asmara de février 1975 achève de polariser la population érythréenne à la suite des récits des atrocités commises par les troupes du Derg.

#### Dictature militaire (1975-1991)

##### PMAC, années de contradictions (1975-1976)

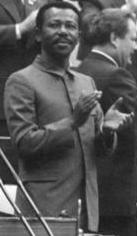
Mengistu Haile Mariam en 1986

Rapidement, après novembre 1974, le Derg est dominé par deux personnages, ses deux vice-présidents. Le premier d'entre eux, Mengistu Haile Mariam dont les ambitions personnelles l'opposent très vite aux officiers plus éduqués du régime qui rejettent ses solutions radicales. Le second est Atfanu Abate, considéré comme l'un des plus sérieux rivaux, les éliminations brutales qui suivront ne lui laisseront pas l'occasion de le distancer. Malgré le changement de régime, l'aide militaire américaine vers l'Éthiopie ne faiblit pas : Washington réagit très peu à la nationalisation des investissements étrangers dans le pays et considère favorablement les demandes d'assistance militaire de la part du Derg, les experts américains considérant que « cette très longue relation avec le pays vaut la peine d'être préservée ».
« Nous recevons en même temps des livres marxistes imprimés en Chine, et des armes modernes fabriquées aux États-Unis » cite Le Monde daté du 7 juin 1975
En janvier et février 1975, une première vague de nationalisation est annoncée. Dans la déclaration de politique économique de février 1975 une économie en trois tiers est envisagée : un secteur réservé à l'État, un secteur conjoint État-privé et un secteur privé assez large. Le secteur de l'État s'accroît ainsi de près de 30 000 postes. Sur la question de la répartition des terres, le Derg proclame la réforme le 4 mars 1975 : toutes les terres rurales deviennent les propriétés collectives de l'État ; cette mesure suscite les plus grandes manifestations et les plus enthousiastes de l'histoire du pays.
Alors que le régime tente de récupérer la sympathie des paysans, la situation des ouvriers urbains n'est quasiment pas améliorée par la nouvelle législation du travail promulguée en décembre 1975. Celle-ci ne propose ni salaire minimum, ni aucune mesure de sécurité sociale. Le Derg commence alors à s'attaquer à l'existence même des syndicats en développant de nouvelles structures concurrentes appelées « comités de travailleurs » ; les syndiqués sont soumis à une campagne d'intimidation. Le Derg ordonne la suspension de l'union des syndicats jusqu'aux élections du prochain congrès et les dirigeants sont emprisonnés. Le régime décide plus tard de mettre fin à l'activité de l'organisation et retient prisonniers ses représentants. Le 25 septembre 1975, des membres des forces de sécurité ouvrent le feu sur des personnes distribuant des tracts de l'union à l'aéroport d'Addis-Abeba, causant plusieurs morts. L'état d'urgence est déclaré, de larges vagues d'arrestations touchent des ouvriers syndiqués, des intellectuels et des étudiants.

##### Durcissement du régime de dictature (1976-1987)
Ayant épuisé les réformes socio-économiques inspirées du mouvement populaire, le Derg se montre non seulement incapable de concevoir de nouvelles mesures dans les mois suivant, mais voit aussi resurgir avec d'autant plus de force l'une des premières revendications du mouvement : celle d'un gouvernement du peuple. Parallèlement le Derg suit une transformation interne clarifiant la nature du régime : la plupart des membres sont décimés au cours de purges violentes ramenant le pouvoir dans les mains d'une clique de plus en plus réduite.
La première des pressions exercées par la junte reste l'opposition populaire dirigée par les intellectuels, les ouvriers et les étudiants. La campagne de propagande basée sur l'envoi massif des étudiants dans les campagnes prend fin au début de 1976, du fait de l'hostilité de plus en plus grande des universitaires face au gouvernement militaire. Ils sont remplacés, comme les professeurs, par des militaires et des sympathisants du régime, le Derg prenant des mesures sévères contre leurs prédécesseurs : un nombre indéterminé de ces militants universitaire est tué dans des heurts avec les autorités, beaucoup sont emprisonnés, des centaines traversent les frontières pour se réfugier à l'étranger.
La campagne prend fin officiellement en juillet 1976.

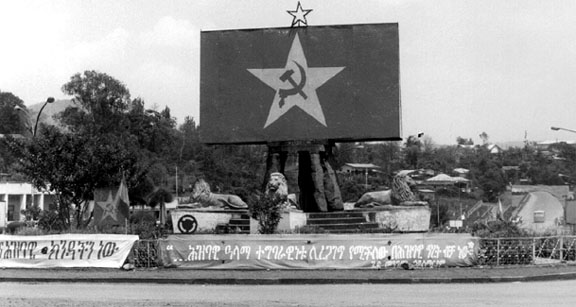
Monument soulignant le rapprochement du régime avec l'Union soviétique

En décembre 1976, une délégation éthiopienne se rend à Moscou et signe un accord d'assistance militaire avec l'Union soviétique. En avril, l'Éthiopie résilie son accord d'assistance militaire avec les États-Unis et expulse les forces militaires basées en Éthiopie (base de Kagnew). En juillet 1977, la Somalie de Mohamed Siad Barre attaque l'Éthiopie pour soutenir les indépendantistes de la province de l'Ogaden. Le conflit voit la défaite de la Somalie en mars 1978.
Les années sous Mengistu sont marquées par un gouvernement totalitaire et la militarisation du pays financée par l'URSS et Cuba. En 1977 et 1978, des milliers de personnes suspectées d'être des ennemis du Derg sont torturées ou tuées. Lorsque les corps ne sont pas abandonnés aux hyènes, les familles doivent payer la balle qui a servi à l'exécution. Cette période est nommée la « terreur rouge ». Les slogans annoncent : « Pour un révolutionnaire abattu, mille contre-révolutionnaires exécutés ». 30 000 étudiants sont mis en prison et 5 000 sont tués en une seule semaine.
La guerre civile provoque l'abandon et la destruction des cultures et détourne une part importante des énergies et crédits vers les opérations militaires.
En 1979, une famine importante touche le Nord du pays du Wollo à l'Érythrée. À cette occasion, le régime entame une politique de déplacements forcés, dite de « villagisation ». Cette politique obéit à plusieurs objectifs : les autorités poussent d'une part les paysans à abandonner les zones sinistrées -pour cause de famine ou de guérilla- pour les transférer dans les régions du Sud plus clémentes et plus sures, de l'autre ces déplacement diminuent les capacités de regroupements dans les régions du Nord hostiles au régime. Cette politique est conduite à une plus grande échelle, lors de la famine de 1984-1986 : d'octobre 1984 à mai 1986, 2 800 000 personnes sont déplacées.
En 1984, le Parti des travailleurs d'Éthiopie (PTE) est créé, et le 1er février 1987, une nouvelle Constitution suivant le style soviétique est soumise à un référendum. Celle-ci est officiellement approuvée par 81 % des votants, et en suivant la Constitution, le pays est renommé « république démocratique populaire d'Éthiopie » le 10 septembre 1987. Mengistu devient président.

##### Chute du régime (1988-1991)

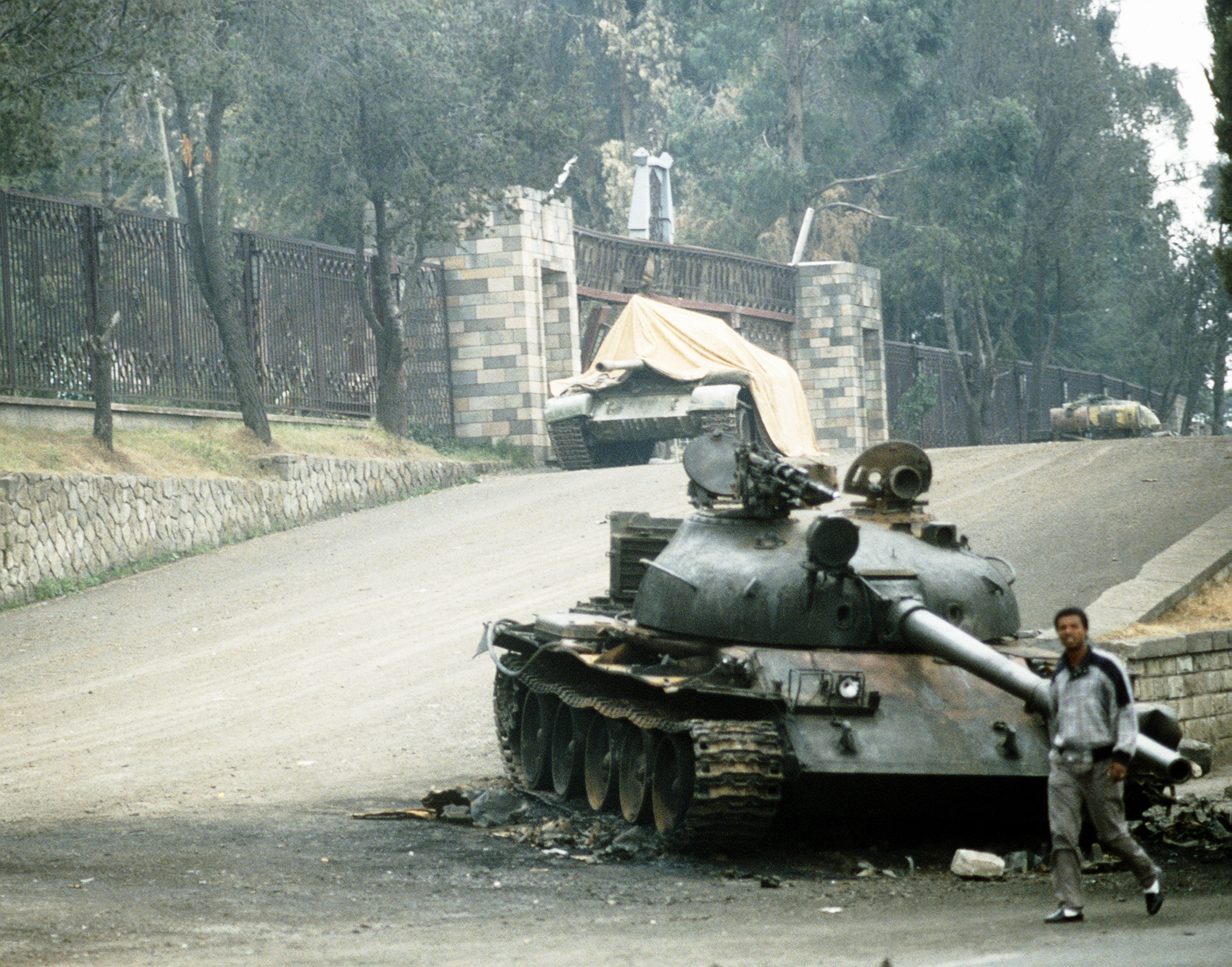
Tank T-55 devant les grilles du palais présidentiel à la chute du régime, Addis-Abeba, 9 juin 1991

La fin des années 1970 et surtout les années 1980 voient la montée en puissance des mouvements nationalistes régionaux. Le Front de libération du peuple du Tigré (FLPT) et le Front populaire de libération de l'Érythrée (FPLE) coordonnent leurs opérations à partir du milieu des années 1980 tandis que le Front de libération oromo progresse. En plus des rébellions, le pays est touché par une crise économique, causée par le manque d'investissements privés dans l'économie aux mains de l'État. La famine de 1984-1985 porte un coup en plus au régime du Derg qui dans un premier temps ne réagit pas, pour ensuite autoriser l'aide internationale. Mengistou veut répondre à cette crise en relocalisant les paysans vers des terres plus fertiles mais les manières brutales employées, les collectivisations rendent la mesure impopulaire. Une nouvelle réforme visant à déplacer les habitants des villages convainc définitivement les paysans qui soutiennent les mouvements de guérillas à la fin des années 1988. Enfin, « pilule amère » pour la classe dirigeante éthiopienne qui « commence à peine à savourer l'institutionnalisation de l'ordre socialiste », le nouveau pouvoir à Moscou annonce la Perestroïka et la Glasnost. Le régime du Derg perd donc un important soutien au niveau international. En 1988-1990, les quelques annonces d'ouverture de l'économie arrivent trop tard, dans le nord, les guérilléros prennent l'avantage.
En mars 1988, le FLPE remporte la bataille d'Afabet, un succès décisif dans un bastion du gouvernement central. Les séparatistes érythréens amassent une importante quantité de matériel militaire, déterminant dans la poursuite de la guerre et ouvrent la route vers Mitsiwa et Asmara. En février 1989, le FLPT, soutenu par la population locale et un contingent du FLPE remporte la bataille d'Endeselassié, une défaite lourde pour Mengisou puisque qu'environ 23 000 soldats gouvernementaux sont faits prisonniers. L'importance de ces succès est rappelée par Bahru : « Afabet et Endeselassie marquent le début de la fin du régime de Mengistou ».
Désormais, le FLPT se fixe un nouvel objectif : après la libération régionale, le mouvement doit libérer tout le pays. Telles sont les conditions dans lesquelles le Front démocratique révolutionnaire du peuple éthiopien (FDRPE) a été créé. Cette coalition comprend alors divers partis dont le Mouvement démocratique du peuple éthiopien, devenu le Mouvement national démocratique Amhara et l'Organisation démocratique des peuples Oromo. Néanmoins, la prédominance du FLPT dans la coalition ne fait aucun doute. À la fin de l'année 1989, le FDRPE remporte une bataille décisive au mont Gouna et en février 1990, Mitsiwa tombe aux mains du FLPE. La victoire de Gouna est suivie de celle de Maragngna dans le Wello ; le FDRPE organise alors quatre opérations : l'opération Téwodros, Wallelegn et Bilisumaf walqituma qui permettent respectivement la conquête du Godjam, du Wello et du Wellega. L'encerclement de la capitale étant assuré, le FDRPE se trouve en position de force face à gouvernement qui souhaite négocier. Voyant la défaite arriver, Mengistou quitte le pays le 21 mai 1991, passe par le Kenya pour ensuite se réfugier au Zimbabwe. L'armée gouvernementale en Érythrée s'effondre et la capitale est laissée aux forces du FDRPE qui pénètrent à Addis-Abeba le 28 mai 1991. La date est depuis devenue jour de fête nationale.

## Éthiopie contemporaine (1991-2018)

### Établissement de la République fédérale (1991)

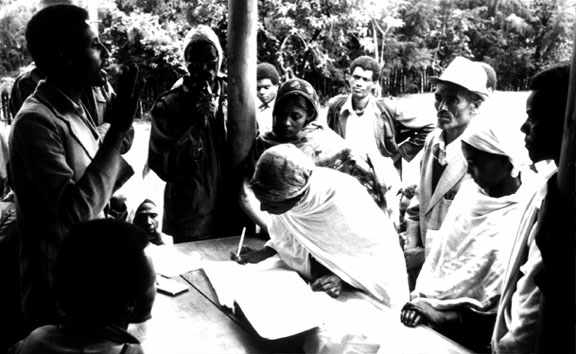
Un officiel explique les procédures de vote lors de l'enregistrement des votants à Dembidolo, dans le Welega, Éthiopie, juin 1992

Arrivé au pouvoir le 28 mai 1991, le Front démocratique révolutionnaire du peuple éthiopien organise une conférence nationale du 1er au 5 juillet ; les 24 mouvements ayant participé à la guerre contre le Derg se réunissent. La nature de ces mouvements, nationalistes, autonomistes et régionalistes pour la grande majorité, oriente les débats vers des questions de revendications des différents peuples. La Charte nationale adoptée à l'issue de la conférence, prévoit la mise en place du Gouvernement de Transition d'Éthiopie (GTE) qui devra diriger le pays pendant deux ans. Il restera en place jusqu'en 1995. En novembre 1991, la population éthiopienne est « frappée » par la nouvelle division administrative. Le pays est partagé en douze kelels dont les frontières sont basées sur les différences de peuples et de culture en fonction du critère de la langue maternelle dominante.
Pour mettre fin au problème érythréen, le FDRPE et Front de libération du peuple érythréen (FLPE) s'accordent sur le droit de faire sécession, un droit théoriquement reconnu aux autres peuples d'Éthiopie. Un référendum est prévu bien que de facto, l'Érythrée soit déjà sous contrôle du FLPE. Le scrutin est organisé du 23 au 25 août[Information douteuse] 1993 et les séparatistes le remportent avec un score de 99,79 %. Le 24 mai 1993, l'Érythrée déclare son indépendance ; le gouvernement d'Addis Abeba est le premier à la reconnaître. Divers accords sont signés entre les deux États concernant la coopération et la défense.
Le 21 juin 1992, le FDRPE remporte les premières élections multipartites dans un climat national agité. Plusieurs partis politiques se sont retirés de la course, certains opposants affirment avoir subi des pressions et les candidats du FDRPE ont subi des attaques dans des zones contrôlées par le FLO. Le 5 juin 1994, les membres de l'assemblée constituante chargée d'adopter le texte élaboré par le GTE sont élus. 484 des 547 sièges sont remportés par le FDRPE. Une commission de rédaction de la constitution, créée le 18 août 1992 organise au début de l'année 1994 une série de réunions afin de percevoir l'opinion de la population. Le 8 avril 1994, un avant-projet de constitution est présenté, marqué par le fédéralisme à base linguistique. Le 28 octobre 1994, l'assemblée constituante débute le processus d'élaboration de la constitution en se basant sur l'avant-projet. Le 8 décembre 1994, elle vote une rectification et prévoit l'organisation d'élections pour le 7 mai 1995. Le 24 août 1995, le Conseil des représentants des peuples nouvellement élu adopte la Constitution, la république fédérale démocratique d'Éthiopie est proclamée. Negasso Gidada en devient le président, tandis que Meles Zenawi occupe le poste de Premier ministre.
La transition de quatre ans a été « tranquille » et « rapide ». La volonté d'introduire les droits de l'Homme et la légalité s'est d'abord heurtée à la réalité politique d'un État disposant de peu d'infrastructures dans lequel la force de la loi est peu effective. Le nouveau régime offre une liberté de mouvement et de circulation des gens et des capitaux ; en outre, les observateurs étrangers peuvent librement visiter le pays. Des médias libres apparaissent et les organisations de masse héritées du Derg disparaissent.
Le bilan des réformes économiques est mitigé. Si l'économie éthiopienne reste influencée par le rôle de l'État, jamais dans son histoire, une telle marge de liberté n'a été laissée aux investisseurs privés. Les terres restent une propriété du gouvernement, une mesure qu'il défend affirmant vouloir éviter un exode rural. Les finances publiques ont été contrôlées, la proportion des dépenses militaires a baissé et les ministères coordonnent leurs activités avec les régions. Le gouvernement a lutté avec succès contre l'inflation forte que tous les autres pays anciennement socialistes ont connu.

### Guerre Érythrée-Éthiopie (1998-2000)
- Guerre entre l'Érythrée et l'Éthiopie

Après quelques années d'entente cordiale, les relations diplomatiques entre l'Éthiopie et l'Érythrée se dégradent progressivement et en 1998, le nouvel État indépendant déclenche une guerre en raison de différends territoriaux non résolus. Le conflit, qui a coûté la vie à près de 80 000 personnes, s'achève en 2000 par une victoire militaire éthiopienne ; en revanche, d'un point de vue juridique, l'Érythrée parvient à obtenir la ville de Badmé, une des localités à l'origine des tensions. Depuis, une Force de maintien de la paix des Nations unies est présente sur la frontière commune qui reste fermée ; les relations demeurent tendues.

### Élections législatives éthiopiennes de 2005
- Élections législatives éthiopiennes de 2005

Le scrutin de 2005 constitue un « changement significatif dans l'histoire politique de l'Éthiopie » puisqu'il s'agit de la « première élection authentiquement disputée ». En effet, les partis politiques de l'opposition, qui ont boycotté les scrutins de 1995 et 2000 décident de participer ; on compte au total 35 partis pour les élections fédérales et régionales. La première surprise, aussi bien pour le pouvoir que pour l'opposition, a été l'annonce des scores et de la participation qui a atteint 90 %. Le changement important est la lourde perte subie par le FDRPE qui passe de 90 % à 60 % de sièges à la Chambre des représentants des peuples ; l'opposition, quant à elle, passe de 12 à 174 sièges. Les deux principaux partis d'opposition sont la coalition pour l'unité et la démocratie (CUD), surnommée Qenejet, créé en 2004 et comprenant quatre partis et les Forces démocratiques éthiopiennes unies (FDEU). La CUD a obtenu un résultat important notamment à Addis Abeba où il a remporté tous les sièges du conseil, moins un, ainsi que la totalité des 23 sièges d'Addis Abeba au Conseil des Représentants
Néanmoins, elle conteste les résultats et accuse le régime d'avoir trafiqué les résultats ; Human Rights Watch a également critiqué le déroulement des élections. La CUD annonce qu'elle refuse de siéger à l'ouverture du parlement afin de protester contre les résultats. Des manifestations éclatent en novembre 2005 et la direction de la CUD a été emprisonné. À cette occasion, l'opposition s'est divisée puisque les FDEU se sont opposés à la décision de la CUD et les membres élus ont siégé à l'ouverture du parlement. Les divisions continuent de marquer les partis politiques de l'opposition. Les troubles et contestations post-électorales ont amené à de nouveaux votes dans 31 circonscriptions. Le 9 août, les résultats officiels sont annoncés et le FDRPE est déclaré vainqueur.
Un autre point intéressant est la participation de la diaspora aux élections. Ainsi, le Parti de l'Unité Pan-Éthiopienne a créé en 2003, un comité chargé de récolter des fonds parmi les Éthiopiens installés à l'étranger, plusieurs centaines de milliers de dollars ont été amassés. Par ailleurs, la majorité des partis des FDEU est basée aux États-Unis.
Malgré les troubles et les accusations de la CUD, l'élection de 2005 a indiscutablement ouvert le débat politique à la société civile. L'Union Européenne a positivement jugé ces débats et a perçu un « profond changement » dans le processus démocratique éthiopien. Contrairement aux élections de 1995 et 2000, des observateurs internationaux ont été invités. Ainsi, Patrick Gilkes conclut que malgré les « imperfections » des élections de 2005, elles ont prouvé « que le FDRPE a l'intention de continuer à démocratiser son régime, même si cela doit se faire à sa manière et à son rythme ».

### Intervention en Somalie (2006)
Après quelques interventions ponctuelles, estimant la sécurité de leur pays menacée, les troupes éthiopiennes pénètrent officiellement en Somalie en décembre 2006 avec le soutien des États-Unis. Leur objectif est de combattre les troupes des tribunaux islamiques, qui menaceraient l'Éthiopie, et de soutenir le gouvernement fédéral de transition (TFG). La campagne est officiellement achevée en moins d'une semaine, et permet au gouvernement somalien de s'installer à Mogadiscio. Plusieurs milliers de soldats éthiopiens stationnent ensuite en Somalie, engagés dans des combats, en particulier dans Mogadiscio. Alors que l'Éthiopie annonce un retrait de son armée au début février 2007, elle y reste, confrontée à des attaques et des attentats,.
Après un accord politique en octobre 2008, l'armée éthiopienne quitte officiellement le territoire somalien en décembre 2008, laissant les troupes de l'Union africaine (Amisom) seul soutien du gouvernement.

### Évolutions politiques récentes (2007-2018)

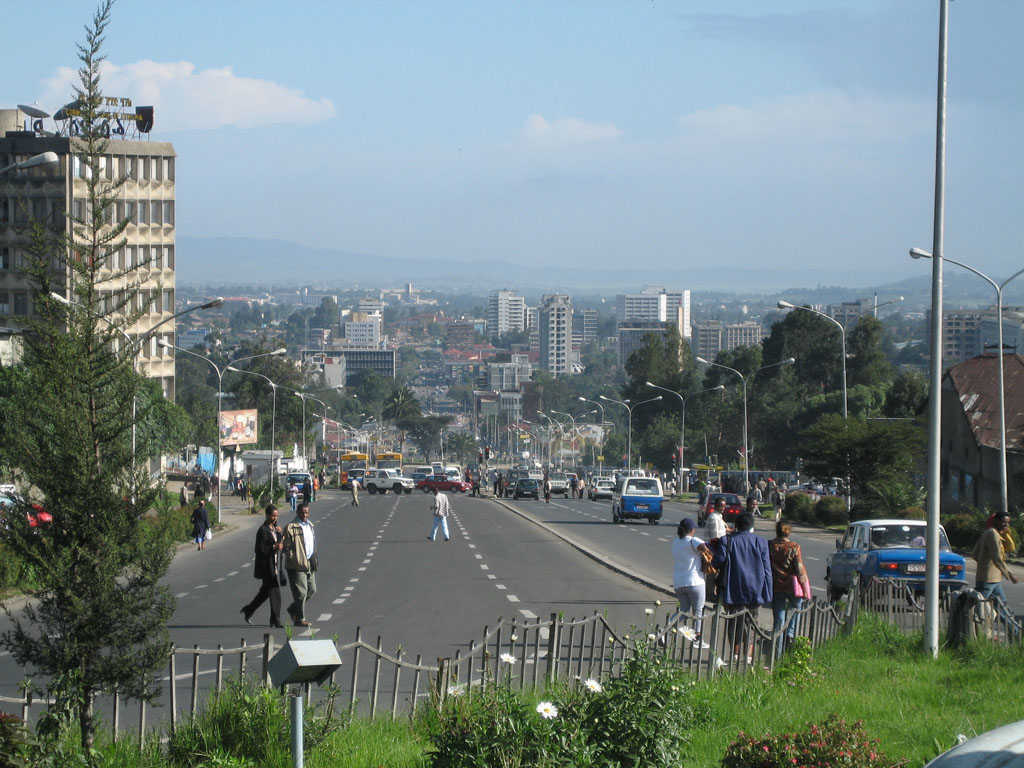
Vue sur Churchill godana, Addis-Abeba, 2005

À l'intérieur de ses frontières, l'Éthiopie est également confrontée à deux rébellions armées : le Front de libération oromo et le Front national de libération de l'Ogaden, qui ont redoublé d'activité en 2007.
Birtukan Mideksa, dirigeante du principal parti d'opposition, l'Unité pour la démocratie et la justice (UDJ), est arrêtée le 28 décembre 2008. Cette arrestation fait suite à une réunion publique en Suède à laquelle participait Birtukan Mideksa où elle s'exprimait sur les conditions de sa libération en 2006, et y expliquait notamment que la grâce qu'on lui avait accordée il y a un an était le résultat de tractations politiques et non pas une faveur du gouvernement. Des responsables du gouvernement éthiopien ont considéré que ses propos valait négation de sa demande de grâce. Le ministère de la Justice émet une déclaration annulant la grâce qui lui avait été octroyée et rétablissant la peine de réclusion à perpétuité prononcée à l'origine.
Elle est incarcérée à la prison de Kaliti, à la périphérie d'Addis Abeba.
Le 16 avril 2009, a lieu la première grande manifestation politique depuis la violente répression de 2005, limitée à 250 personnes par le gouvernement à Addis Abeba, afin d'obtenir la mise en liberté du leader de l'opposition.
Meles Zenawi meurt le 20 août 2012 et Haile Mariam Dessalegn lui succède comme premier ministre. Le 7 octobre 2013, Mulatu Teshome est élu dans la fonction, plus symbolique, de président du pays. 2018 est marqué par les démissions successives du premier ministre, Haile Mariam Dessalegn, puis du président Mulatu Teshome en octobre.

## Stabilisation du pays, rétablissement de la paix (2018-2019)
Le 2 avril 2018, Abiy Ahmed, très populaire parmi les Oromos, est nommé Premier ministre. Dès son discours d'investiture, il tend la main à l'Erythrée, en appelant à mettre fin à un conflit qui dure depuis l'indépendance du pays, en 1993. Il qualifie également les partis d'opposition de frères et non d'ennemis. En octobre, Sahle-Work Zewde devient la quatrième présidente de l'Ethiopie, la première femme à occuper cette fonction, désignée à l'unanimité par les parlementaires. Dès son arrivée au pouvoir, le nouveau premier ministre stabilise les relations avec les pays voisins, jouant l'apaisement et la réconciliation avec l'Erythrée, renouant des liens avec la Somalie, lançant des projets logistiques avec le Kenya, Djibouti, le Soudan et le Soudan du Sud, ouvrant le dialogue avec l'Egypte au sujet de la gestion des eaux du Nil,,.

## Années 2020

Régions, 2020

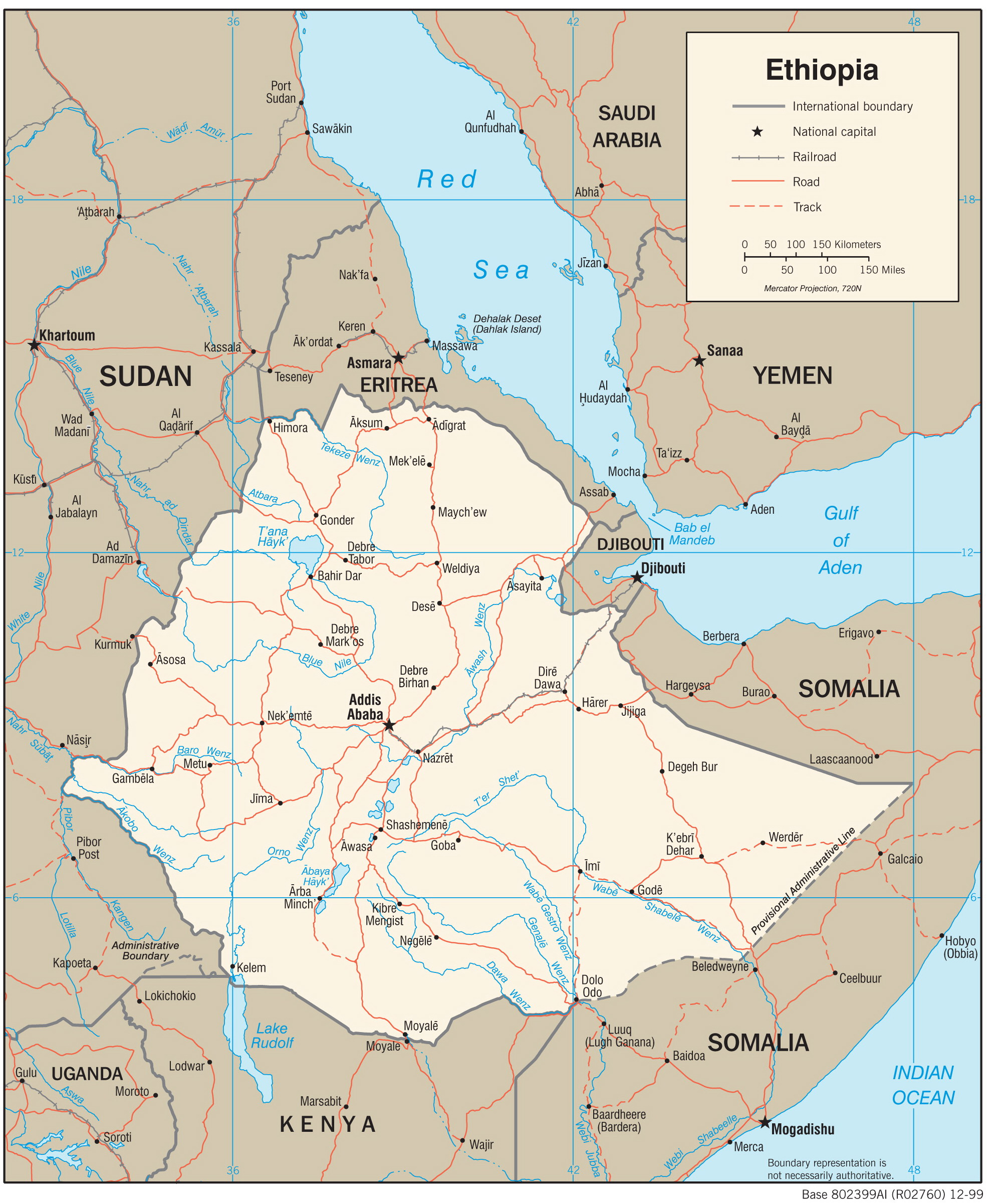
Réseaux des transports régionaux, 2000

Depuis août 2018, et en 2019, des incidents sont intervenus entre communautés religieuses, chrétiens orthodoxes, musulmans extrémistes et chrétiens protestants. La tension reste très vive en 2020.
Depuis janvier et février 2020, la corne de l'Afrique fait face à une invasion de criquets pèlerins. Les insectes s'attaquent aux cultures au Kenya, en Ethiopie, en Somalie et en Ouganda. Ce qui fait craindre une crise humanitaire et environnementale de grande ampleur.
En pleine période de tension causée par la propagation du coronavirus, le sommet de l'Union africaine (UA) s'est réuni dans la capitale éthiopienne, les 9 et 10 février 2020.
En septembre 2020, le gouvernement Éthiopien a annoncé des poursuites contre plusieurs leaders de l'opposition, dont Jawar Mohammed et Bekele Gerba, pour terrorisme et incitation à la violence. Les accusations, qui pourraient mener à un emprisonnement à vie, sont liées aux violences qui ont éclaté après le meurtre en juin 2020 de Hachalu Hundessa, un très populaire chanteur oromo. Dans les jours qui ont suivi, au moins 178 personnes avaient trouvé la mort au cours de violences interethniques ou policières. C'était le début de la Guerre du Tigré qui a duré jusqu'au 14 décembre 2020 dans la ville de Mekele, capitale du Tigré. Mais la guerre se poursuit en janvier 2021 hors de cette ville sans qu'aucune information ne filtre de cette région bouclée. A la mi-décembre 2020, 950 000 déplacés liées à ce conflit sont recensés, dont 50 000 réfugiés au Soudan. Plusieurs camps de réfugiés au Tigré proche de la frontière avec l'Érythrée, sont l'objet de destructions matérielles et de violences sur les réfugiés, qui sont forcés de retour en Érythrée, en janvier 2021.
Une contre offensive du Front de libération du peuple du Tigré et de l'Armée de libération oromo se déroule depuis juin 2021. Les rebelles tigréens demandent la fin du blocus humanitaire et la restauration des services de base au Tigré. Après avoir pris le contrôle de Dessie et Kombolcha, ils se trouvent à 270 km au nord d'Addis Abeba. La tension est telle, en novembre 2021, que les médias occidentaux parlent d'un risque de guerre totale.
Le 6 juillet 2023, La chambre haute du parlement éthiopien, la Chambre de la Fédération, a formellement approuvé la formation de l'Éthiopie du Sud, 12e état régional de l'Éthiopie.

### Bibliographie

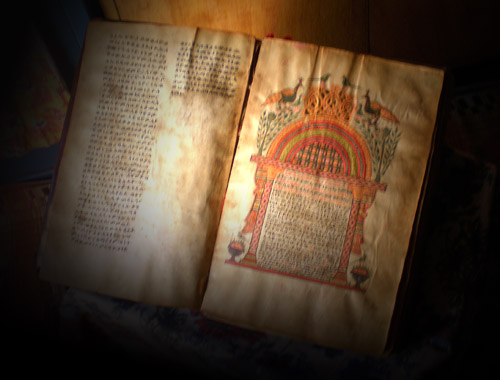
Bible en guèze de l'époque médiévale, conservée dans un monastère sur le Lac Tana (Baher Dar, Éthiopie)

## Galerie de personnalités politiques récentes

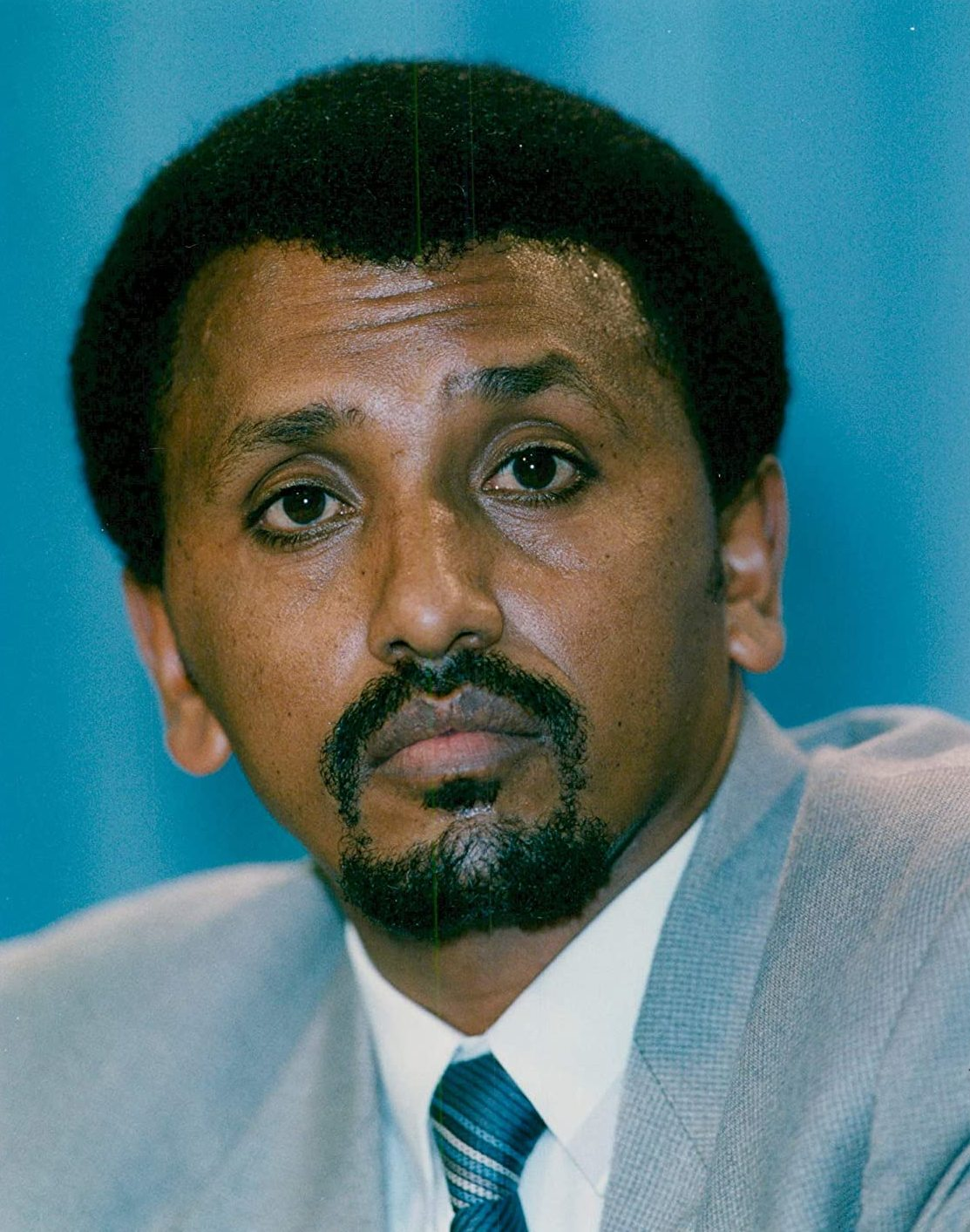
Tamrat Layne 1991-1995
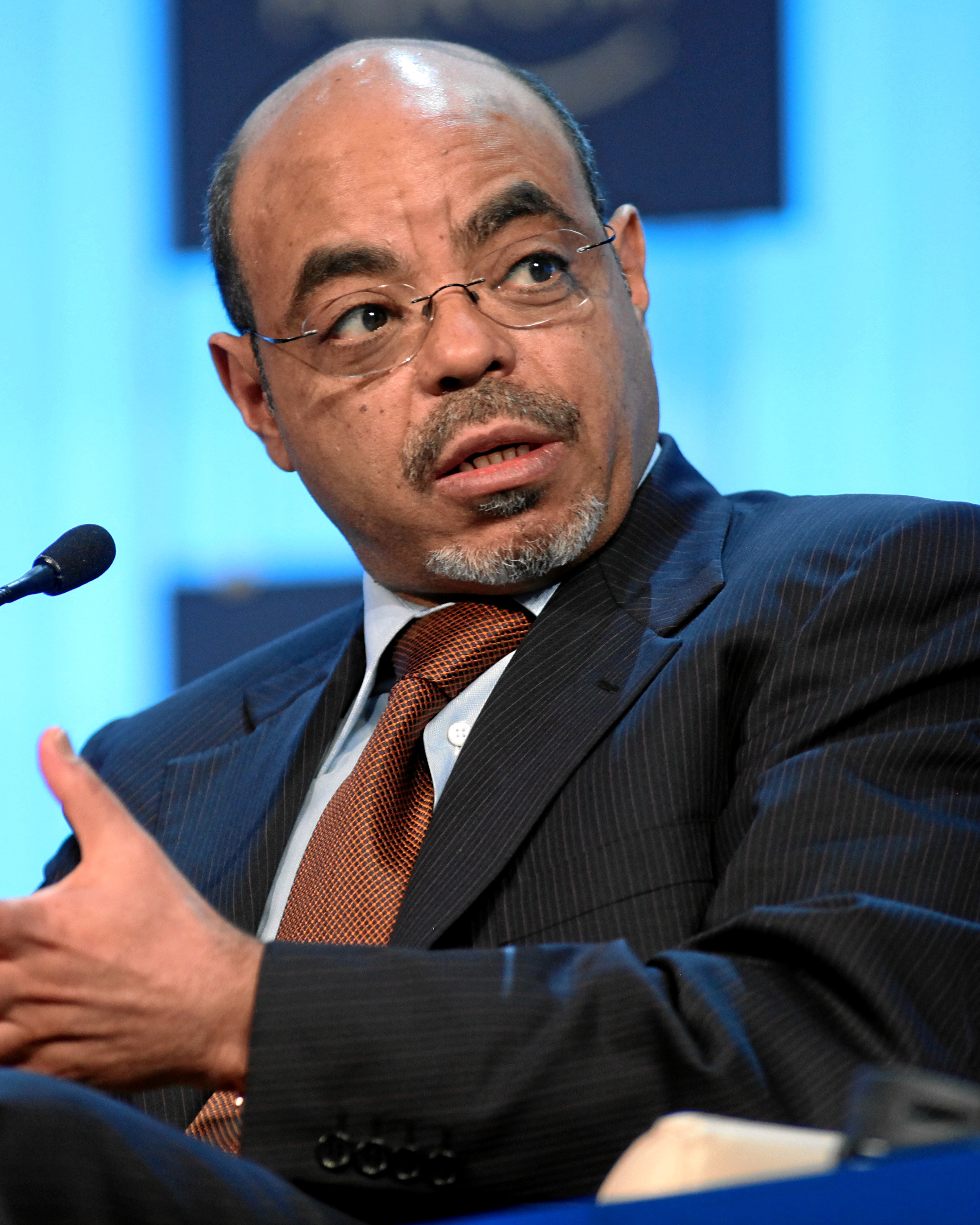
Meles Zenawi 1995-2012
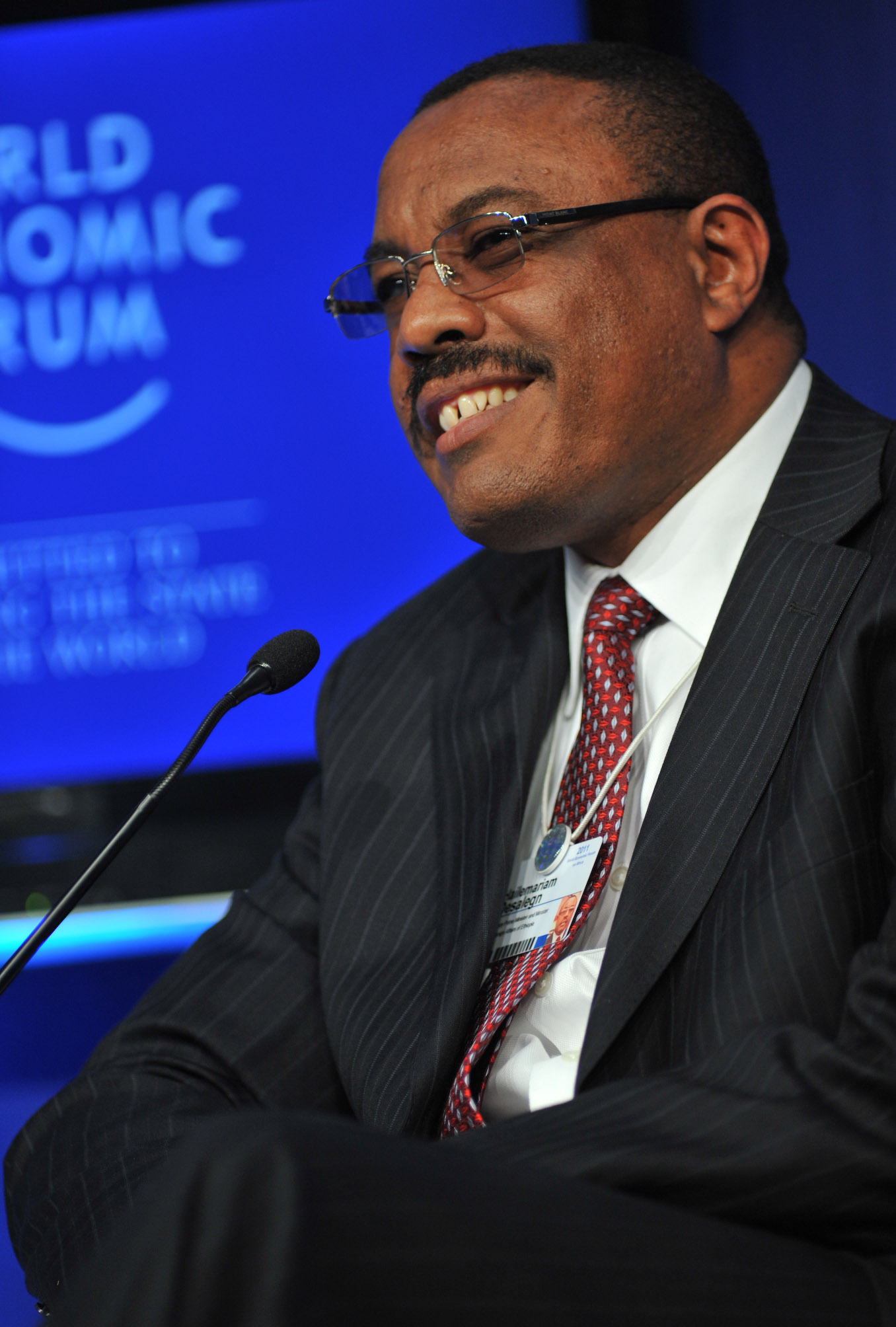
Haile Mariam Dessalegn 2012-2018
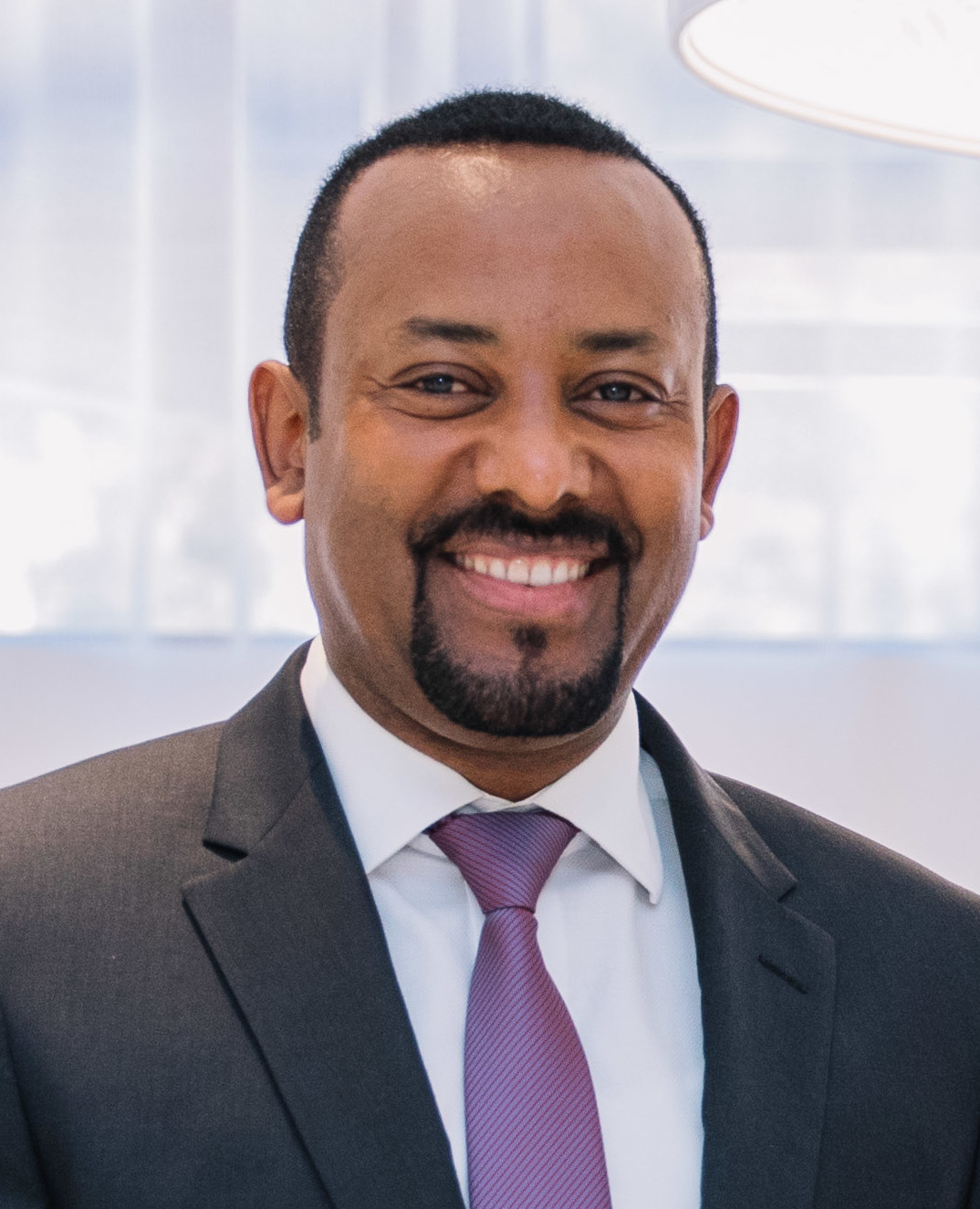
Abiy Ahmed 2018-présent

Présidence :

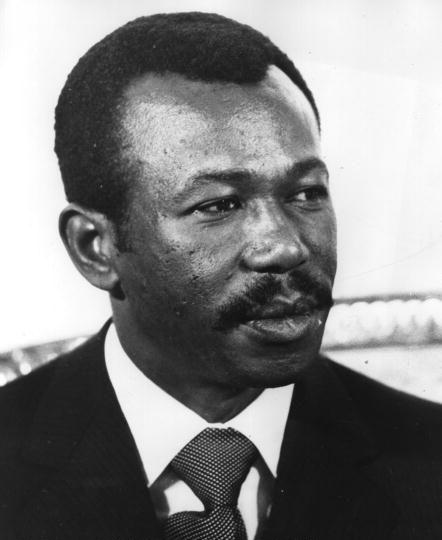
Mengistu Haile Mariam 1977-1991
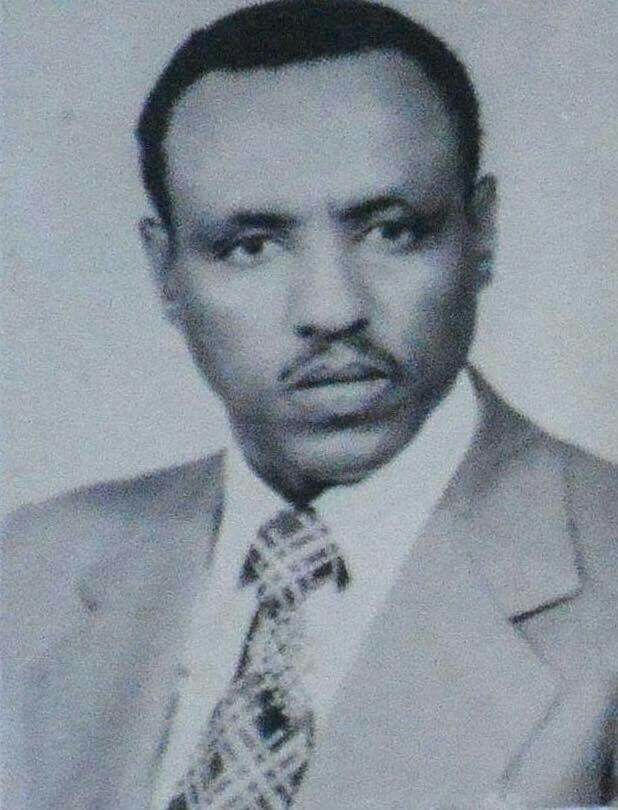
Tesfaye Gebre Kidan 1991
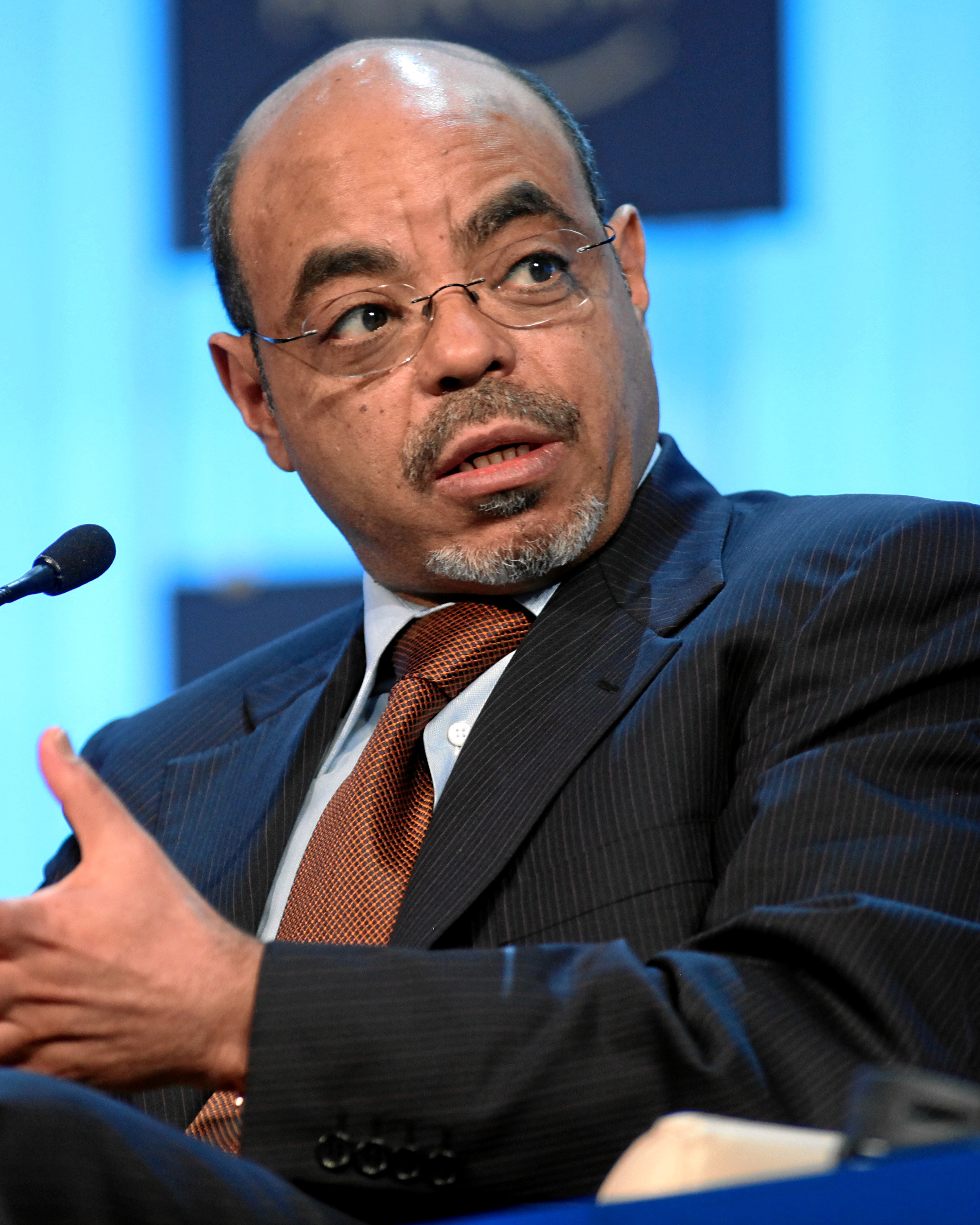
Meles Zenawi 1991-1995
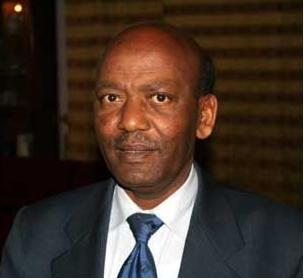
Negasso Gidada 1995-2001
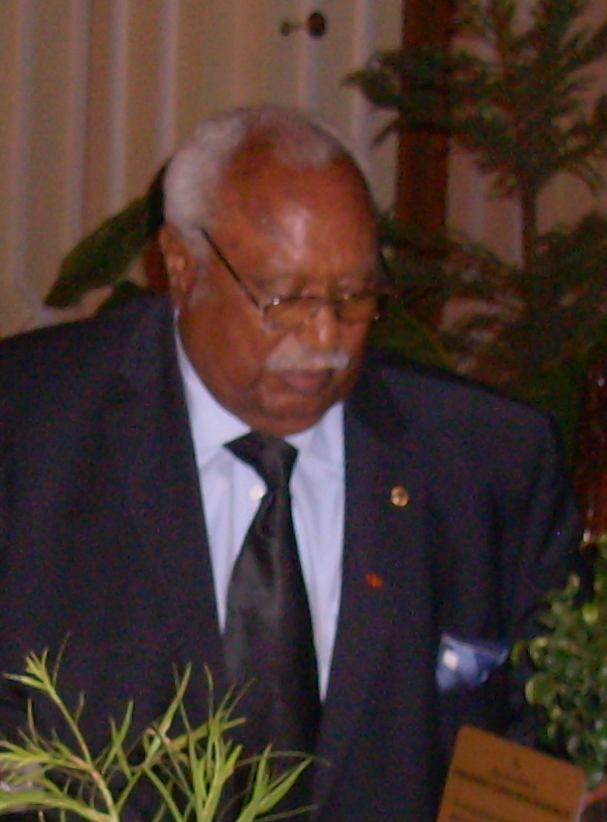
Girma Wolde-Giorgis 2001-2013

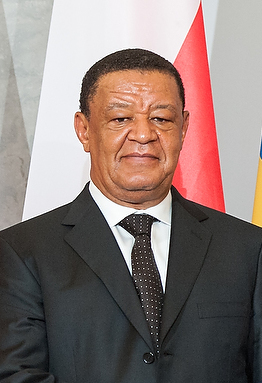
Mulatu Teshome 2013-2018
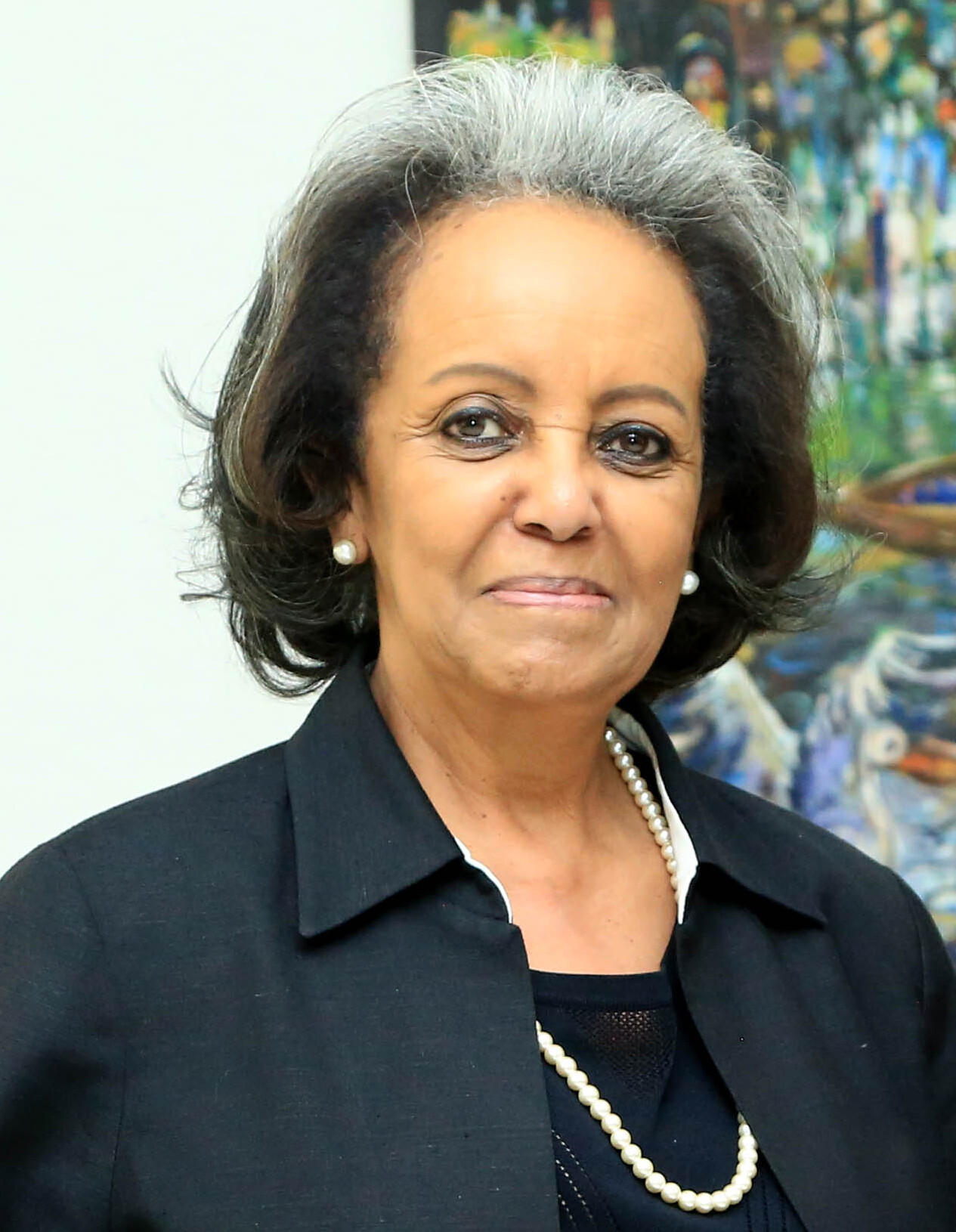
Sahle-Work Zewde 2018-2024
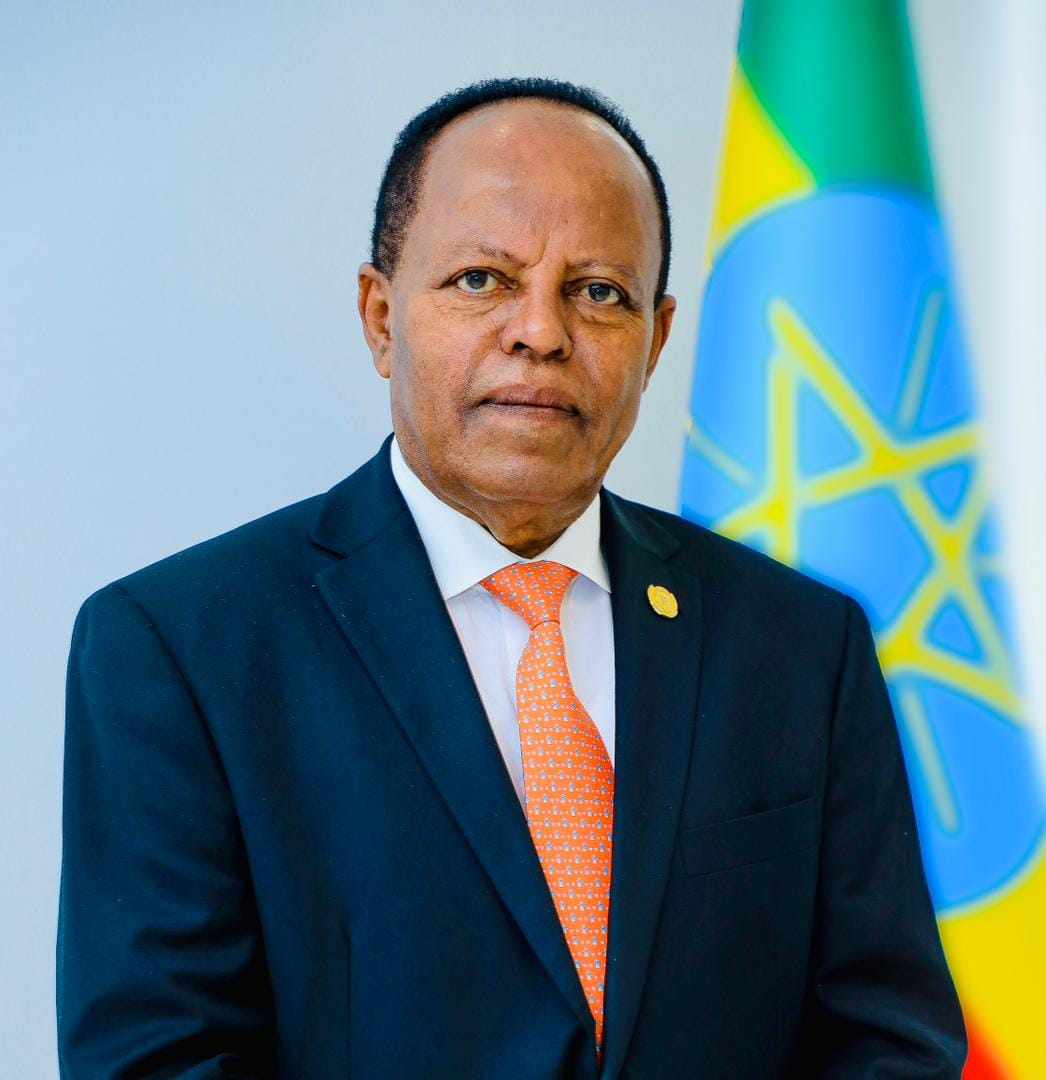
Taye Atske Sélassié 2024-présent

Gouvernement :
- Tamrat Layne
1991-1995
- Meles Zenawi
1995-2012
- Haile Mariam Dessalegn
2012-2018
- Abiy Ahmed
2018-présent